# Ceràmica xinesa
La ceràmica xinesa és una de les formes més importants de l'art xinès, des dels recipients de ceràmica funeraris fins a les sofisticades peces de porcellana xinesa fetes per a la cort imperial i per a l'exportació.

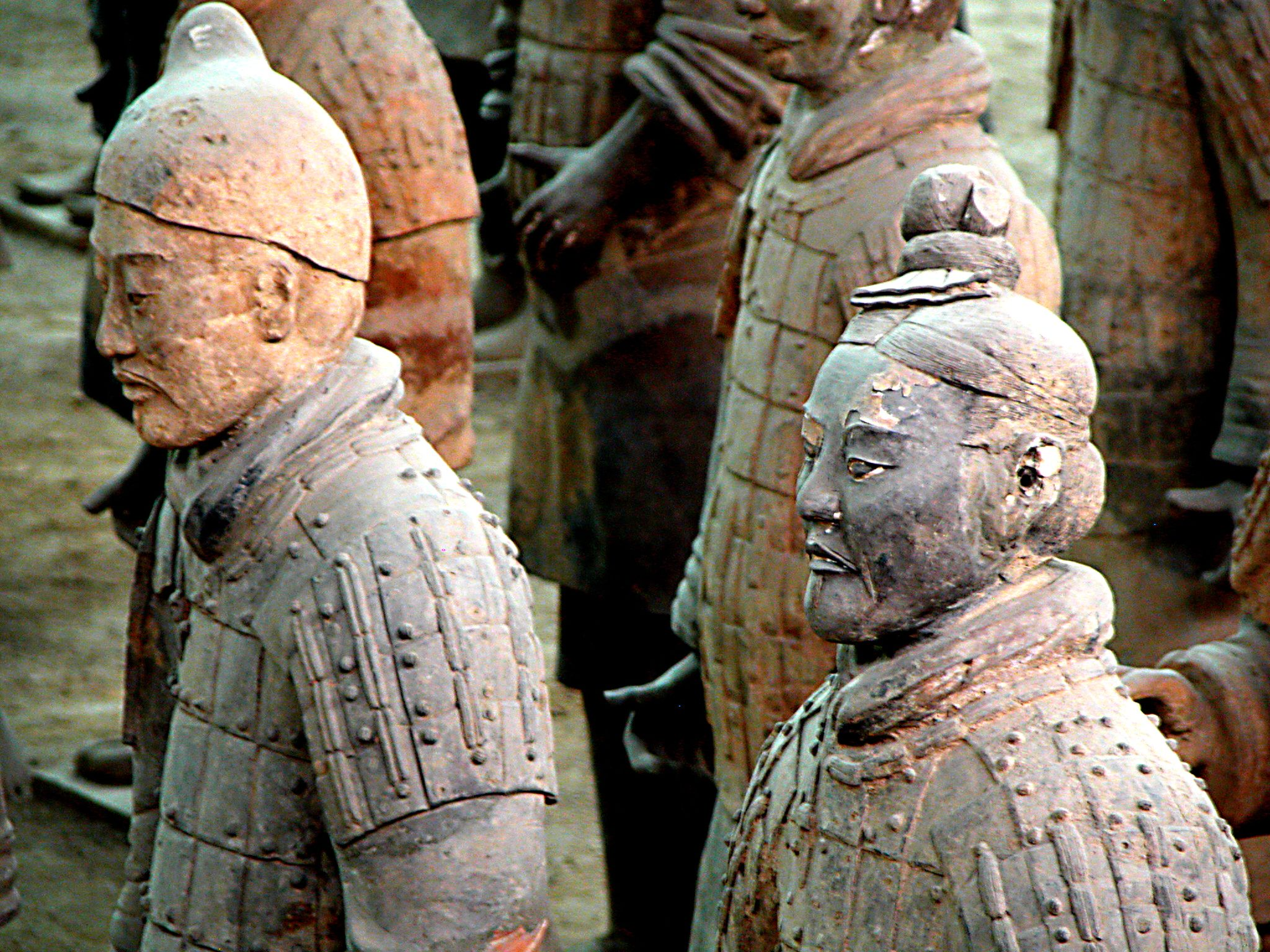
Exèrcit de guerrers de terracota, enterrats durant la dinastia Qing

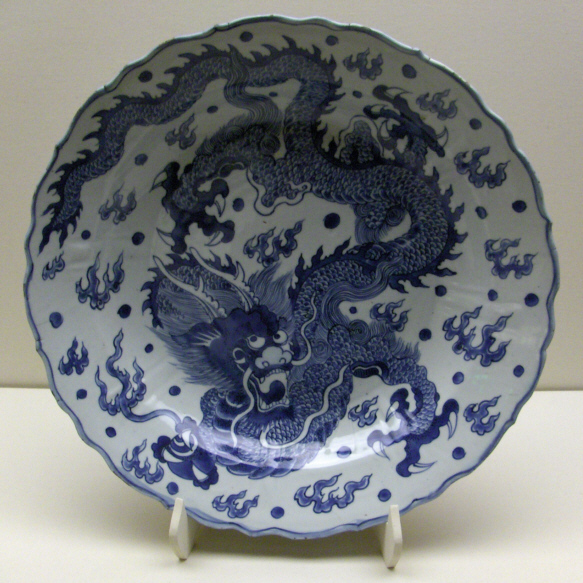
Plat de porcellana blanc-i-blava fet durant la dinastia Ming

La ceràmica xinesa mostra un desenvolupament continu des de l'època predinàstica, i la primera ceràmica es va fer durant l'època paleolítica. La porcellana va ser un invent xinés que ha tingut un gran prestigi a tot el món durant segles.
Molts dels tallers de ceràmica més importants eren propietat de l'emperador, i grans quantitats de porcellana xinesa s'exportaven com a regals diplomàtics o per al comerç des del segle I aC, a través del que més tard es coneixeria com la Ruta de la Seda, a l'Àsia oriental i el món islàmic, i des del segle XVI a Europa. La ceràmica xinesa ha tingut una influència enorme en altres tradicions ceràmiques dels països islàmics i d’Europa.

## Terminologia i categories
La ceràmica xinesa és la més antiga del món. Es remonta a 17.000 aC, en contextos del Paleolític Tardà. És una ceràmica de terrissa molt porosa, gruixuda i cuita a baixes temperatures. Al sud de la Xina la ceràmica s'ha registrat procedent de moltes coves, en la seva integritat datades cap al Plistocè Terminal.
És difícil establir la data exacta de la fabricació de la primera porcellana, perquè va ser un procés de millora contínua, i perquè els xinesos no diferencien entre el gres vidrat i la porcellana. La porcellana és un terme que s'utilitza exclusivament per referir-se a la ceràmica de color blanc d'alta cocció, però per als estudis de ceràmica xinesa antiga, té un significat molt més ampli. Com que en la llengua xinesa només hi ha dues paraules per descriure la ceràmica, Ci ("瓷") per a ceràmica de cocció alta i Tao ("陶") per a ceràmica de cocció baixa, molts autors xinesos solen descriure totes les ceràmiques de cocció alta (Ci) com a porcellana. La protoporcellana (en xinès 原始 瓷) es refereix a la ceràmica primitiva d’alta cocció.

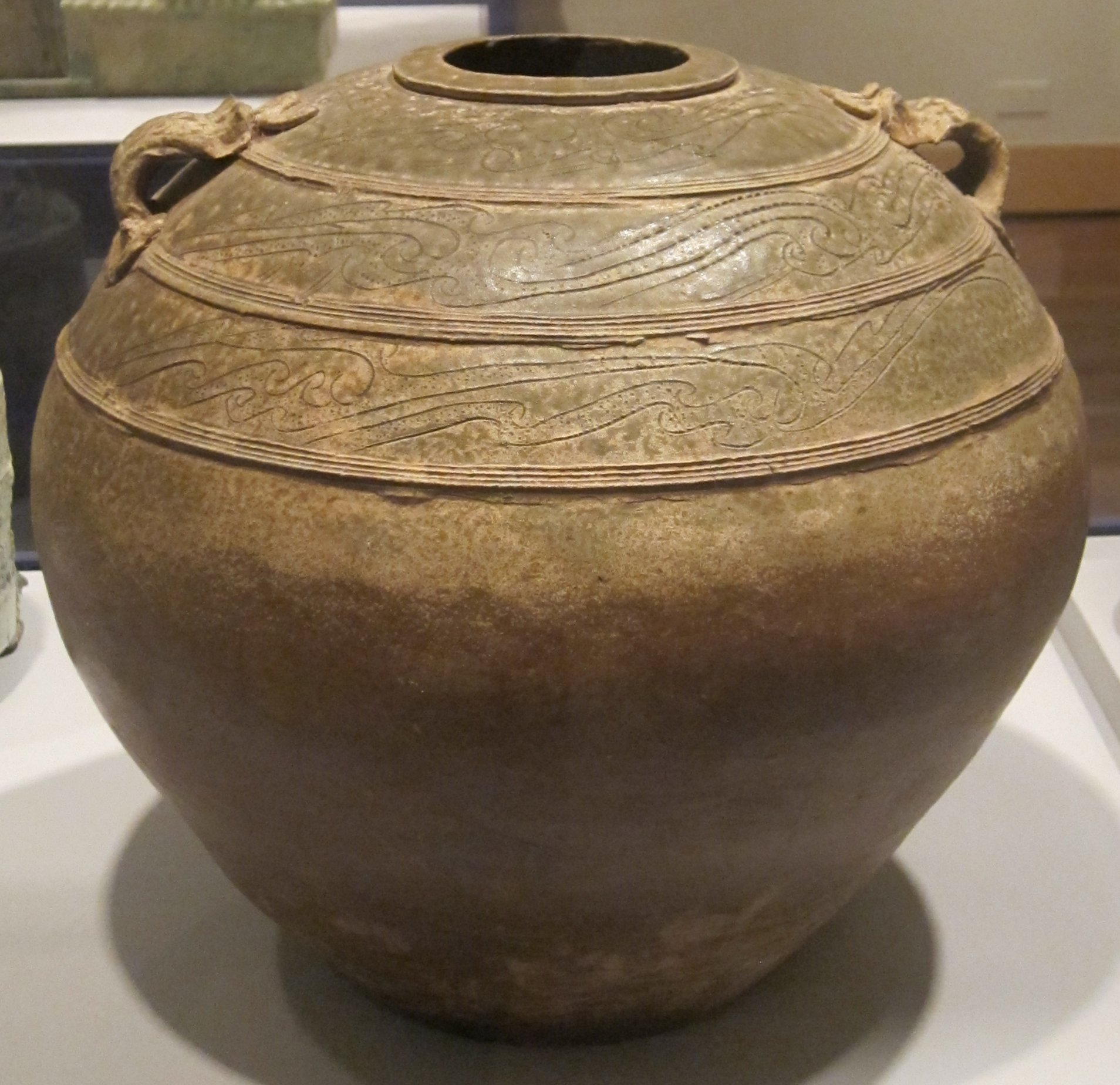
Gerra de gres vidrat. Dinastia Han, Honolulu Museum of Art

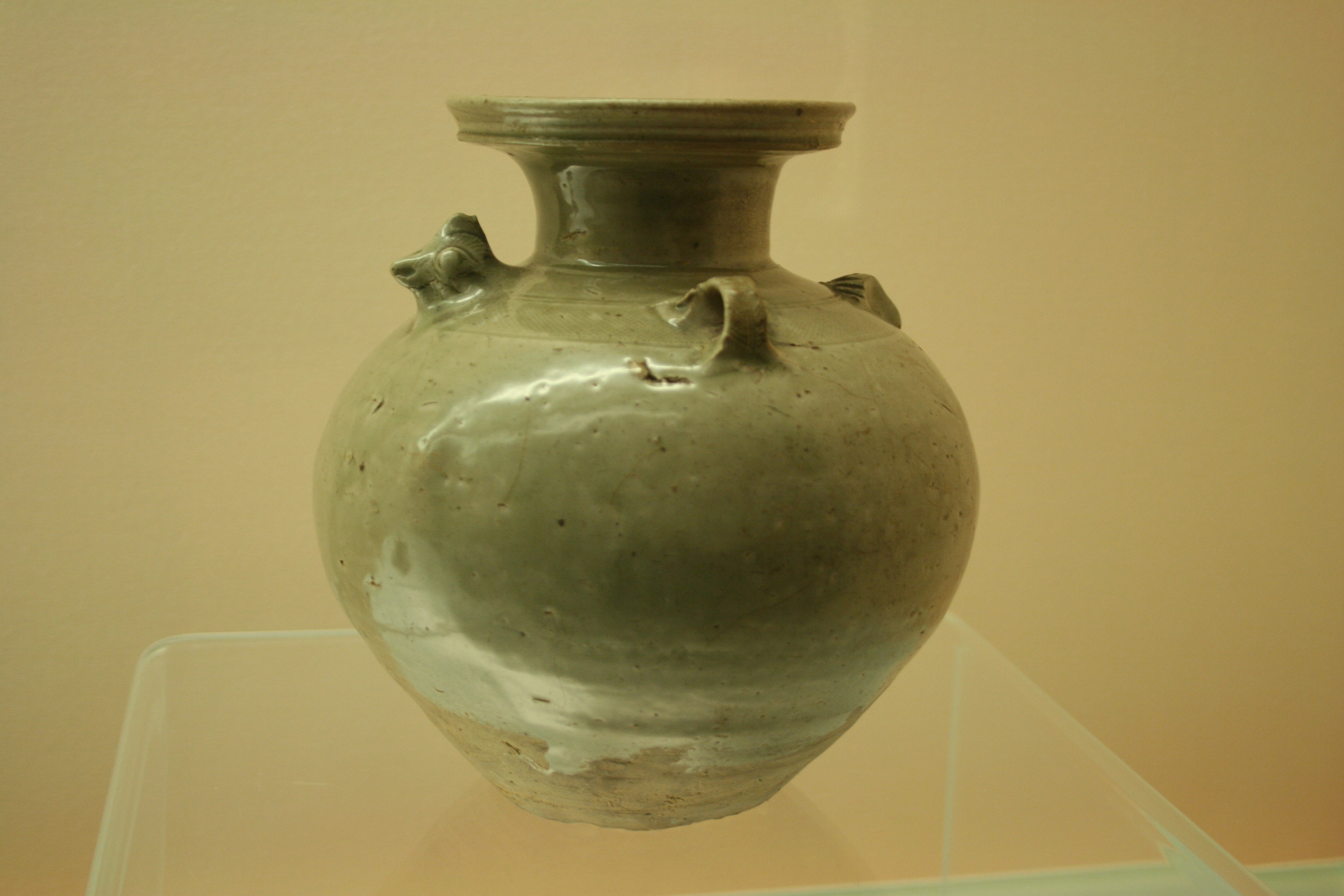
Celadont. Dinastia Jin oriental

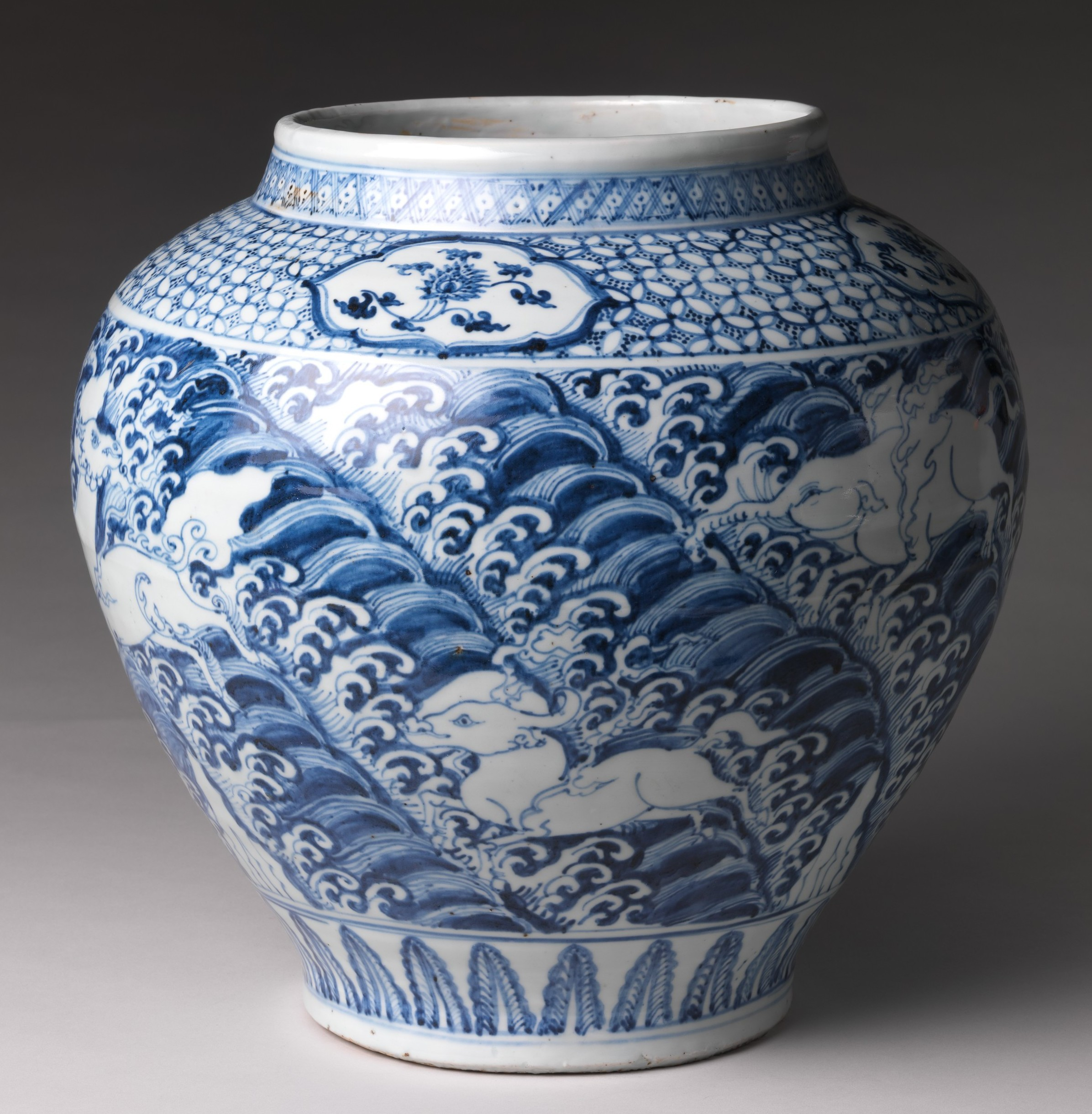
Gerra de porcellana blava i blanca de Jingdezhen. Segle XV

Els tres tipus de ceràmica xinesa d’alta cocció són el gres, el celadont i la  porcellana. El gres és una ceràmica de pasta opaca parcialment vitrificada feta a partir de silicat d'alumini hidratat. En el context de la ceràmica xinesa, el terme gres s'utilitza normalment per descriure les primeres ceràmiques de gran cocció que es remunten a la dinastia Shang (1600-1046 aC) i fins a la dinastia Tang (618-907 dC). Acostumen a tenir un esmalt prim amb un color que va des del marró passant pel verd fins al gris. Celadont és una paraula derivada del francès, utilitzada per primera vegada al segle XVII per descriure la ceràmica amb un esmalt verd jade de la Xina, Corea i el Japó. Ara s'utilitza per descriure qualsevol ceràmica de cocció alta amb un esmalt de color verd. La porcellana blanca va ser un gran invent xinès. Algunes de les primeres porcellanes blanques que dataven del període tardà de les dinasties del Nord (420–581 dC) eren molt gruixudes, i la fabricació de la majoria de les primeres porcellanes blanques va adoptar la tècnica d'aplicar un lliscament blanc entre l'esmalt i el cos de ceràmica. Les primeres porcellanes fines van aparèixer al nord de la Xina a principis del segle VII, i no va ser fins a principis del segle X que es va fer porcellana al sud de la Xina.

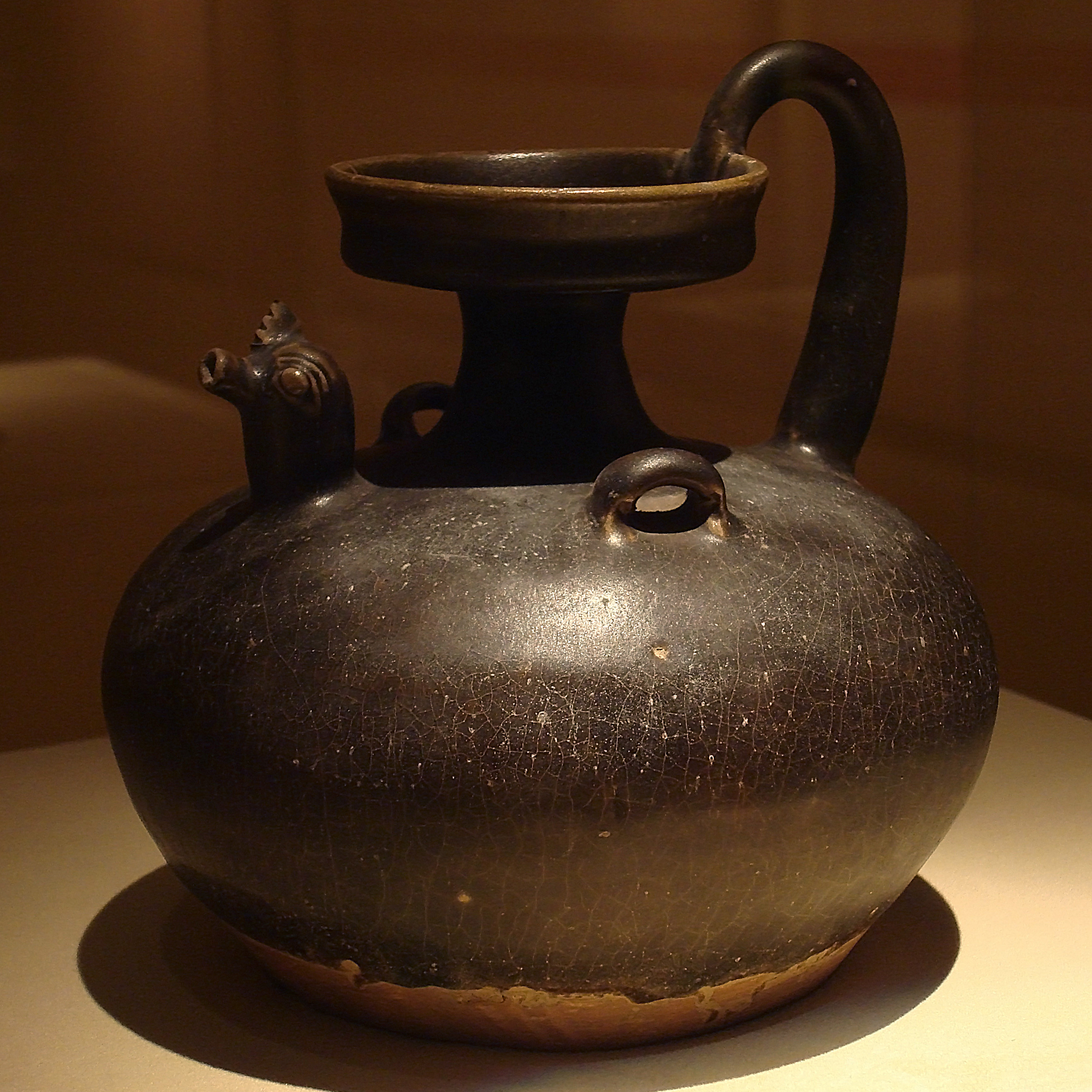
Gerra vidrada negra amb cap de gall. Dinastia Han

La tecnologia dels forns xinesos sempre ha estat un factor clau en el desenvolupament de la ceràmica xinesa, i fins als darrers segles era la més avançada del món. Els xinesos van desenvolupar forns capaços de coure a uns 1.000°C abans del 2000 aC. Aquests eren forns de corrent ascendent, sovint construïts sota terra.
La porcellana és un material ceràmic fet amb l’escalfament de matèries primeres (com l’argila, el quars, el caolí i el feldespat) en un forn a temperatures entre 1.200 i 1.400°C. La major resistència i translucència de la porcellana, en relació amb altres tipus de ceràmica, sorgeixen principalment de la vitrificació i de la formació d’un silicat mineral dins del cos a aquestes altes temperatures. Es va originar a la Xina durant la dinastia Tang (618-907), encara que ja es feia una protoporcellana al menys des de la dinastia Han tardana (25 dC - 220 dC). La fórmula es va mantenir en secret durant segles, i fins al segle XVIII els europeus no van ser capaços de fabricar una porcellana similar a la xinesa.

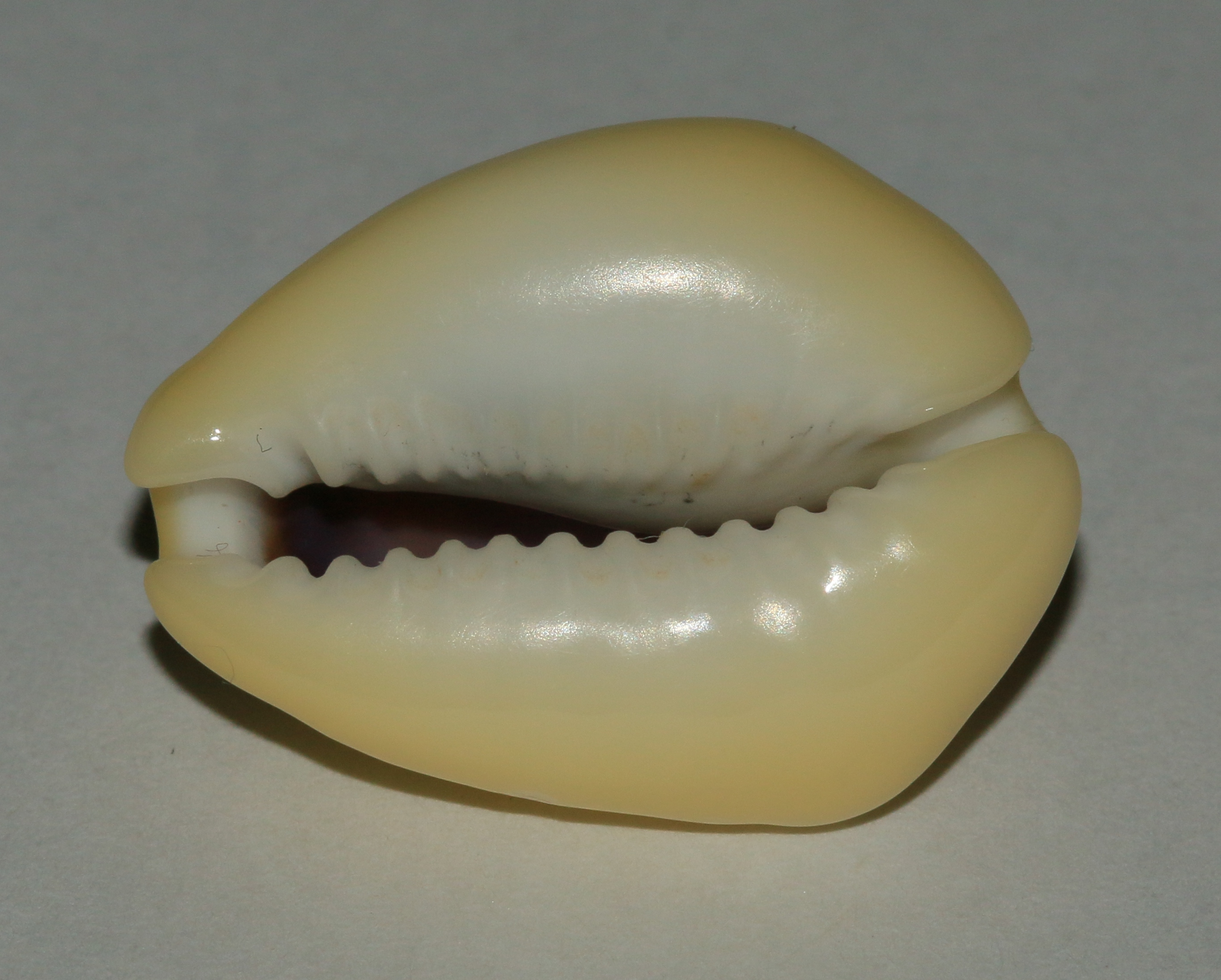
Cauri

La paraula "porcellana" és d'origen europeu, derivada, en tota probabilitat, de l'italià porcellana, el nom del molusc cauri. La semblança de la superfície vidriada de la porcellana a la d'aquesta petxina va suggerir l'ús de la paraula. La closca de cauri es deia porcellana com a derivat de la paraula italiana porcello (derivat a la vegada del llatí proculi, porc petit), degut a la semblança de la closca de cauri amb aquell animal.
És probable que els primers intents d’obtenir ceràmica vidrada per part dels xinesos fossin per imitar el jade. La ceràmica vidrada ja havia estat desenvolupada pels egipcis (faiança egípcia) i era coneguda pels xinesos a través del comerç.

## Materials i tècniques de fabricació
Sota el terme general de "ceràmica" s'agrupen objectes que difereixen significativament entre si per la seva composició (terracota, gres, porcellana), la manera com es cobreix (esmalts, pintures, vitrificació), i com es realitza la cocció (temperatura, cocció per oxidació o reducció, etc.).

### Materials utilitzats

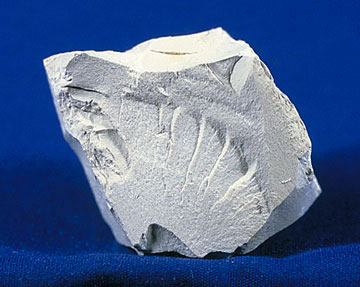
Caolí

La ceràmica xinesa utilitza diversos elements barrejats en proporcions variables. D'acord amb els elements utilitzats (sorra, quars, argila, caolí), segons els diversos fundents (potassa, feldespat, etc.), i segons el grau de puresa, presència o no d'òxid de ferro, titani, etc., segons les proporcions, i finalment, segons la temperatura de cocció, la ceràmica s'anomena terracota, gres o porcellana.
La terracota (陶, tao) es va obtenir d'argiles impures, a les quals es va afegir sorra i potasa; la potassa, obtinguda de les cendres, va jugar el paper d'un "fundent".

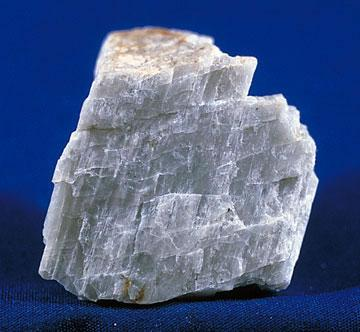
Feldespat

El gres (cí) és una ceràmica dura, vitrificada a alta temperatura i obtinguda mitjançant l'addició de materials feldespàtics fusibles a l'argila, per permetre aquesta vitrificació. El petuntse, que és una roca feldespàtica, barrejada amb potassa (fundent), es fondrà per cobrir les partícules refractàries del caolí. El nom d'aquest feldespat és baidunzi (白 墩子).
La porcellana (瓷, cí, el terme és el mateix en xinès per a gres o porcellana) és una varietat de gres que utilitza caolí, feldespat i sorra. La porcellana permet obtenir parets molt fines i translúcides. El caolí, d'altra banda, és un tipus d'argila, blanca, friable, la font més coneguda del qual és el turó de Gao-ling, al nord de Jingdezhen.

### Ceràmica vidrada i esmaltada
La terracota vidrada s'obté quan la peça cuita rep una capa vítria feta a partir del barnís de plom. Va ser una invenció de Xina al segle III aC. Es cobreix l'objecte de terracota amb pols d'òxid de plom i es fica al forn a una temperatura de 750 graus. Com que l'argila de la terracota conté silici, en entrar en contacte amb l'òxid de plom, es fusiona i apareix en tota la superfície una pel·lícula vítria transparent. Si, a més d'aquesta fusió, s'amalgama amb altres òxids, el resultat pot ser de color:
- Groc o marró amb òxid de ferro
- Verd, amb òxid de coure
- Blau, amb òxid de cobalt
- Porpra, amb òxid de manganès[5]

### Temperatures i tipus de cocció
La ceràmica es pot coure de dues maneres diferents:
- en oxidació: En aquest cas, el foc és viu, perquè l'oxigen es subministra al forn en abundància;
- en reducció: En aquest cas, el forn és molt poc alimentat d'oxigen i s'omple amb monòxid de carboni, que busca transformar-se en diòxid de carboni prenent l'oxigen de l'òxid de ferro que pot contenir la pasta.

La terracota és cou a baixes temperatures, al voltant de 600° a 800°C. L'òxid de ferro que pot contenir donarà a la terracota un color vermell si està cuita en oxidació, i el gris si està cuita en reducció.
El gres i la porcellana deriven la duresa i la baixa porositat de la fusió de la sílice continguda a la pasta. Però aquesta fusió passa només per sobre dels 1000 °C. El gres s'ha obtingut a la Xina des de la dinastia Shang i la porcellana des de la dinastia Tang.

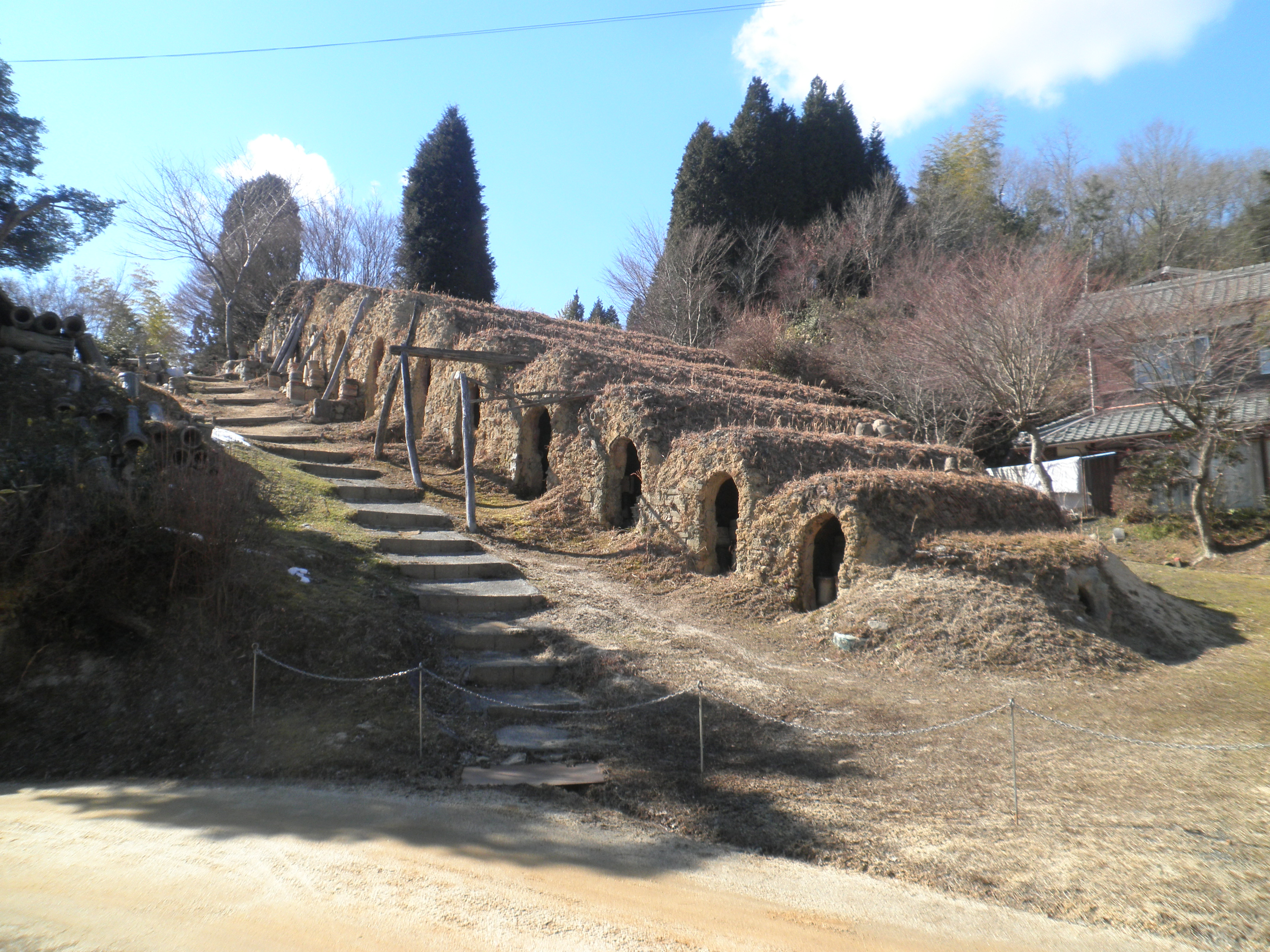
Forn drac a Shigaraki

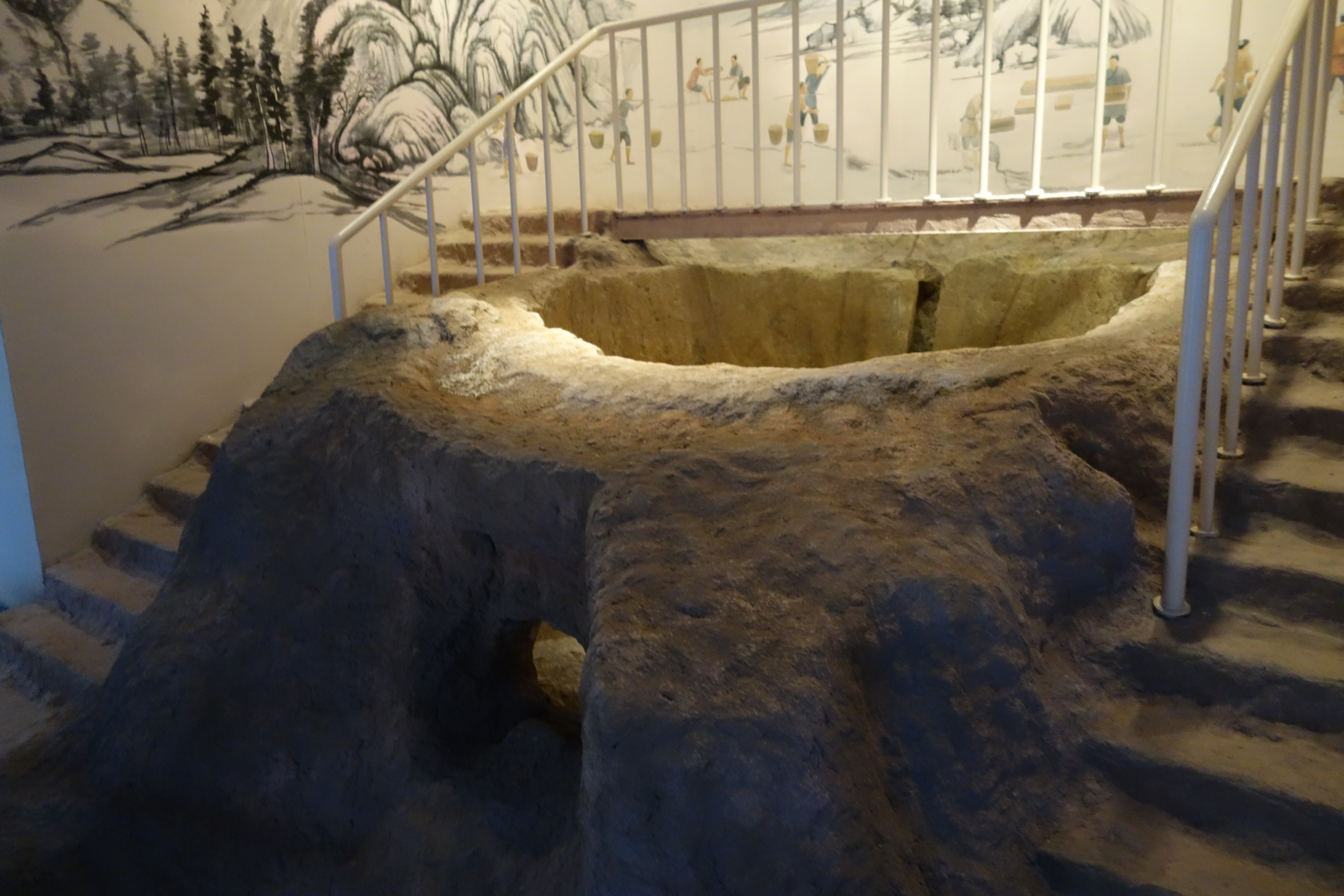
Forn Mantou

Pel que fa als forns utilitzats per coure, hi havia molts tipus. Entre els més importants, coneixem els forns drac o longyao (龙窑), que van ser utilitzats durant la dinastia Shang a la província de Zhejiang i es van fer molt populars al sud de la Xina. Són forns molt grans, construïts en una pendent de 8 a 20 graus, sovint amb una longitud de trenta a vuitanta metres i una gran capacitat. Aquests forns longyao es van escalfar amb llenya i van poder assolir temperatures      superiors a 1.200 °C. Els forns Mantou en forma de ferradura (馒头 窑) també es van utilitzar des de l'era Shang, a les planes centrals de la Xina i després van ser utilitzats al nord de la Xina. Aquests eren forns de carbó, que podien assolir els 1300 °C en una atmosfera reductora. A diferència dels forns longyao, la seva capacitat era força limitada.

## Història
a continuació es farà una revisió dels principals tipus de ceràmica xinesa al llarg de la història, molts d’ells mantinguts durant de més d’una època.

### Ceràmica paleolítica i neolítica

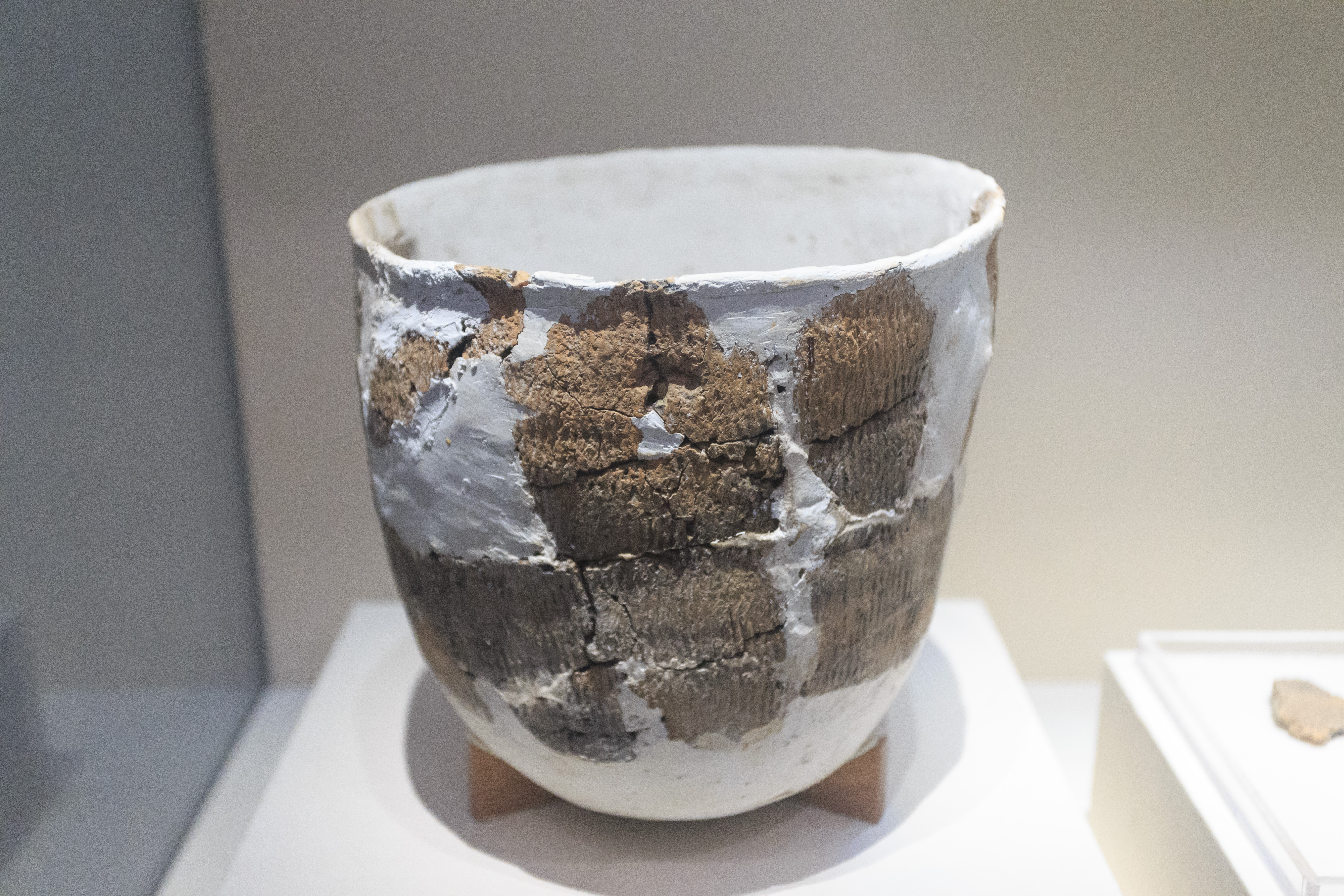
Ceràmica d'uns 18.000 anys d'antiguitat, amb reparacions de reconstrucció, trobada a la cova Xianrendong.

Es va trobar ceràmica que data de fa uns 17.000 anys al jaciment de la cova de Xianrendong a la província de Jiangxi, que la converteix en la ceràmica més antiga trobada fins ara al món.

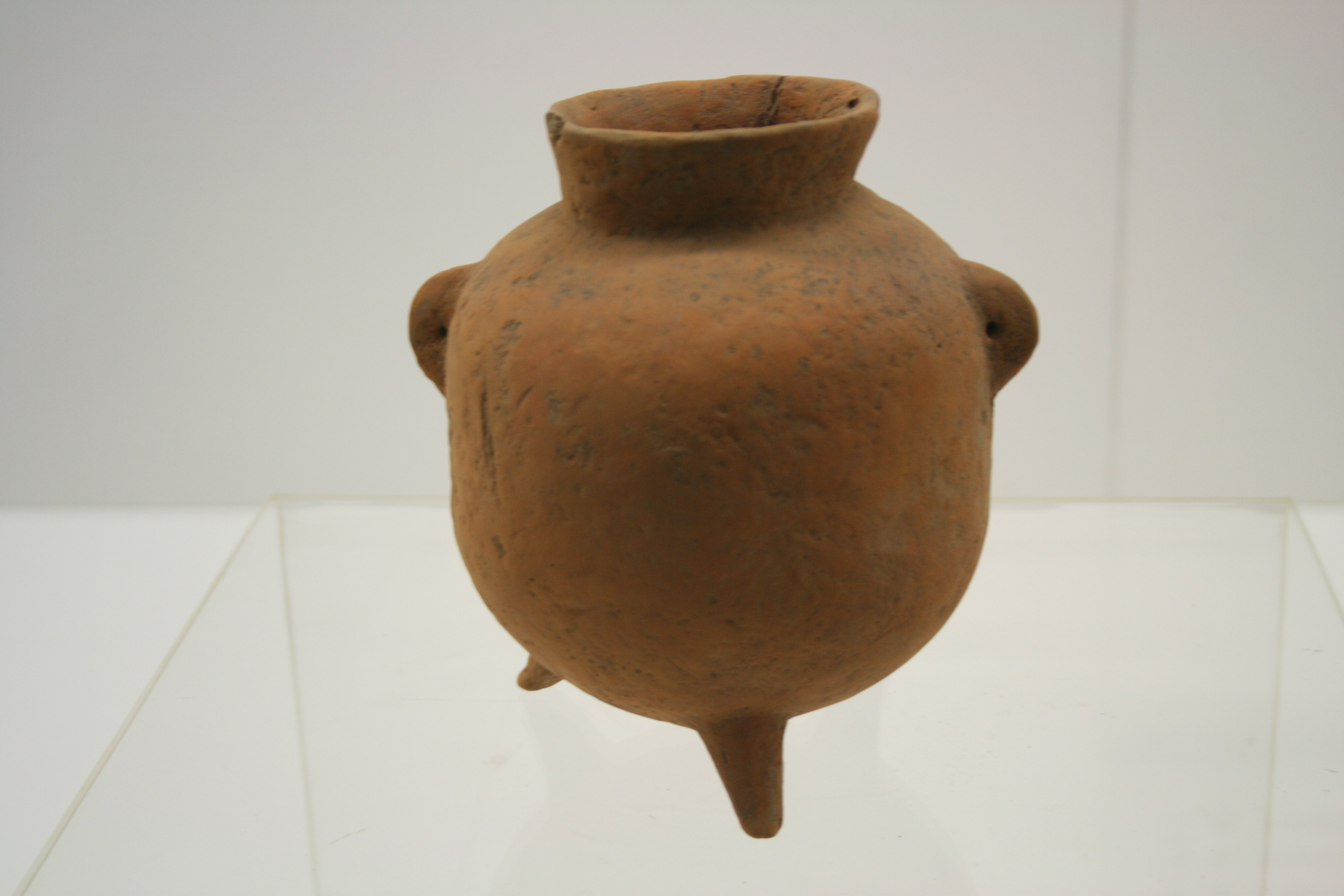
Gerra de terracota vermella. Cultura de Peiligang, Xinzheng

Entre el VII i VI mil·lenni a. C. sorgeixen les primeres civilitzacions neolítiques, la Cultura de Peiligang (裴李崗文化) i la Cishan, precursores de la cultura de Yangshao, que s'estendria per les actuals províncies de Gansu i Shaanxi, entre el V mil·lenni a.C. i el III mil·lenni aC.

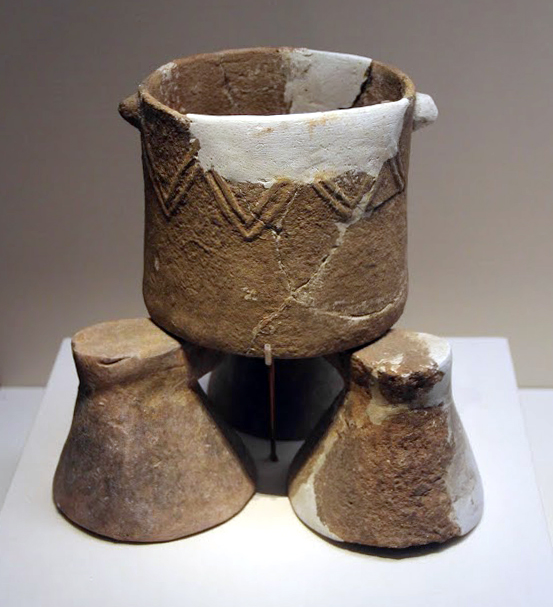
Calder de ceràmica neolític i potes de suport, cultura de Cishan, Hebe

La cultura de Cishan (磁山文化) (6500–5000 a.C.) va ser una cultura neolítica del nord de la Xina, a l’orient de les muntanyes Taihang. Els terrissers de Cishan van crear una varietat més àmplia de formes de ceràmica, com ara palanganes, suports per a olles, tasses i ceràmica trípode. Les marques de cordó, utilitzades com a decoració a la ceràmica, eren més comunes en comparació amb les cultures veïnes.
La cultura de Yangshao (仰韶文化) (5000 a 3000 a.C.) va ser una cultura neolítica que s'estenia al llarg del tram central del riu Groc a la Xina. El nom de la cultura li ve donat pel primer jaciment arqueològic representatiu, que es va descobrir el 1921 a Yangshao, un poble de la província de Henan. A les tombes es van trobar recipients ceràmics als peus dels difunts com aixovar funerari. La cultura de Yangshao encara no coneixia el torn de terrisser. Els artesans de Yangshao van crear ceràmica pintada en blanc, vermell i negre amb dissenys geomètrics, d’animals (peixos, mamífers) i facials humans (màscares).

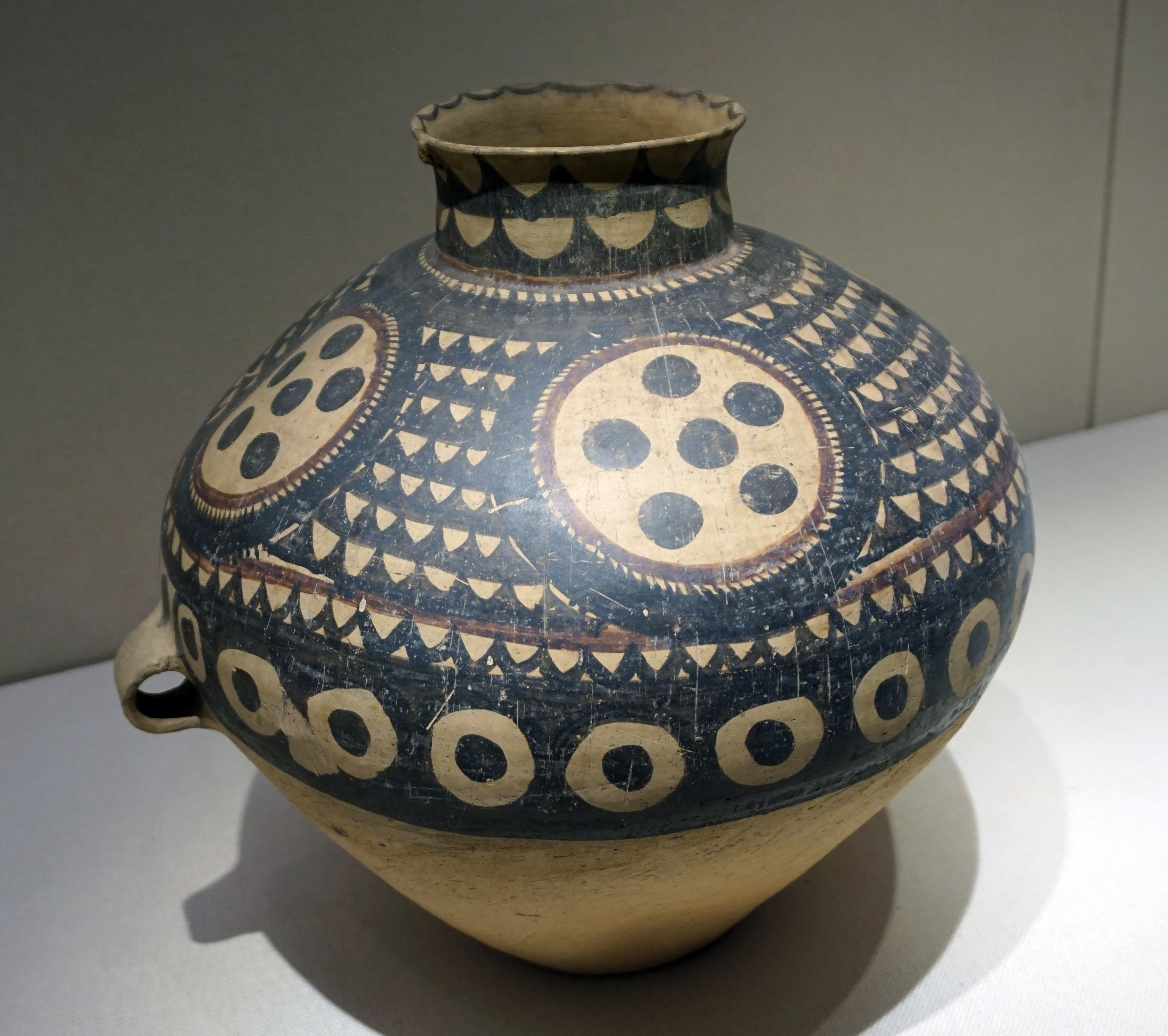
Olla de ceràmica de punts tipus semi-muntanya. Cultura Yangshao. 4700-4300 a.C. Museu Provincial de Gansu.

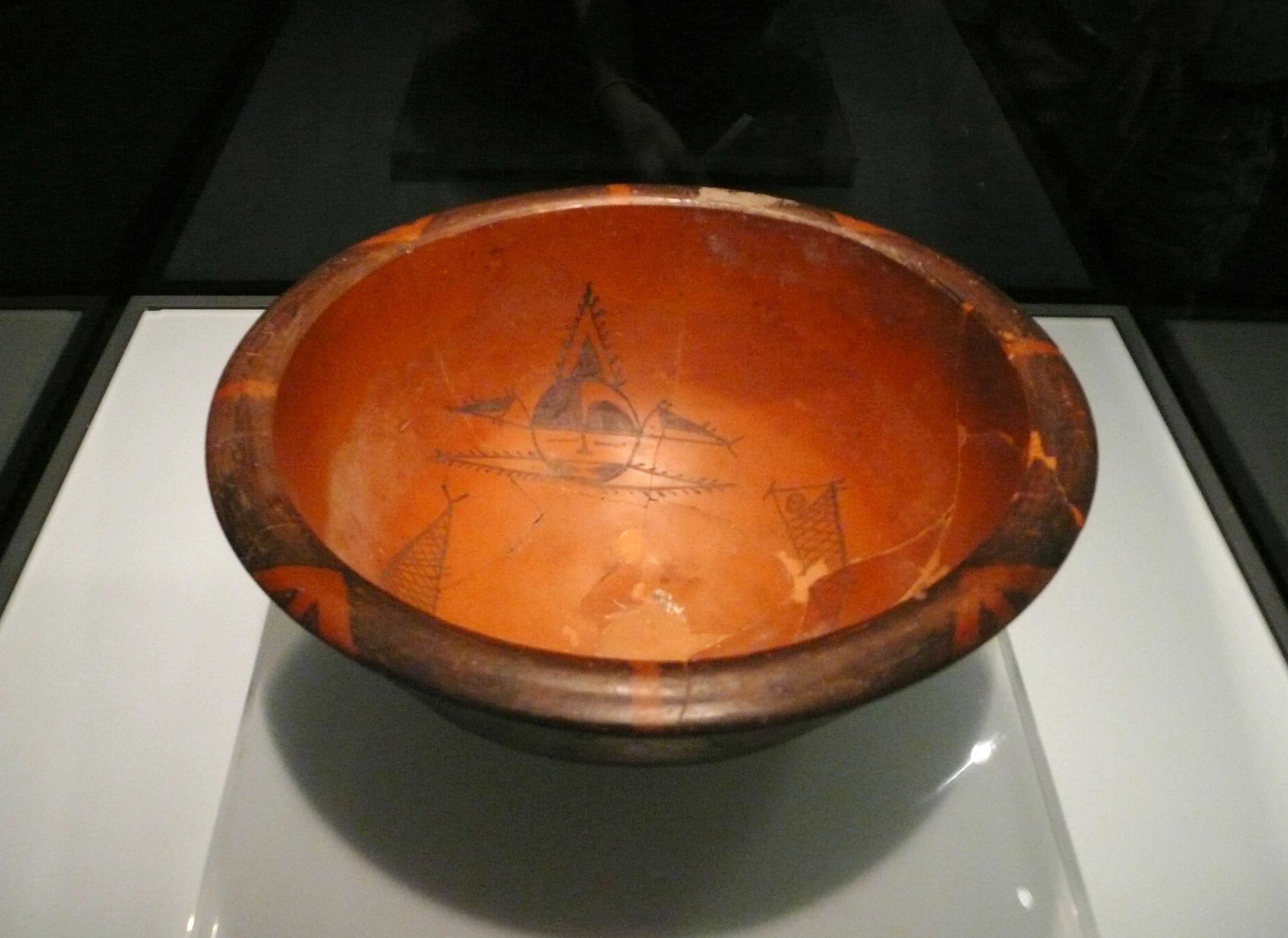
Bol de ceràmica amb decoració de peix i cara humana. Cultura Yangshao, estil Banpo (4800-4300 a.C.) Shaanxi. Museu de la Capital, Beijing

La cultura de Dawenkou ( 大汶口文化) va ser una civilització neolítica existent entre els anys 4100 i 2600 aC (actual província de Shandong). Es va caracteritzar per l'elaboració d’una ceràmica fràgil de diversos colors. Els ceramistes de la cultura Dawenkou van fer ús del torn, i van elaborar ceràmica amb formes noves, com per exemple formes zoomorfes.

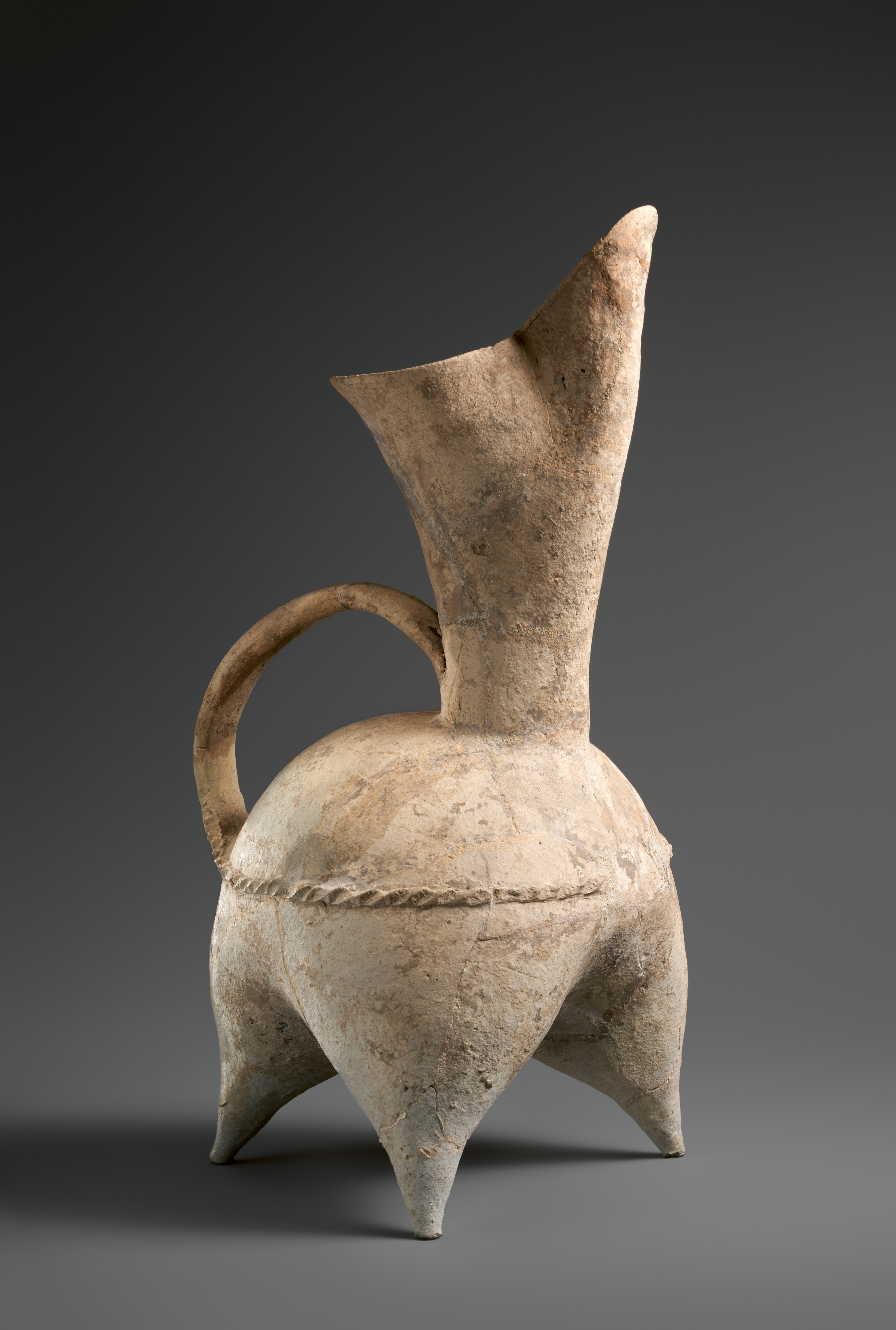
Càntir trípode (Guī 鬹) de la cultura de Dawenkou.

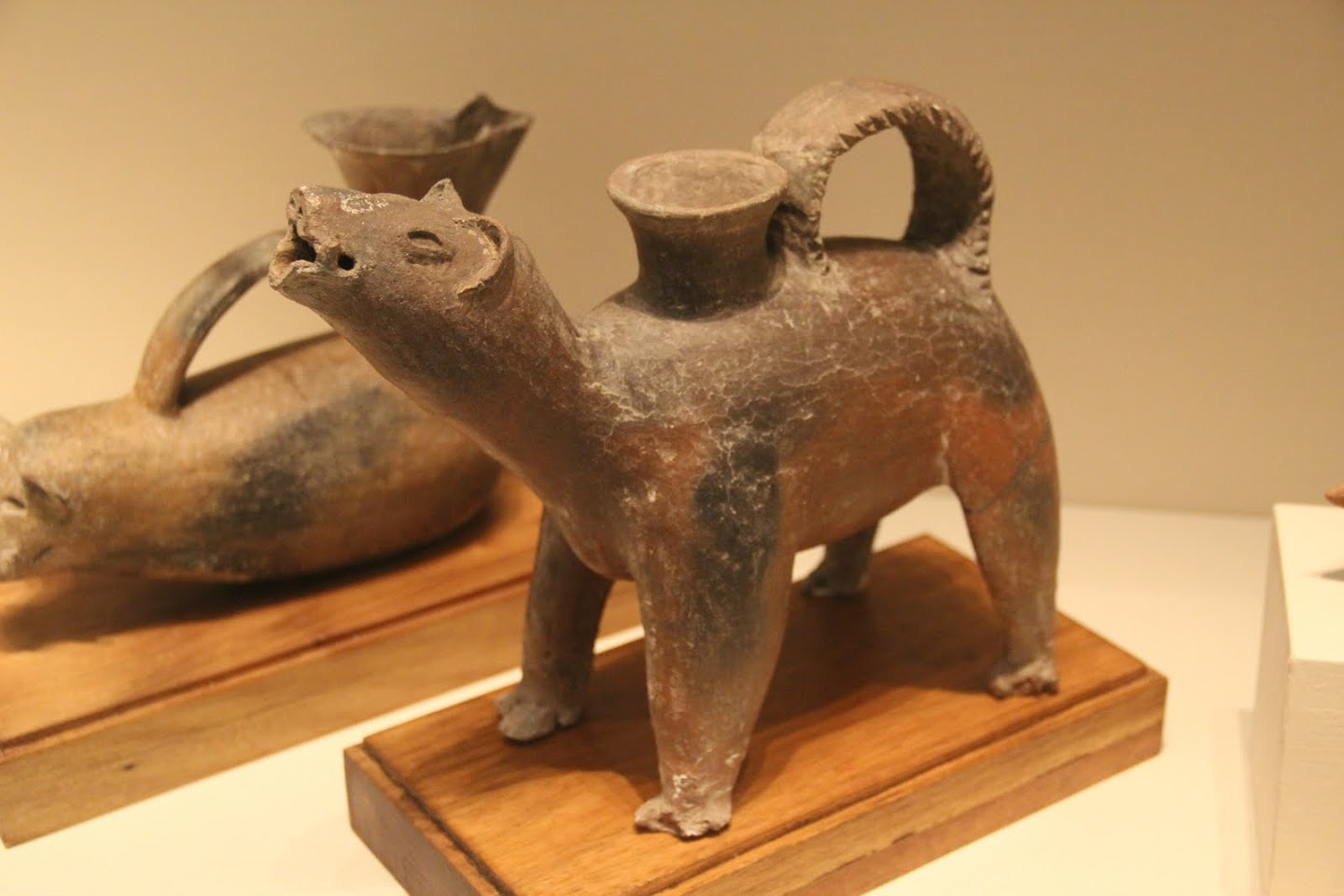
Atuell amb forma de gos. Cultura de Dawenkou.

La cultura de Majiayao (馬家窯文化) (3300-2000 aC) va ser un grup de comunitats neolítiques que vivien principalment a la regió superior del riu Groc a l'est de Gansu, l'est de Qinghai i el nord de Sichuan. És famosa per la seva ceràmica pintada, que és considerada com el cim de la fabricació de ceràmica en aquella època. Durant la fase Majiayao, els terrissers decoraven les seves ceràmiques amb dissenys de pigment negre amb línies i punts paral·lels. La ceràmica de la fase Banshan es distingeix pels dissenys curvilinis que utilitzen pintures negres i vermelles.

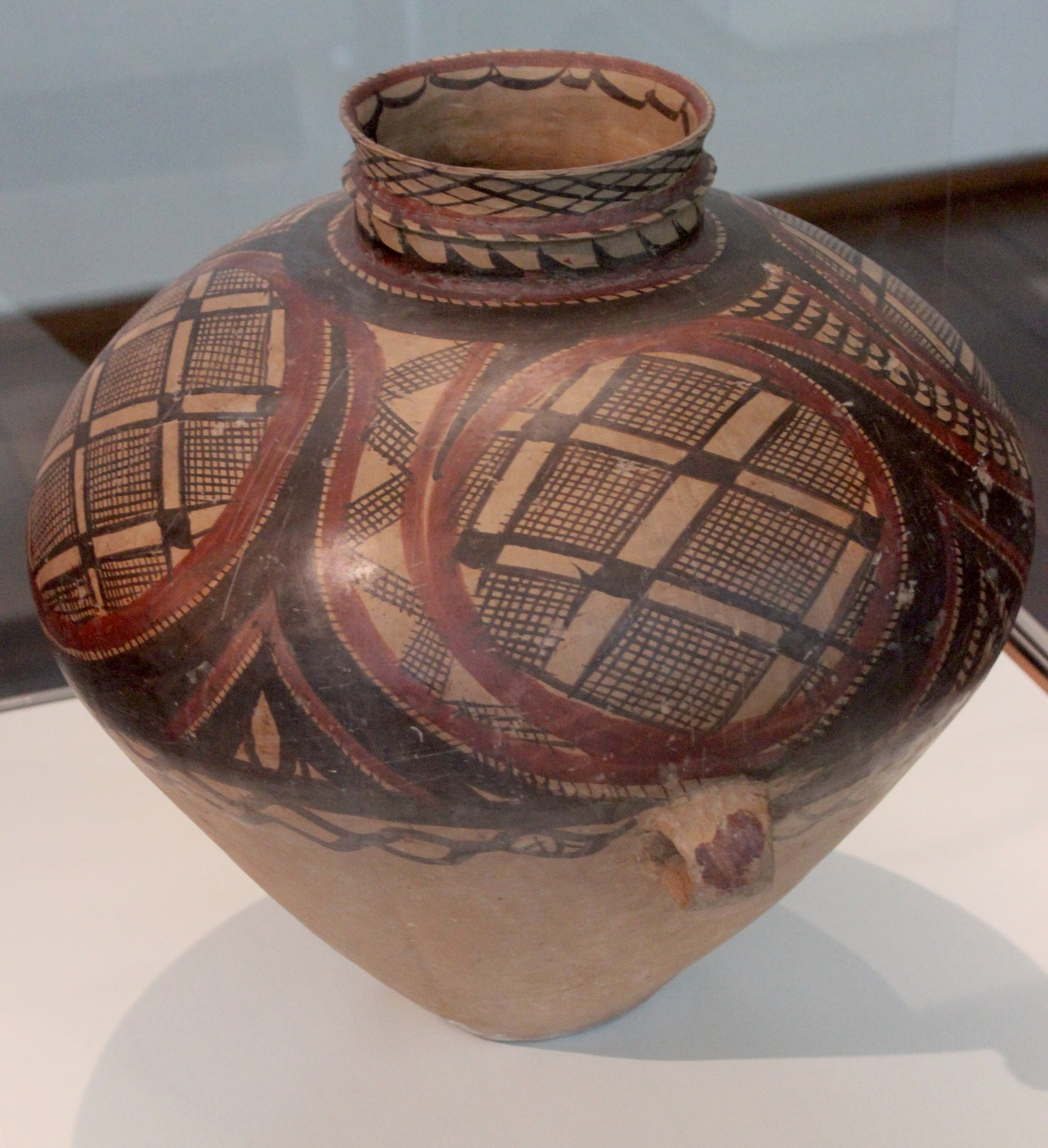
Gerra de ceràmica pintada de la cultura Majiayao, fase Banshan. Musée Guimet, París

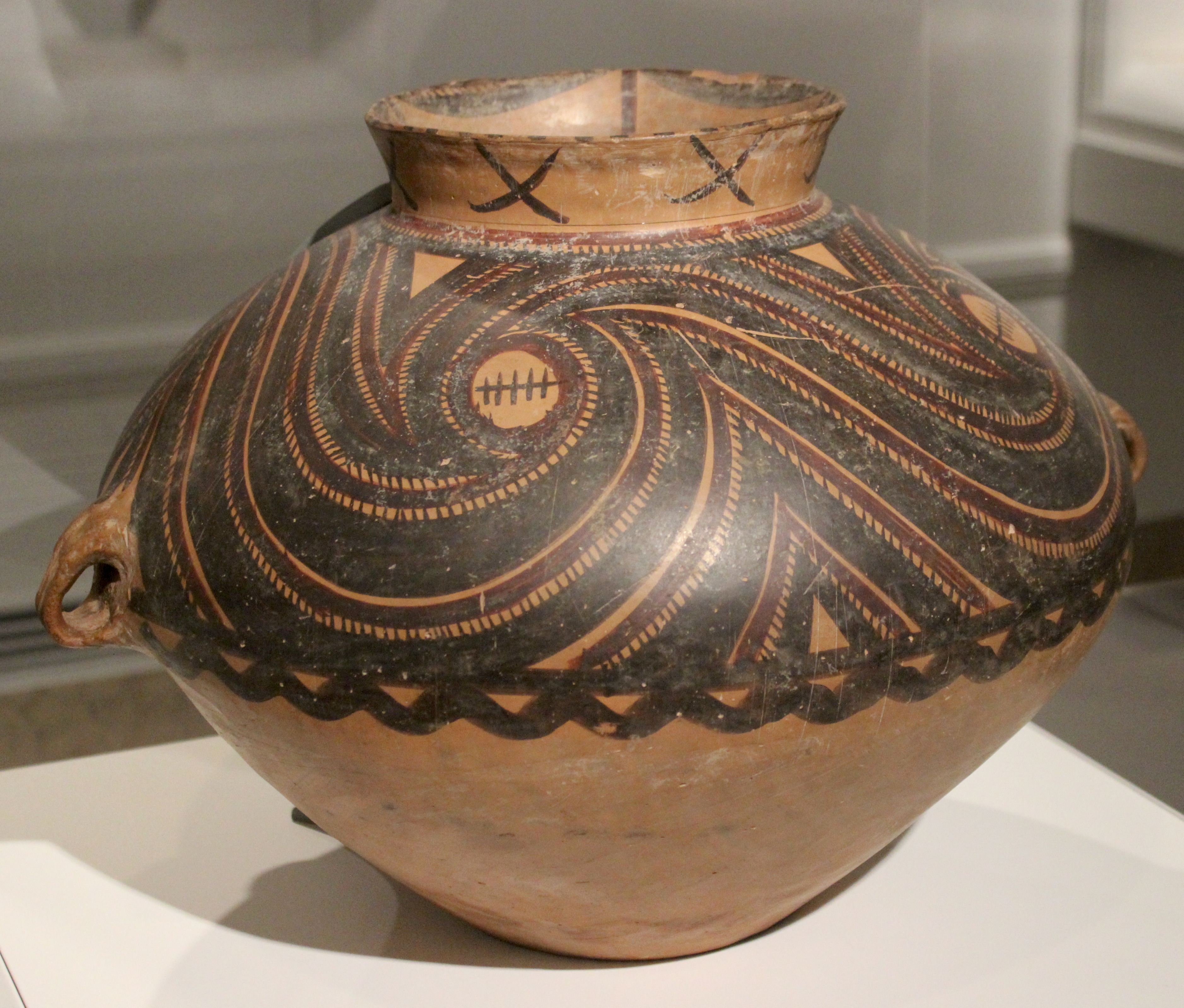
Ceràmica de cultura Majiayao, fase Banshan, c. 2600-2300 a.C. Seattle Asian Art Museum.

La cultura Majiayao va utilitzar una gran varietat de símbols en la seva ceràmica, alguns d'ells abstractes i geomètrics, inclòs el conegut símbol neolític de l'esvàstica, i d'altres figuratius.

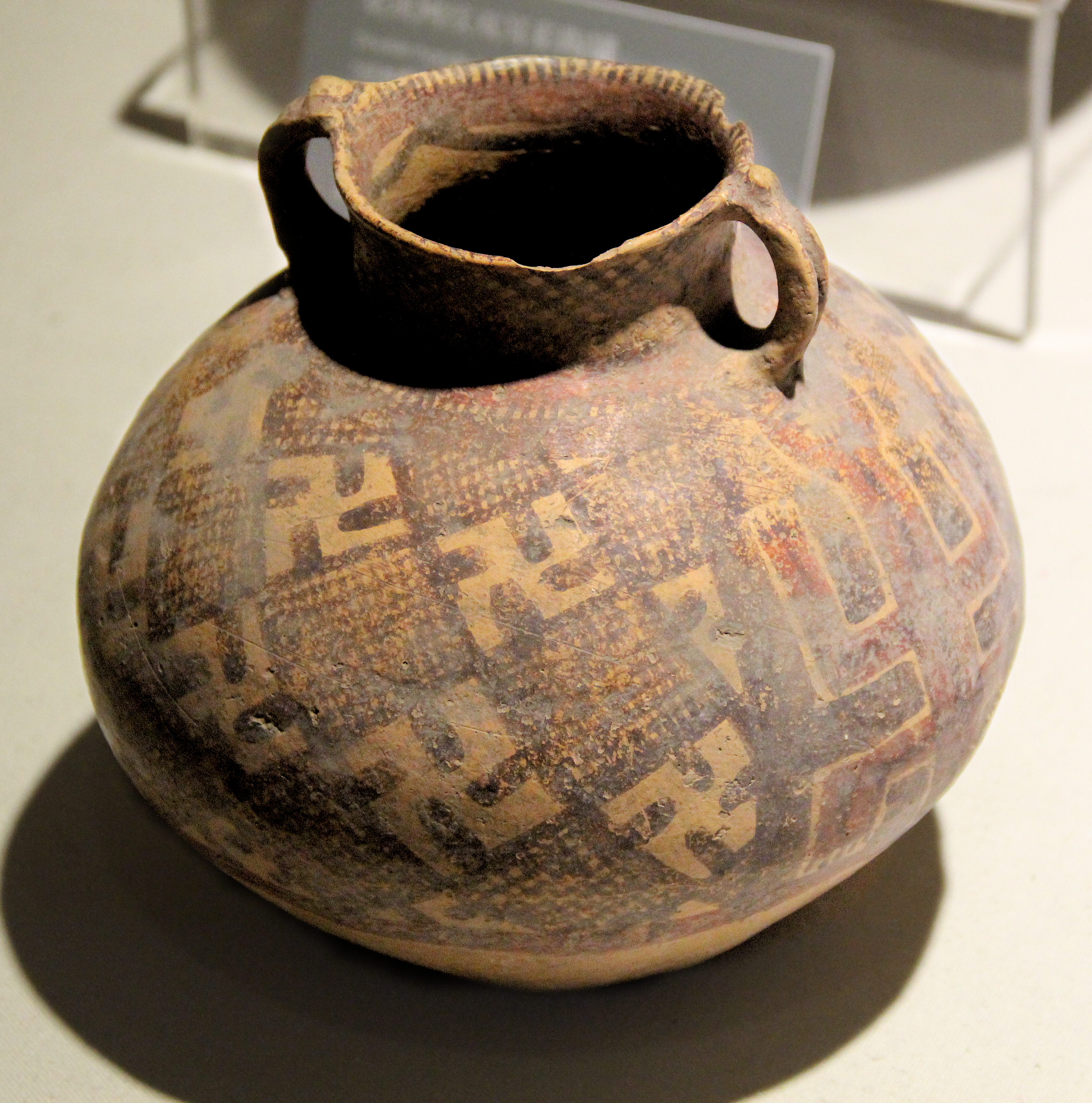
Ceràmica de cultura Majiayao amb símbols de l’esvàstica

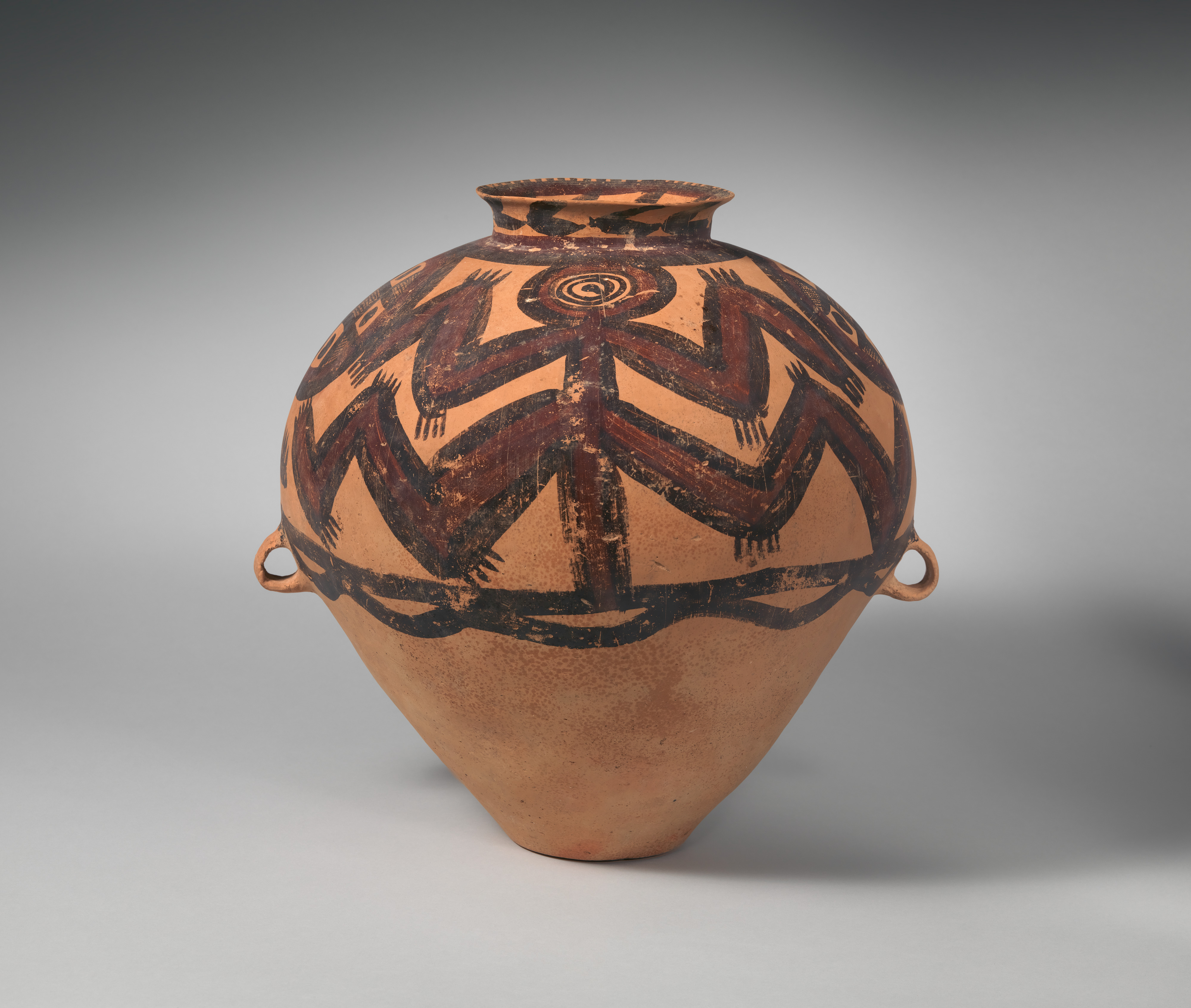
Ceràmica de cultura Majiayao amb símbol de ‘granota’. Metropolitan Museum of Art

La cultura de Longshan (龙山文化) (2600-2000 aC) va sorgir a la fi del Neolític, propera al curs mitjà i baix del riu Groc, a la Xina. Rep el nom de Longshan, pel primer jaciment arqueològic trobat d'aquesta cultura. Una característica distintiva de la cultura de Longshan va ser l'alt nivell de destresa en la fabricació de ceràmica incloent l'ús de torns de terrisser, que produïen ceràmica de color negre de capes fines i polides.

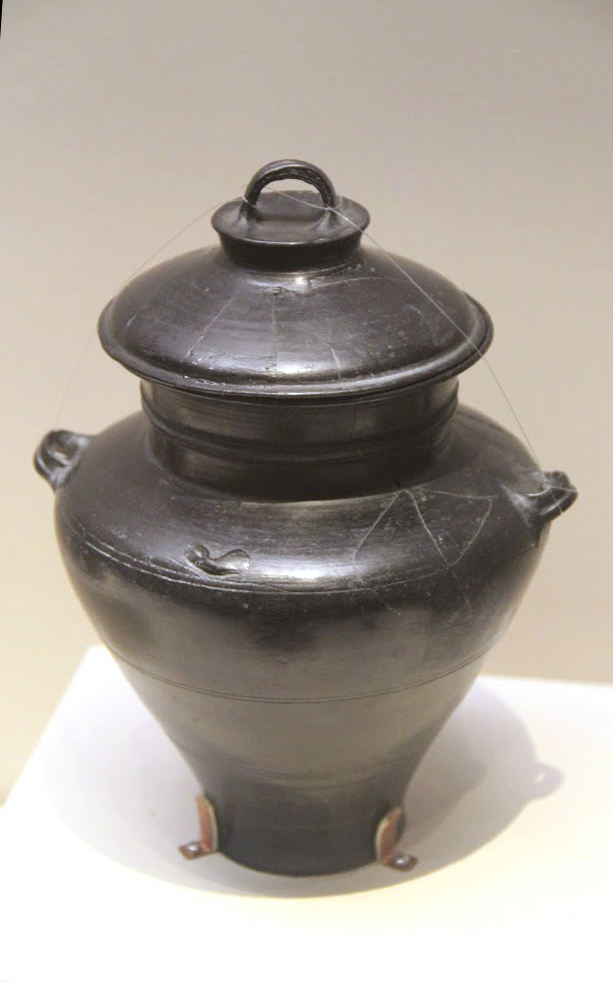
Gerra de vi de ceràmica negra (lei). Cultura de Longshan, Shandong

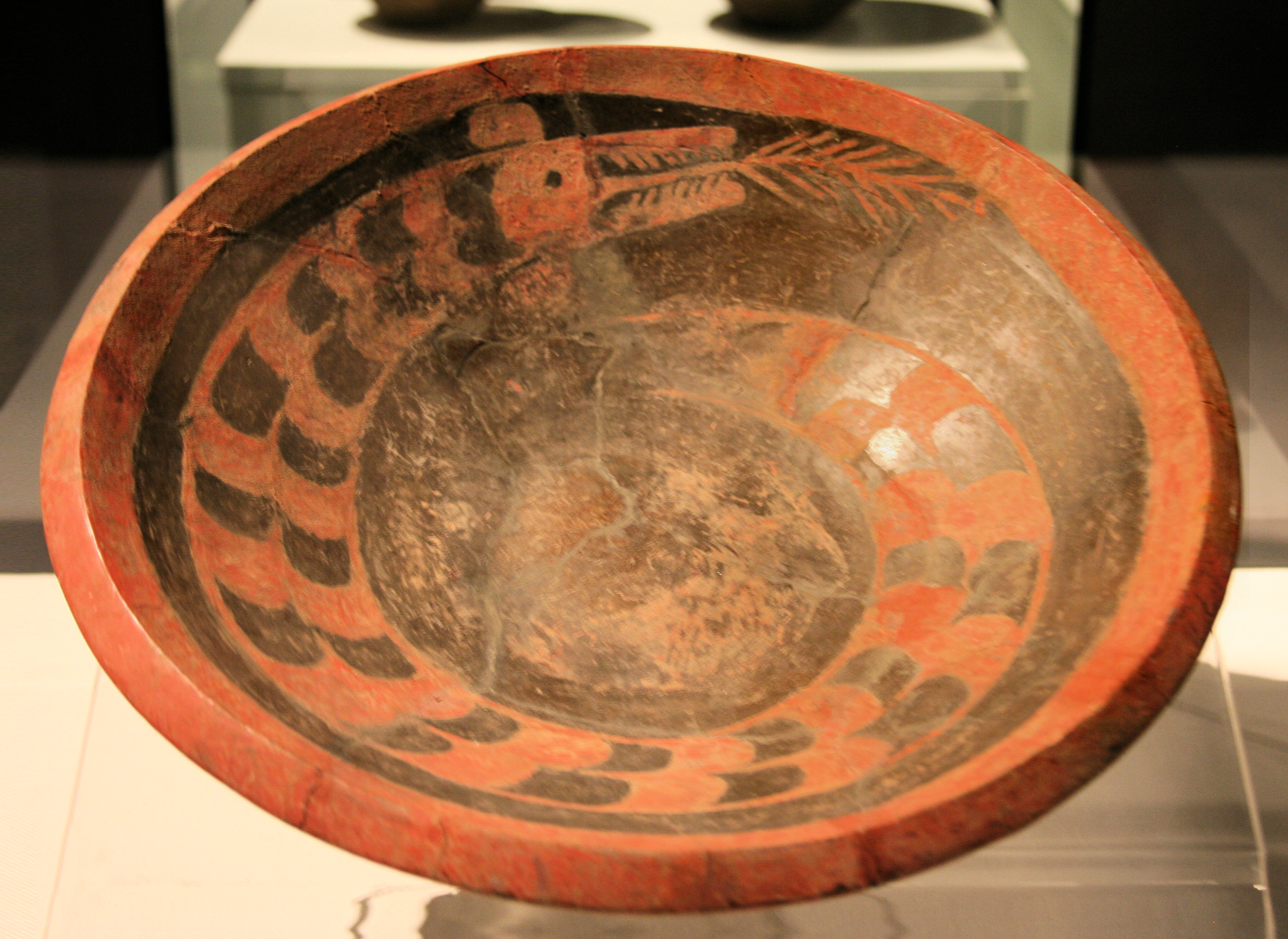
Plat de ceràmica pintat amb disseny de drac. Cultura taoista (2300-2100 aC). Shanxi. Museu de la Capital, Beijing

Taosi (陶寺) és un jaciment arqueològic de Shanxi. Taosi es considera part de la fase tardana de la cultura Longshan al sud de Shanxi, també coneguda com la fase Taosi (2300 aC a 1900 aC). A finals del període Taosi, el mur de terra va ser destruït i hi ha indicis de violència i revoltes polítiques.

### Ceràmica de la dinastia Shang

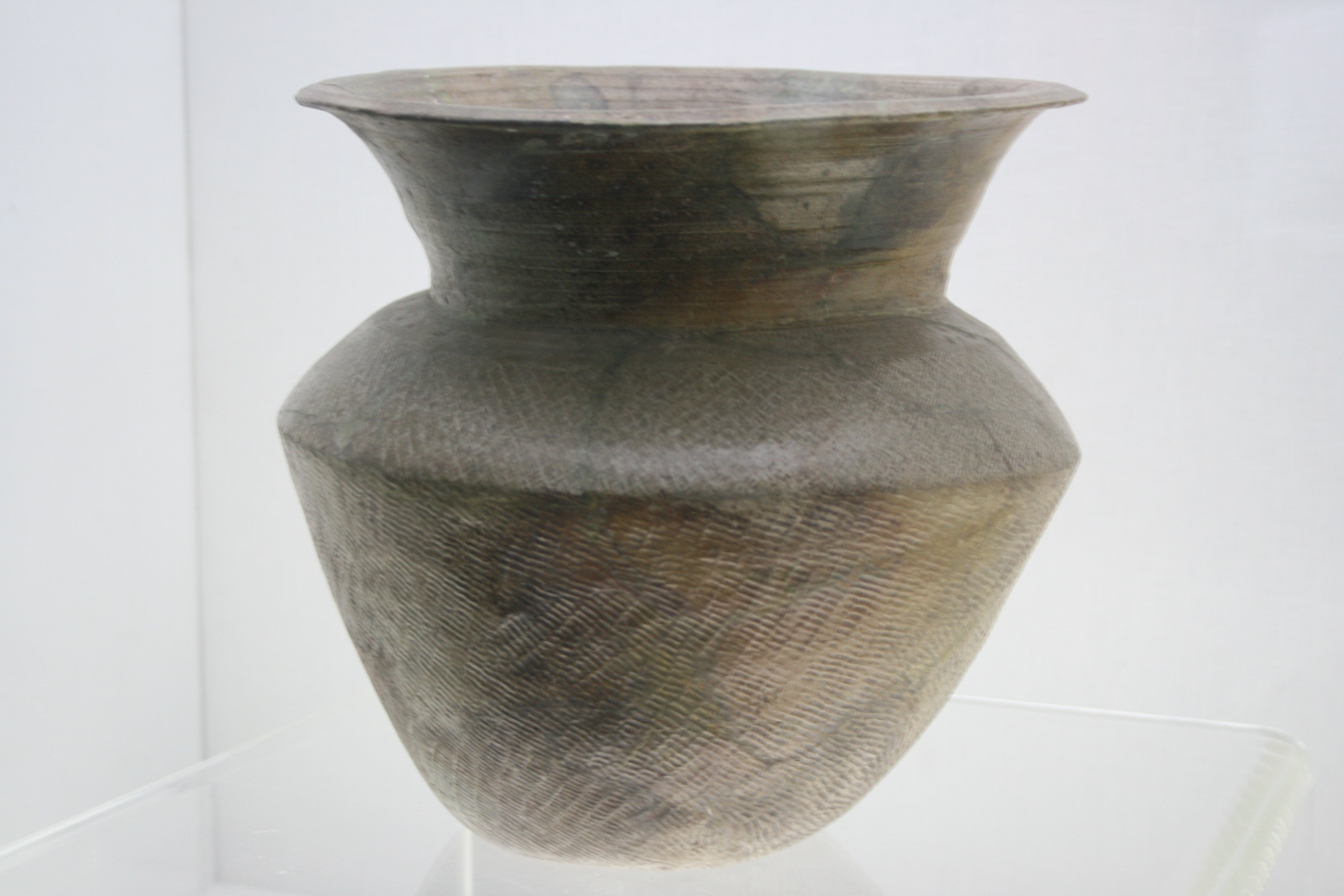
Ceràmica de gres vidrat Zun. Dinastia Shang

Els primers exemples de ceràmica vidrada xinesa provenen de la Dinastia Shang (1600 aC-1066 aC), amb algunes peces de ceràmica blanca fetes d'argila de caolí i cuites a una temperatura de més de 1000 graus centígrads. La innovació de la ceràmica vidrada està documentada al menys des de la fase Zhengzhou de la dinastia Shang.

### Ceràmica de la dinastia Zhou
La dinastia Zhou (1066-221 aC) va continuar amb la tradició de la ceràmica de gres vidrat a altes temperatures, amb una millora de la tecnologia, amb un gres vidrat de color gris verdós.

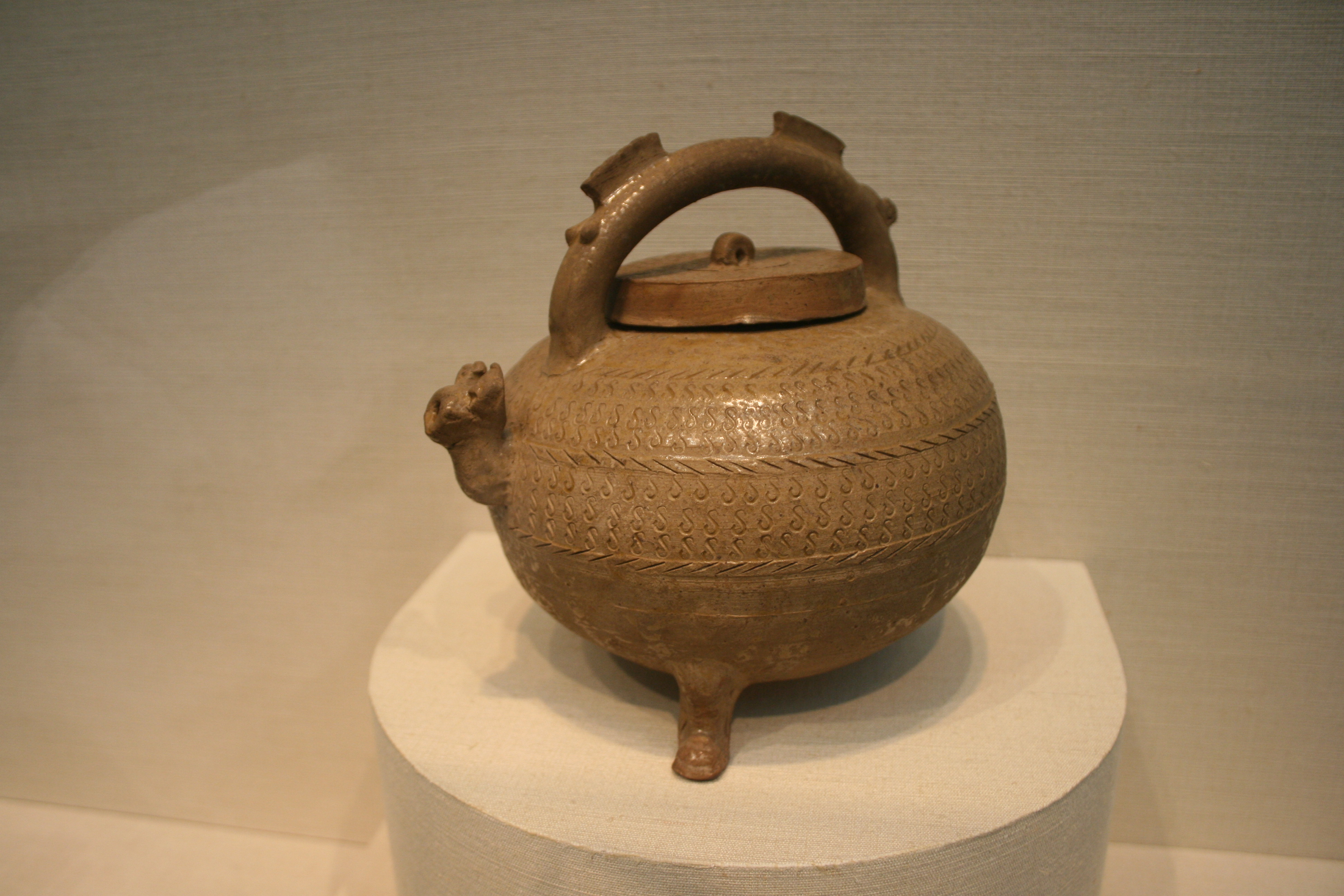
Gres vidrat He de la dinastia Zhou. Zhejiang, 500-400 aC

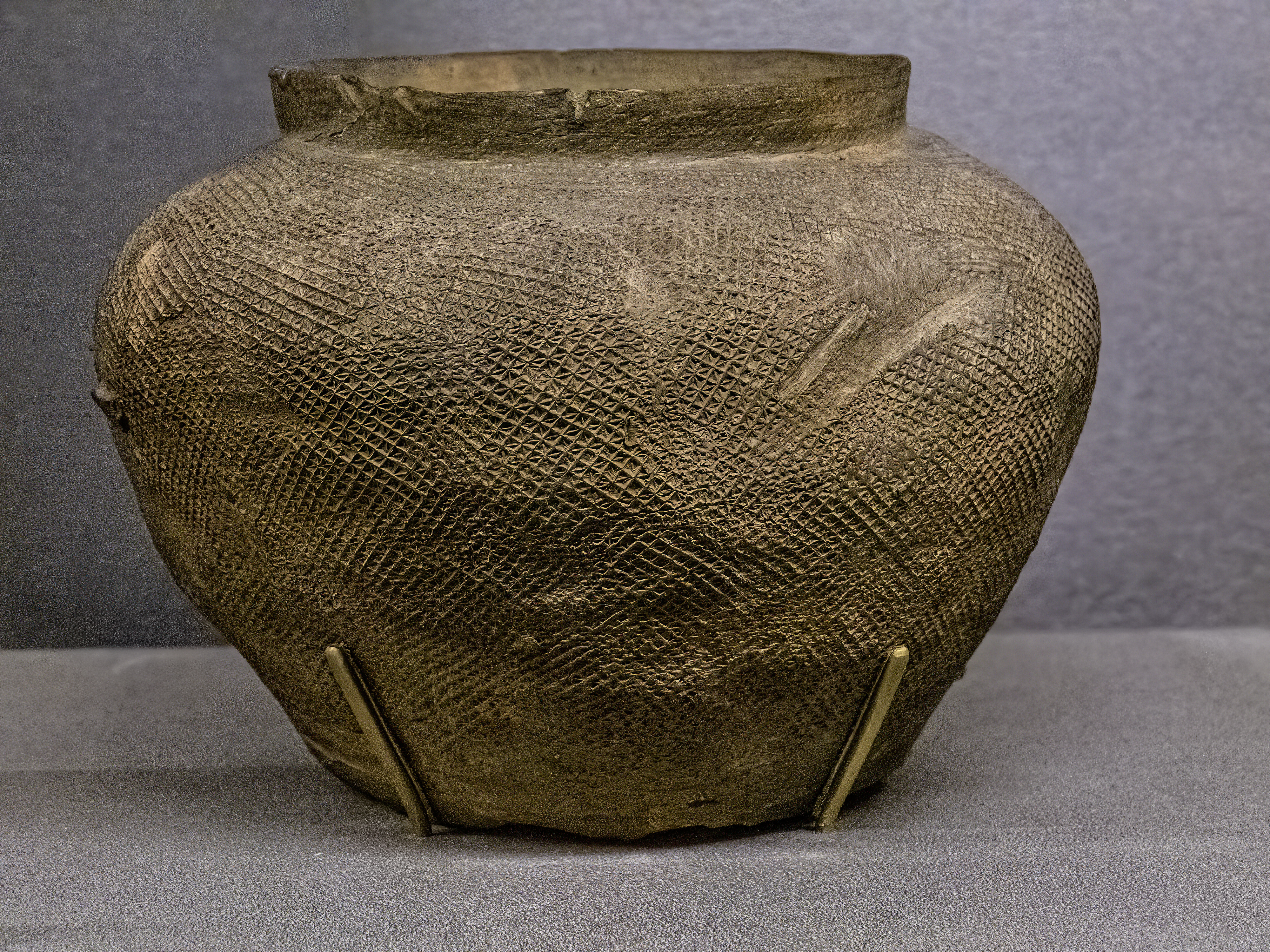
Gerra (guan) de gres vidrat del període del Regnes Combatents. Dinastia Zhou. 475-256 aC. Zhejiang

Durant el període dels regnes combatents (475-221 aC) de la dinastia Zhou, destaca una ceràmica brunyida, amb superfícies negres, que sovint copiava altres materials, especialment bronzes i laques del mateix període. Encara que aquest tipus de ceràmica es va originar al període de Primaveres i Tardors (770-476 aC), és durant el període dels regnes combatents quan es van realitzar els millors exemplars d’aquest tipus de ceràmica.

### Ceràmica de la dinastia Qin
La dinastia Qin (秦朝) (221-207 aC) va ser la primera dinastia imperial de la Xina. Qin Shi Huang (秦始皇) (259-210 aC) va ser el fundador de la dinastia Qin i el primer emperador de la Xina. El mausoleu de Qin Shi Huang, que es troba a prop de Xi'an, província de Shaanxi, va ser construït durant 38 anys, del 246 al 208 aC. A prop del mausoleu, uns camperols van trobar el 1974 restes d’uns guerrers de terracota. L'exèrcit de guerrers de terracota és format per unes 8.000 figures distribuïdes en formació de batalla en 4 fosses diferents. Els guerrers de terracota van ser elaborats amb motlles; posteriorment, es treballava cada figura independentment, i s'hi afegien detalls per fer-les individualitzades i úniques.

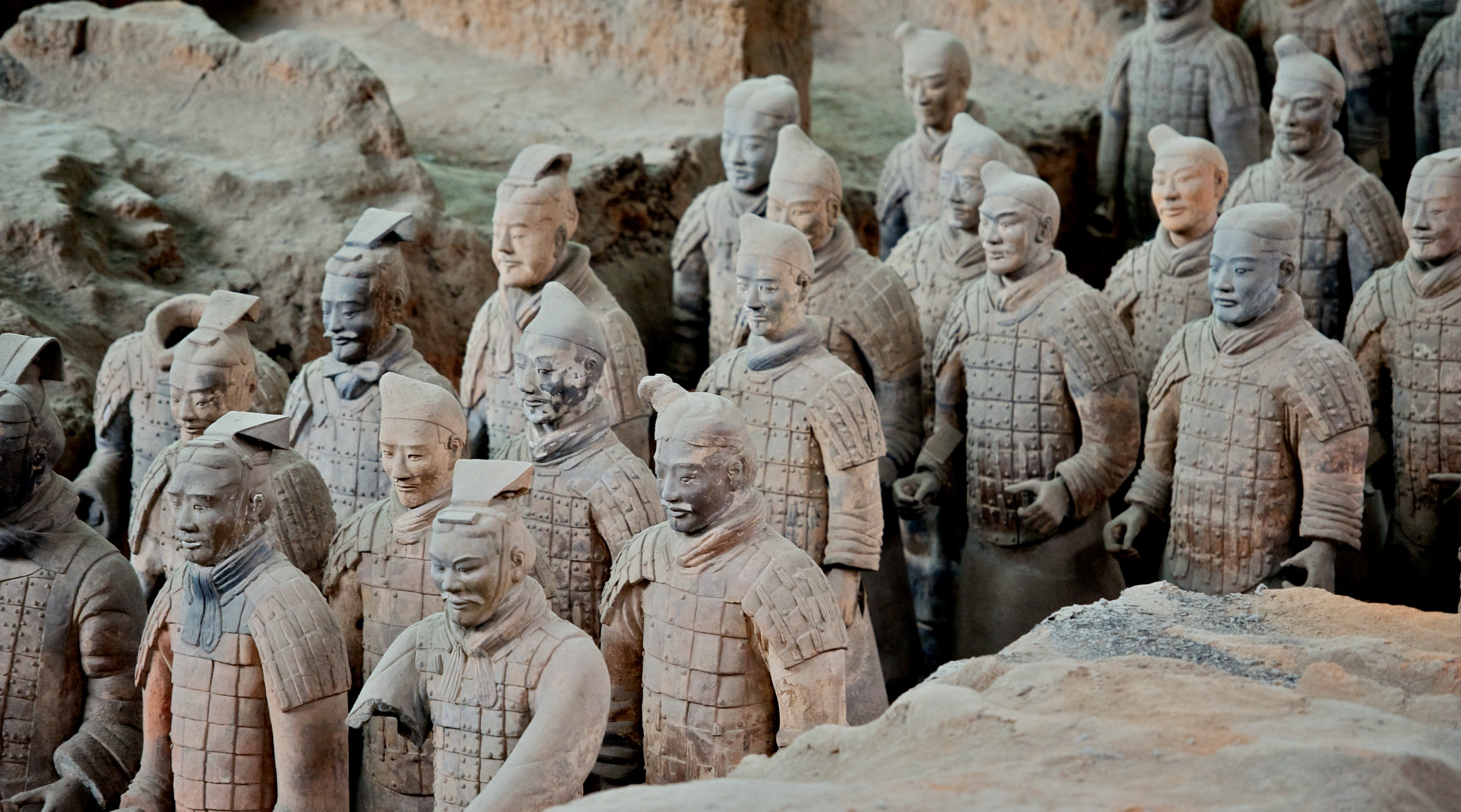
Guerrers de terracota. Dinastia Qin. Xian

Aquests guerrers i cavalls de terracota, de mida natural i pintats, formats per uns 10.000 homes i 500 cavalls en formació, ofereixen un impressionant testimoni dels grandiosos conceptes del megalòman primer emperador.

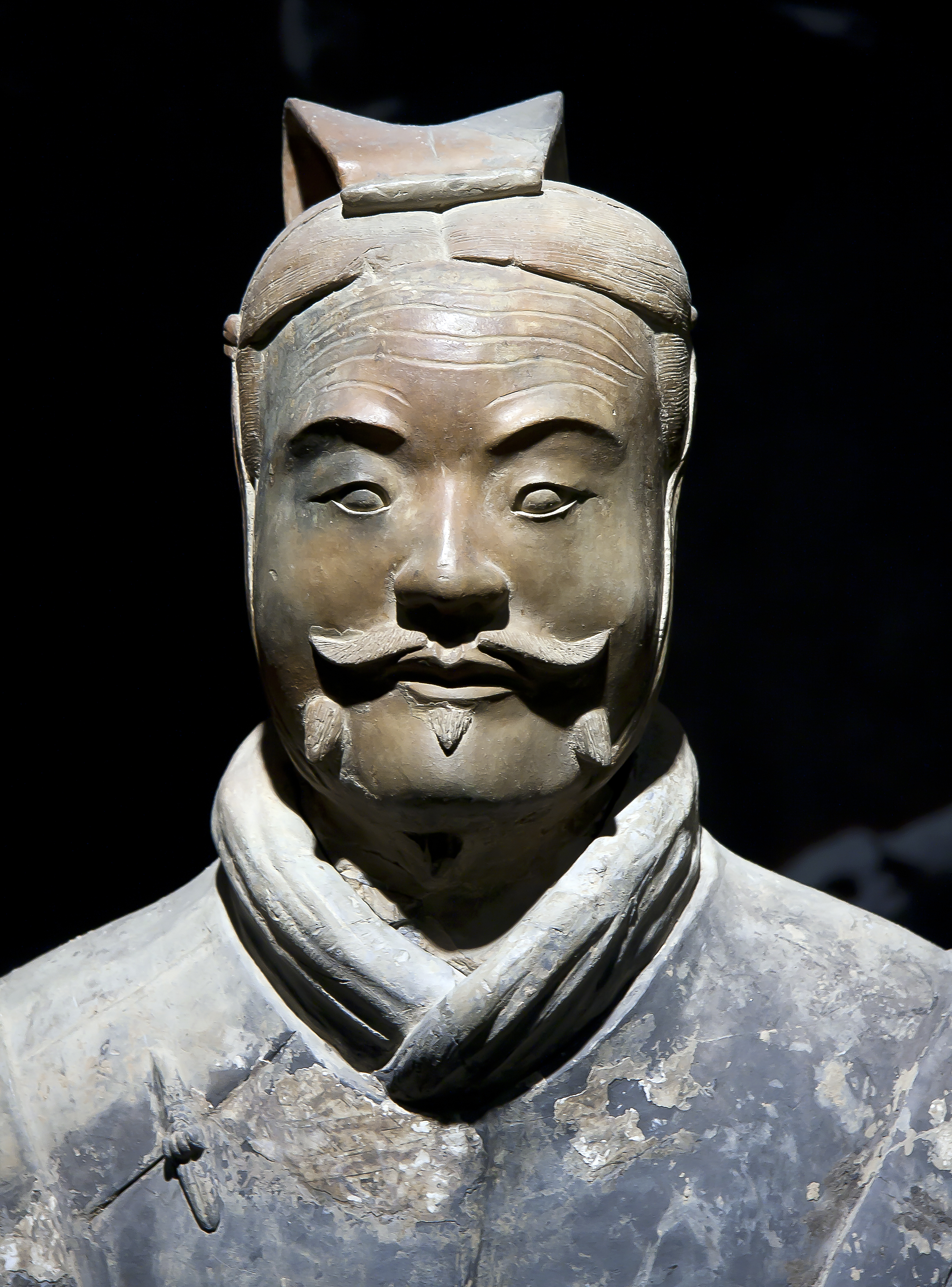
Guerrer de terracota (detall). Dinastia Qin. Xian

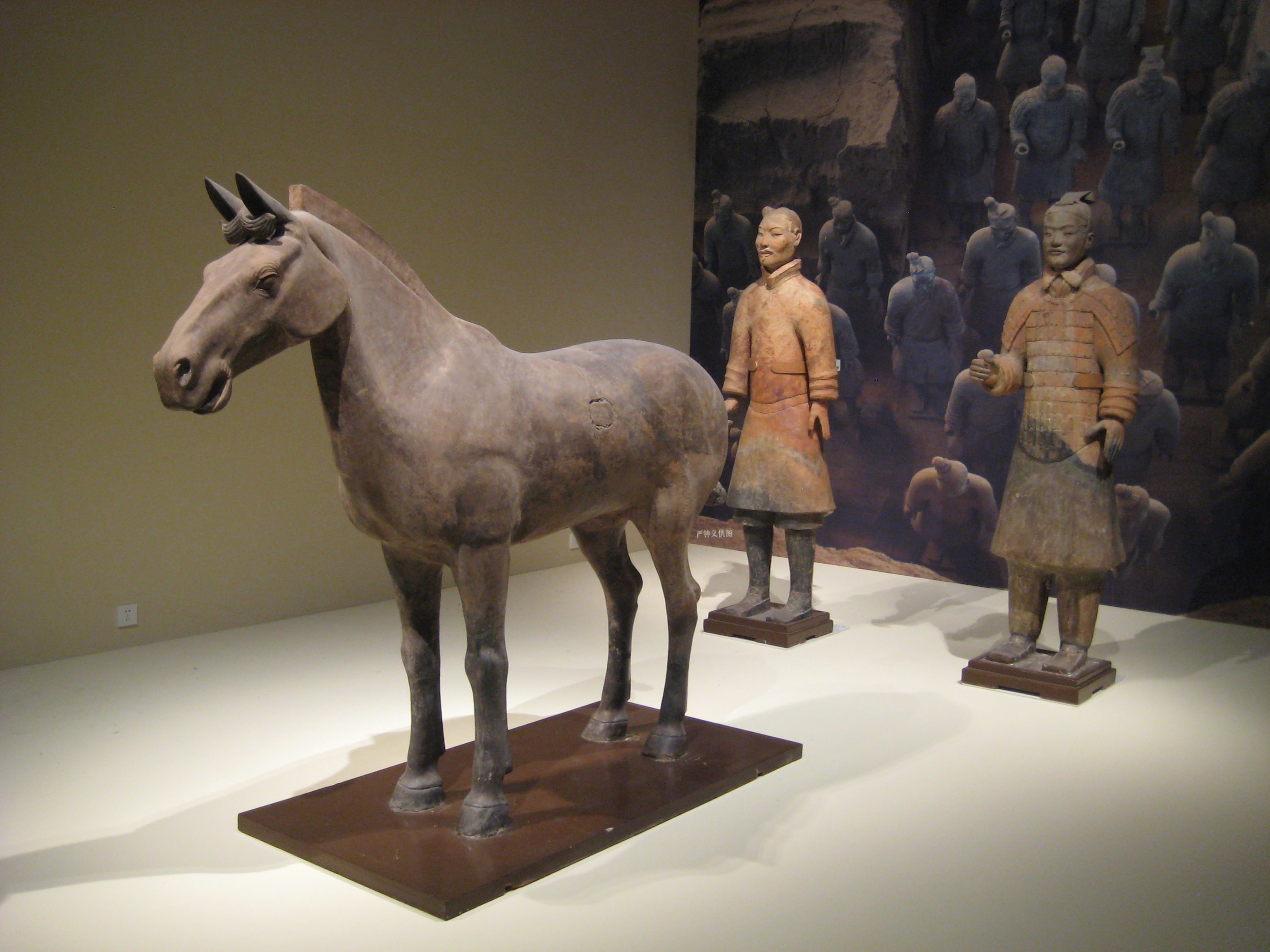
Cavall de terracota i dos soldats. Dinastia Qin. Xian

### Ceràmica de la dinastia Han

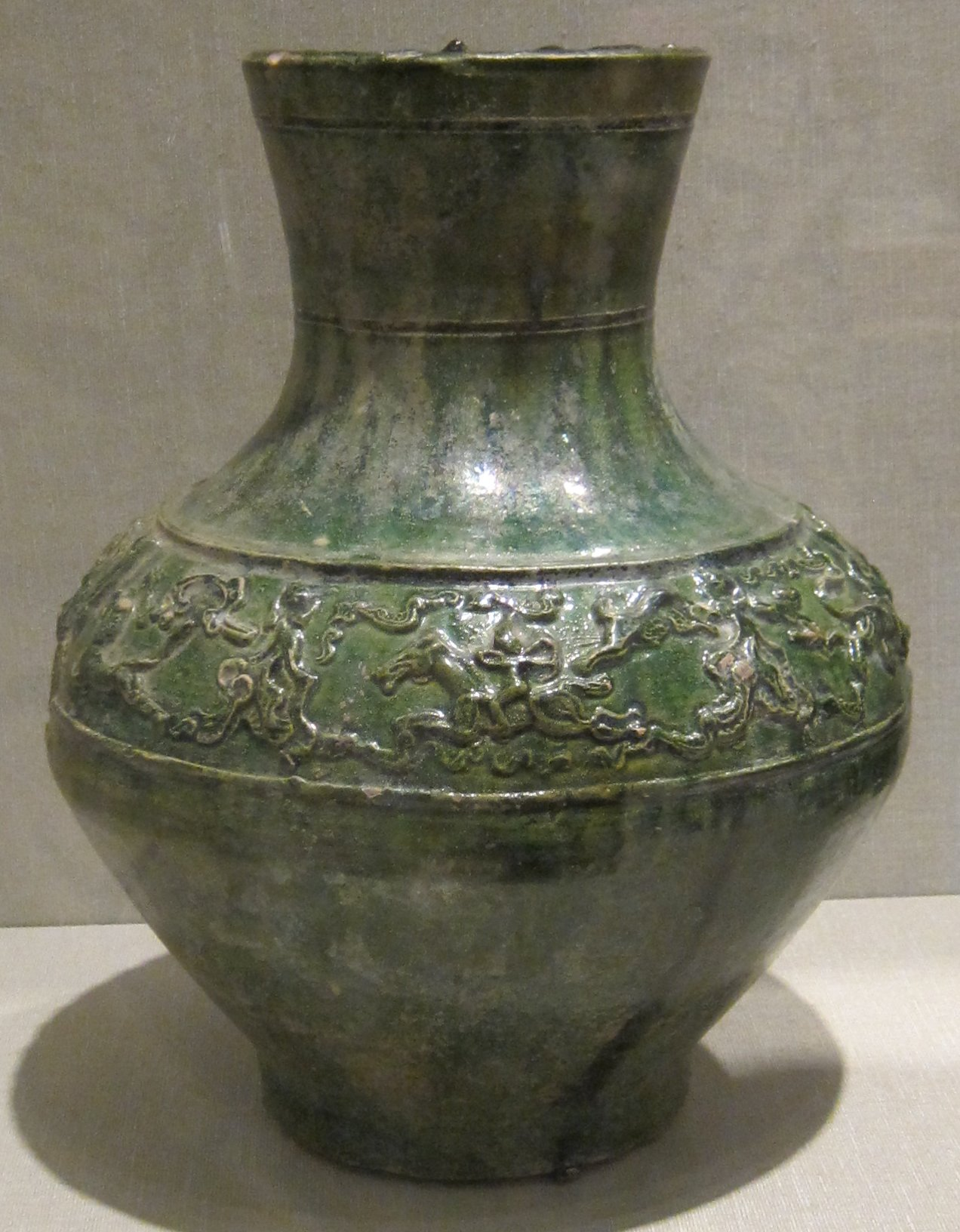
Gerra de celadont vidrat. Dinastia Han

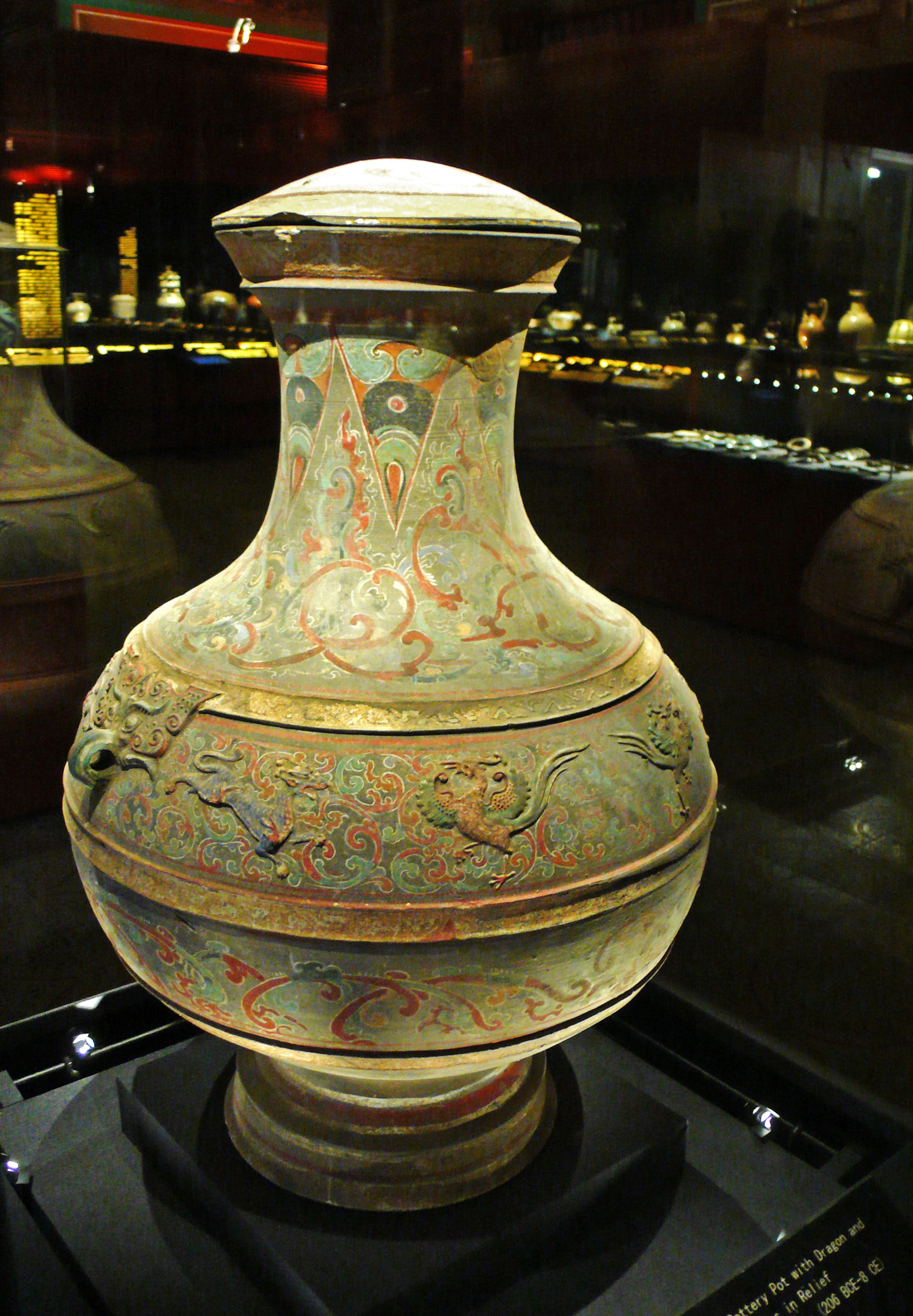
Gerro de ceràmica pintada amb relleus de dracs i fènix. Dinastia Han.

És a la dinastia Han (漢朝) (202 aC-220 dC) quan es comença a produïr ceràmica de tipus celadont vidrat. La ceràmica vidrada xinesa a alta temperatura de color verd es va anomenar celadont a Europa al segle XVII, a rel de l’obra de teatre francesa L’Astrée, en que el personatge Cèladon anava vestit de color verd grisós. El color verdós del celadont és degut a la presència d’òxids de ferro i titani. Abans del coneixement de l’existència de ceràmica vidrada anterior, a aquesta ceràmica Han se la conexia com a protoporcellana, per indicar que representava els inicis de la porcellana. Però des del descobriment de la ceràmica vidrada de la dinastia Shang és un nom que ja no s'aplica. La ceràmica vidrada blanca va ser descoberta a la tomba Han Oriental de Sangsha, però es coneix poc sobre els seus centres de producció. També destaca la cerámica amb figures en relleu pintades, amb dracs i aus fènix.
A nivell artístic destaquen les tombes amb aixovar funerari de figures de terracota. La ceràmica funerària era de dos tipus, una utilitzada pel difunt en vida i una altra (mingqi), feta expressament per la tomba. La ceràmica funerària Han consistia en rèpliques miniaturitzades de persones i possessions com cases, granges i animals, amb una gran varietat de formes i un gran dinamisme.

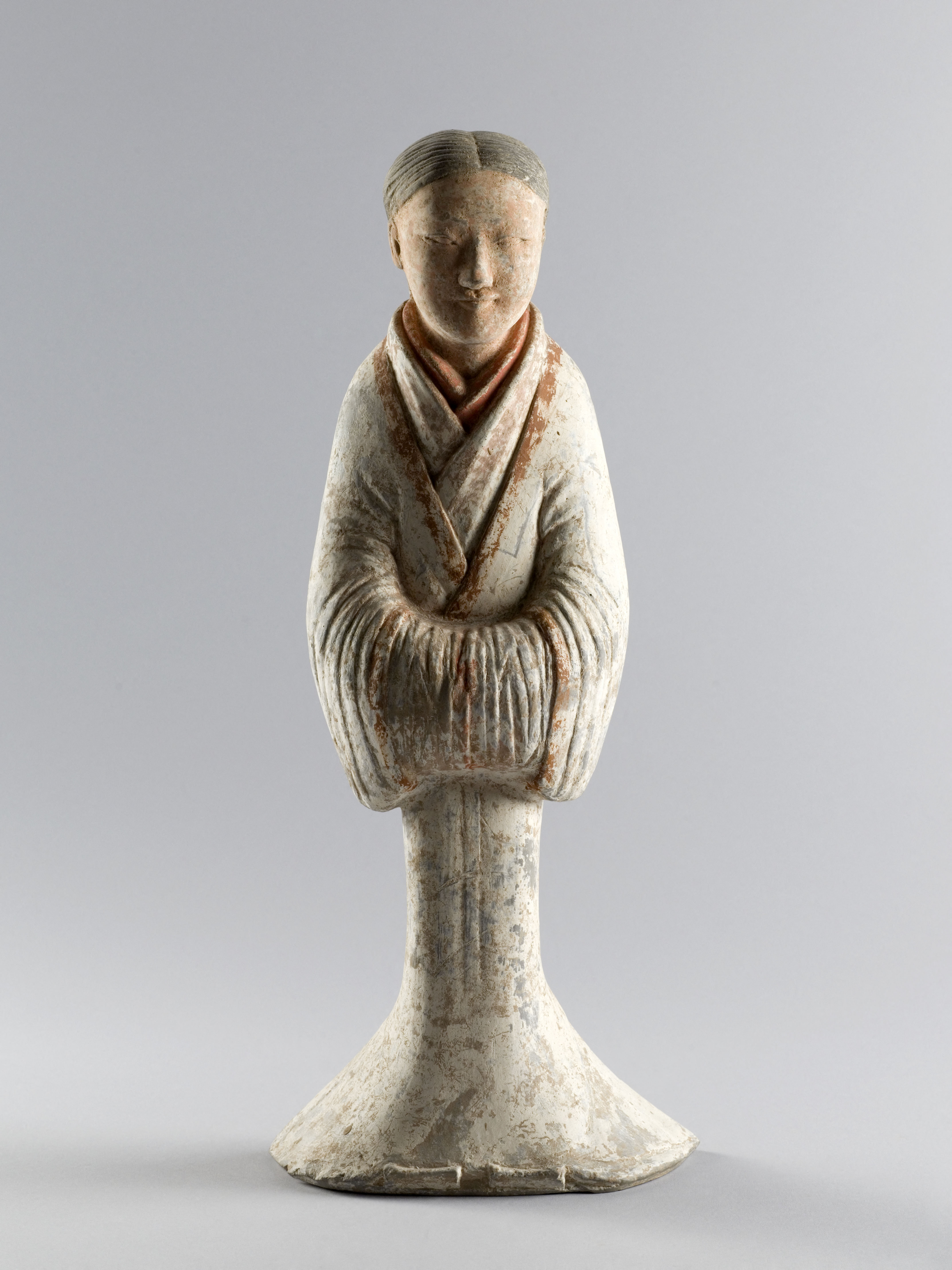
Dama (mingqi). Dinastia Han

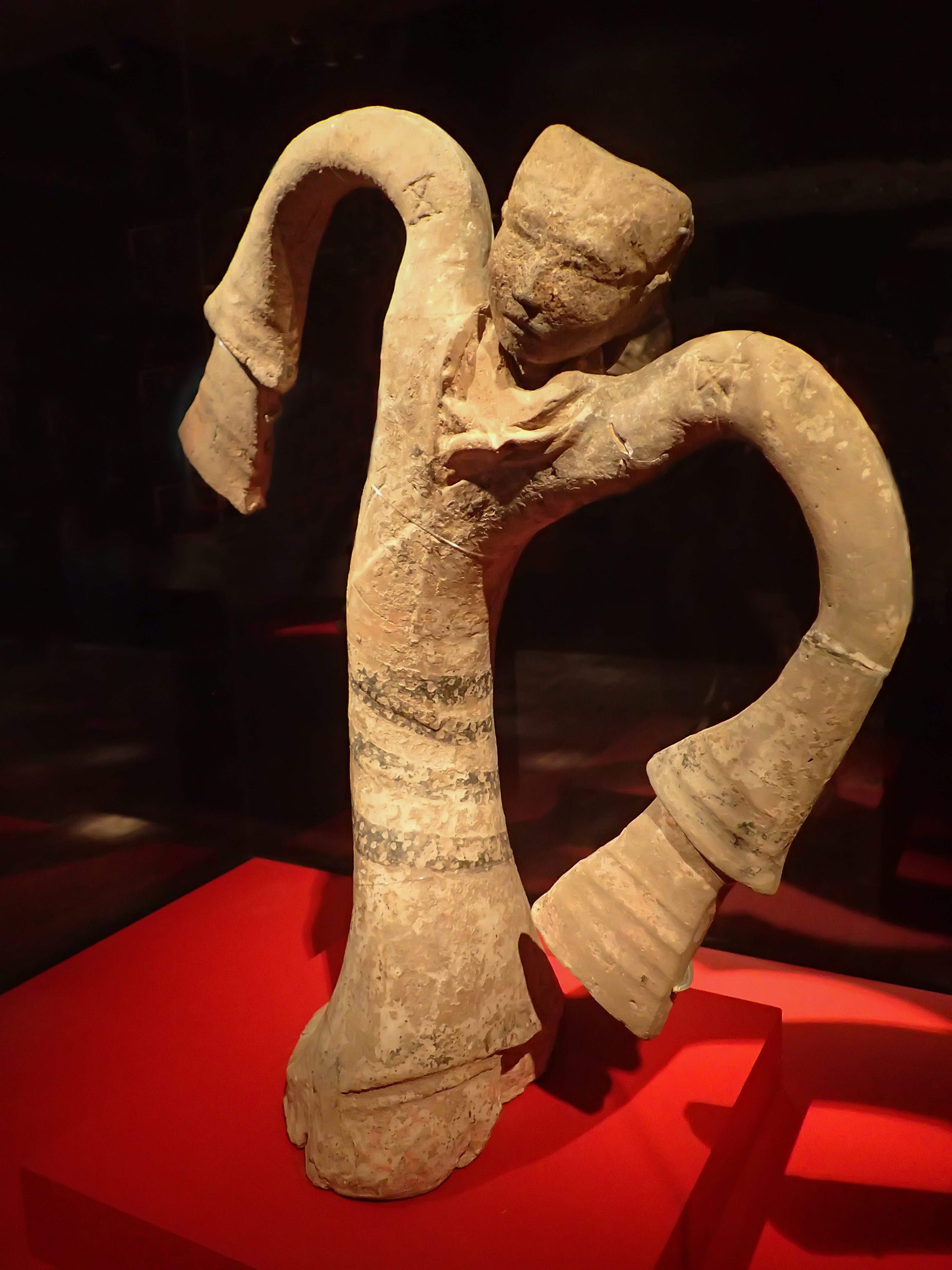
Home ballant. Dinastia Han occidental. Jinagsu

### Ceràmica de les Sis Dinasties
Després de l’enfonsament de l’Imperi Han el 220 dC, es van succeïr diferents dinasties entre el 222 i el 589 dC, període que es coneix com el de les Sis Dinasties. Tot i la inestabilitat política, es van produïr avenços culturals i tecnològics. En el camp de la ceràmica és un període amb un important desenvolupament i invenció.
Una de les ceràmiques vidrades de tipus celadont més celebrades va ser l’anomenada ceràmica Yue, del període de les Sis Dinasties (222-589 dC). Les ceràmiques descobertes a les tombes del nord (Shanxi, Henan, Sandong) de ceràmica vidrada tipus celadont són molt originals, algunes amb formes extravagants, com les que tenen forma d’animals mitològics.

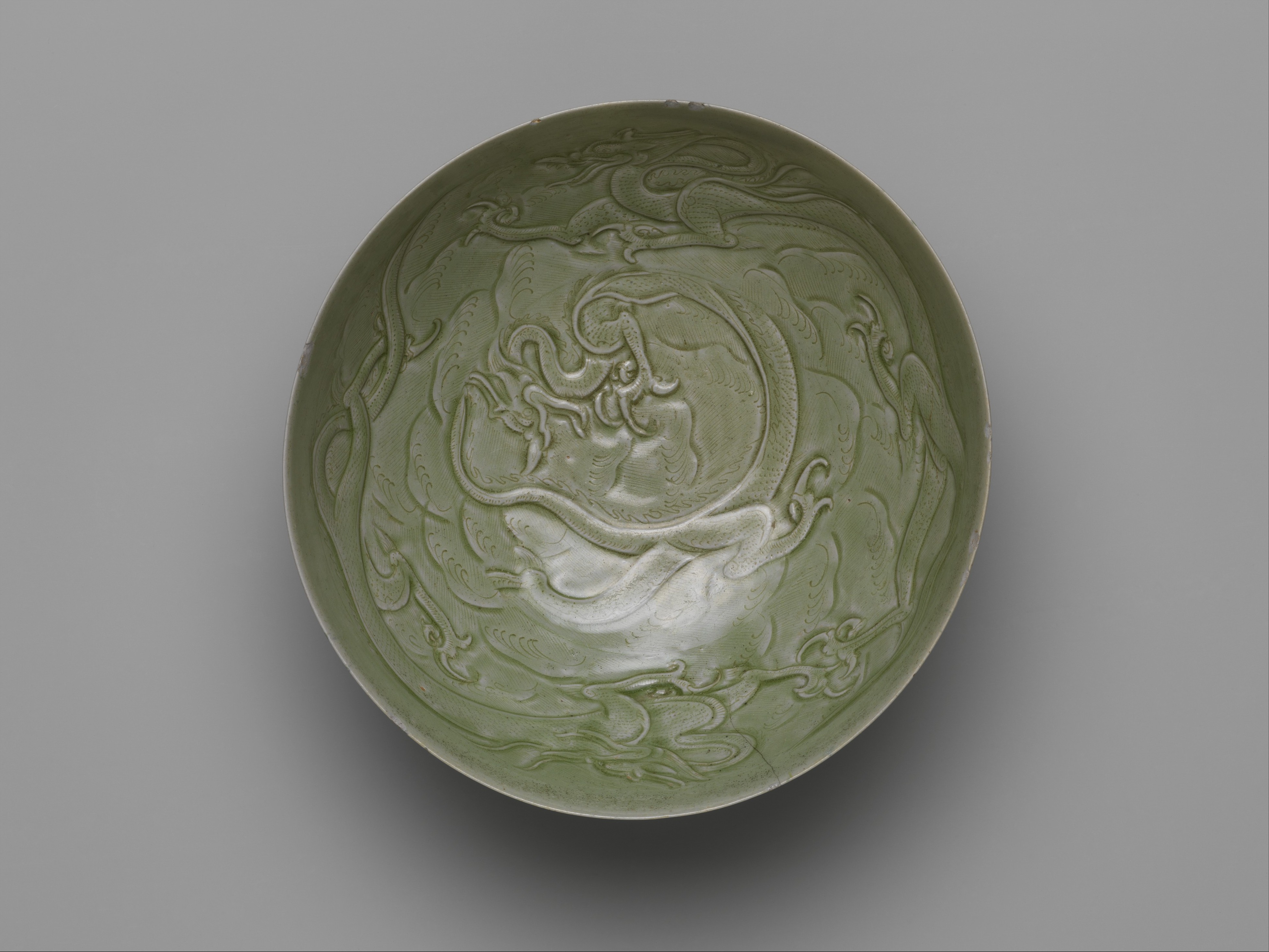
Bol amb dracs entre onades. 907-960. Període de les Sis Dinasties. Ceràmica Yue amb vidrat tipus celadont. Metropolitan Museum of Art.

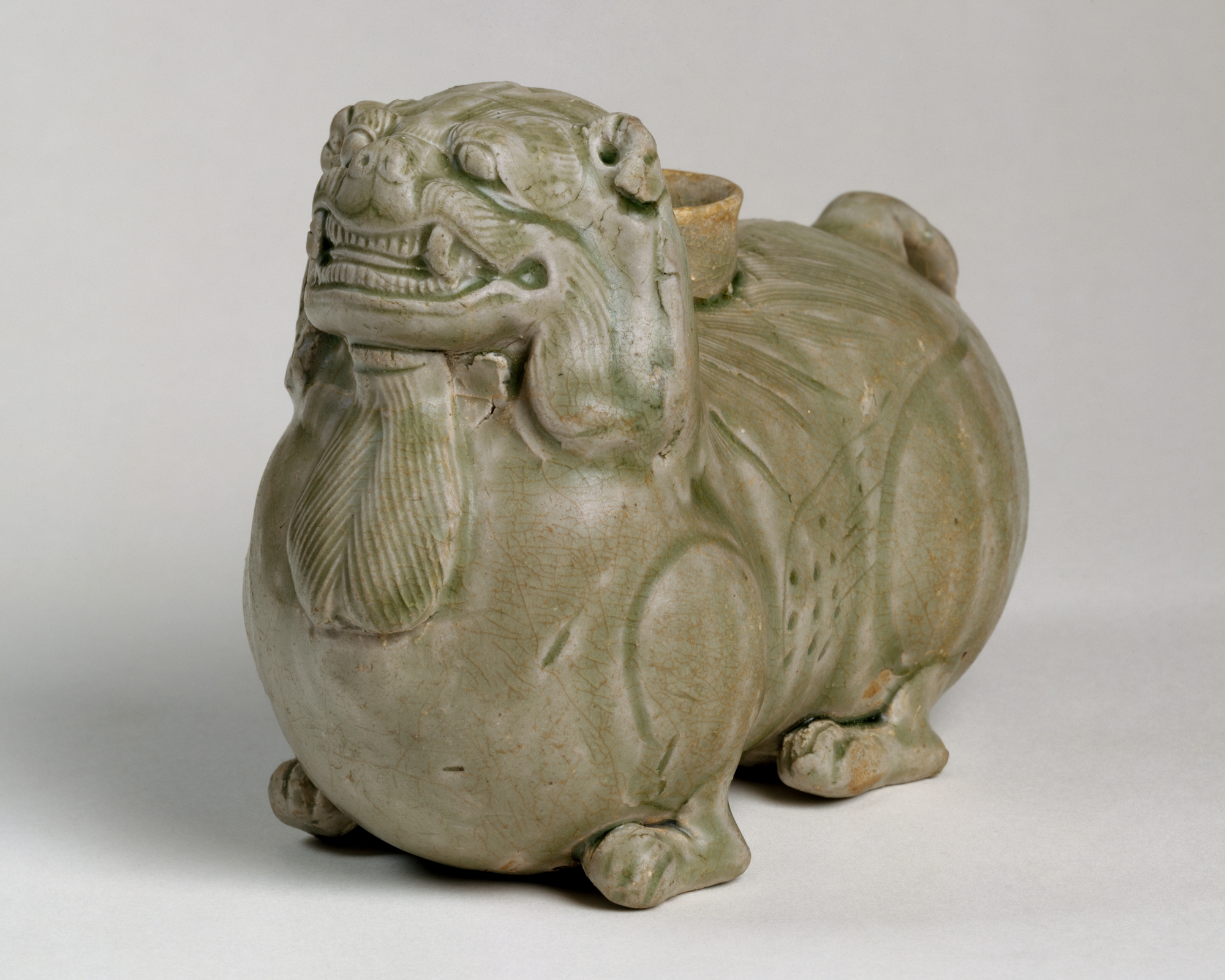
Vas de ceràmica vidrada tipus celadont en forma d’animal. c. 300 dC. Període de les Sis Dinasties (Dinastia Jin). Metropolitan Museum of Art.

### Ceràmica de la dinastia Tang
La porcellana xinesa va aparèixer durant la dinastia Tang (618-907 dC). A l'època Tang, però, es van produir principalment dos tipus ceràmics que no són estrictament porcellanes. D'una banda, la ceràmica vidriada amb plom sancai (tángsāncǎi 唐三彩) o ceràmica de tres colors, que es va utilitzar fonamentalment en les figuretes d'ús funerari (mingqi), i més excepcionalment en peces destinades a l'ús quotidià. En aquesta ceràmica els òxids incloïen coure per al verd, i ferro per a l'ambre o el groc terrós que, juntament amb el color crema donaven lloc als tres colors bàsics. Les més típiques eren figuretes humanes i camells.

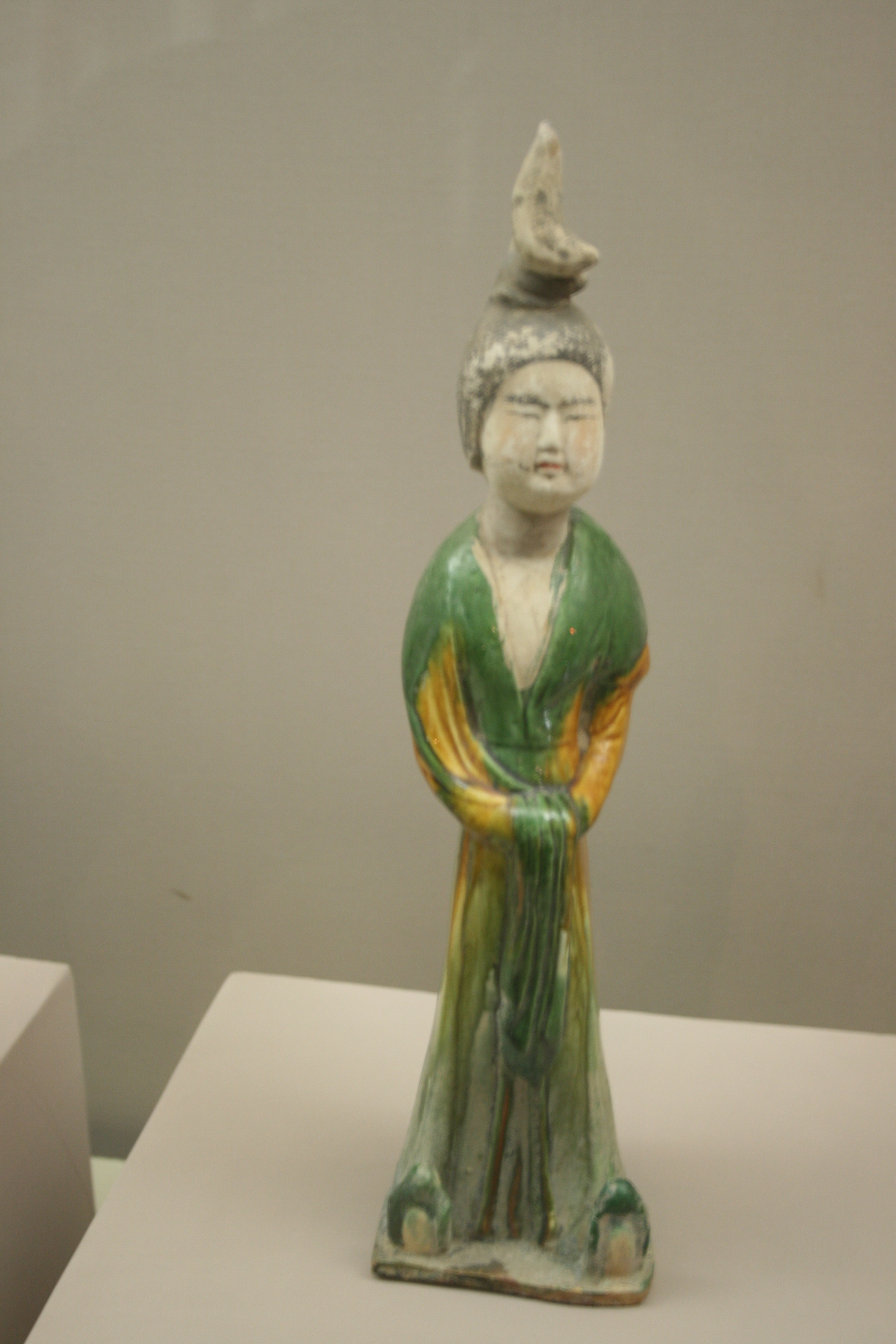
Dona de gres vidrat Sancai. Dinastia Tang

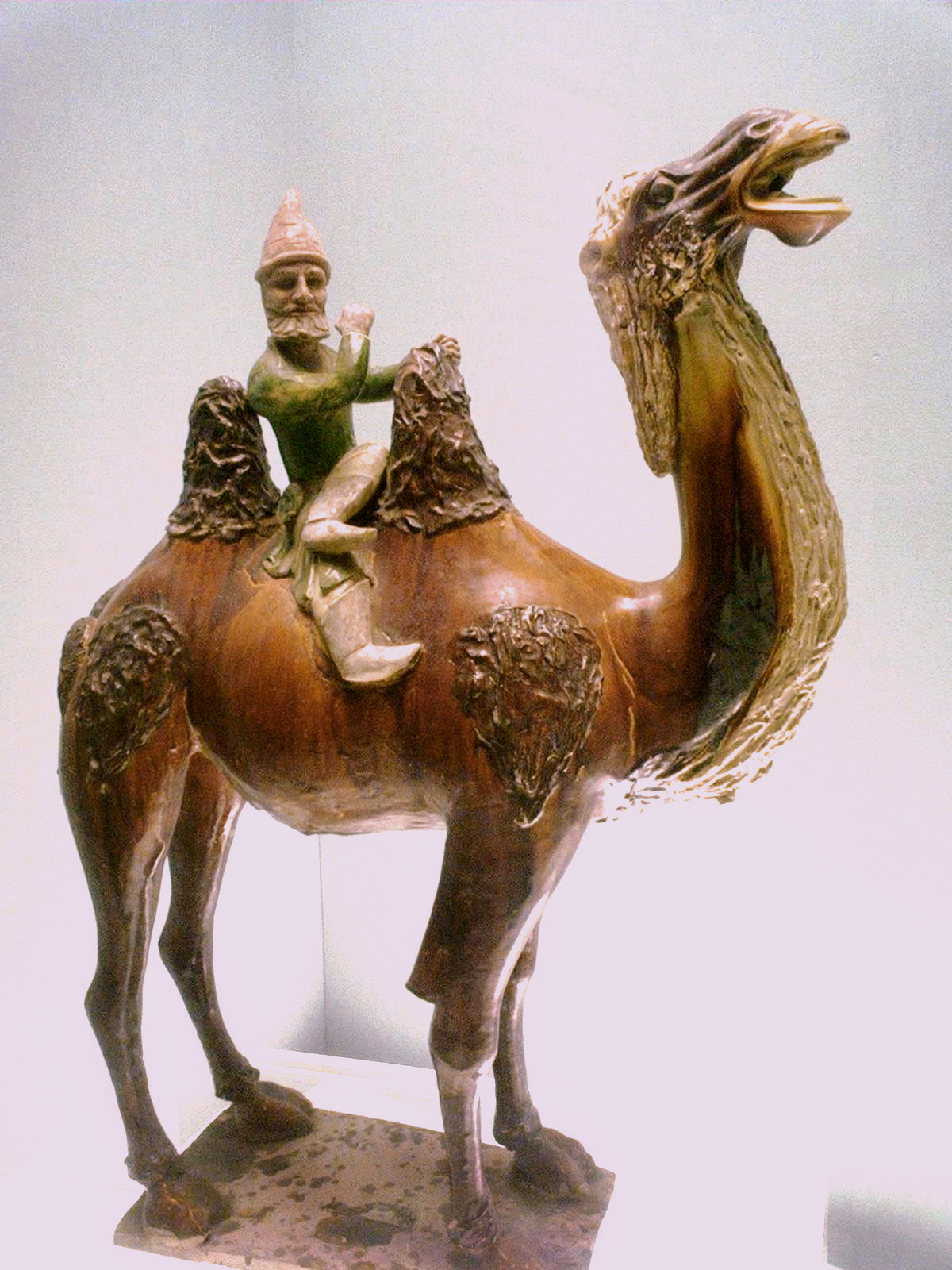
Sogdian en un camell. Ceràmica vidrada tricolor Tancai. Dinastia Tang

L'altre tipus de peces de sancai eren recipients de diverses formes, però cap molt gran, que es trobaven gairebé exclusivament en enterraments, i potser només s'havien fet per a ells. Les formes es caracteritzen principalment per "contorns contrastats i rodoneses gairebé extravagants, que s'expandeixen fins al punt gairebé d'esclatar".

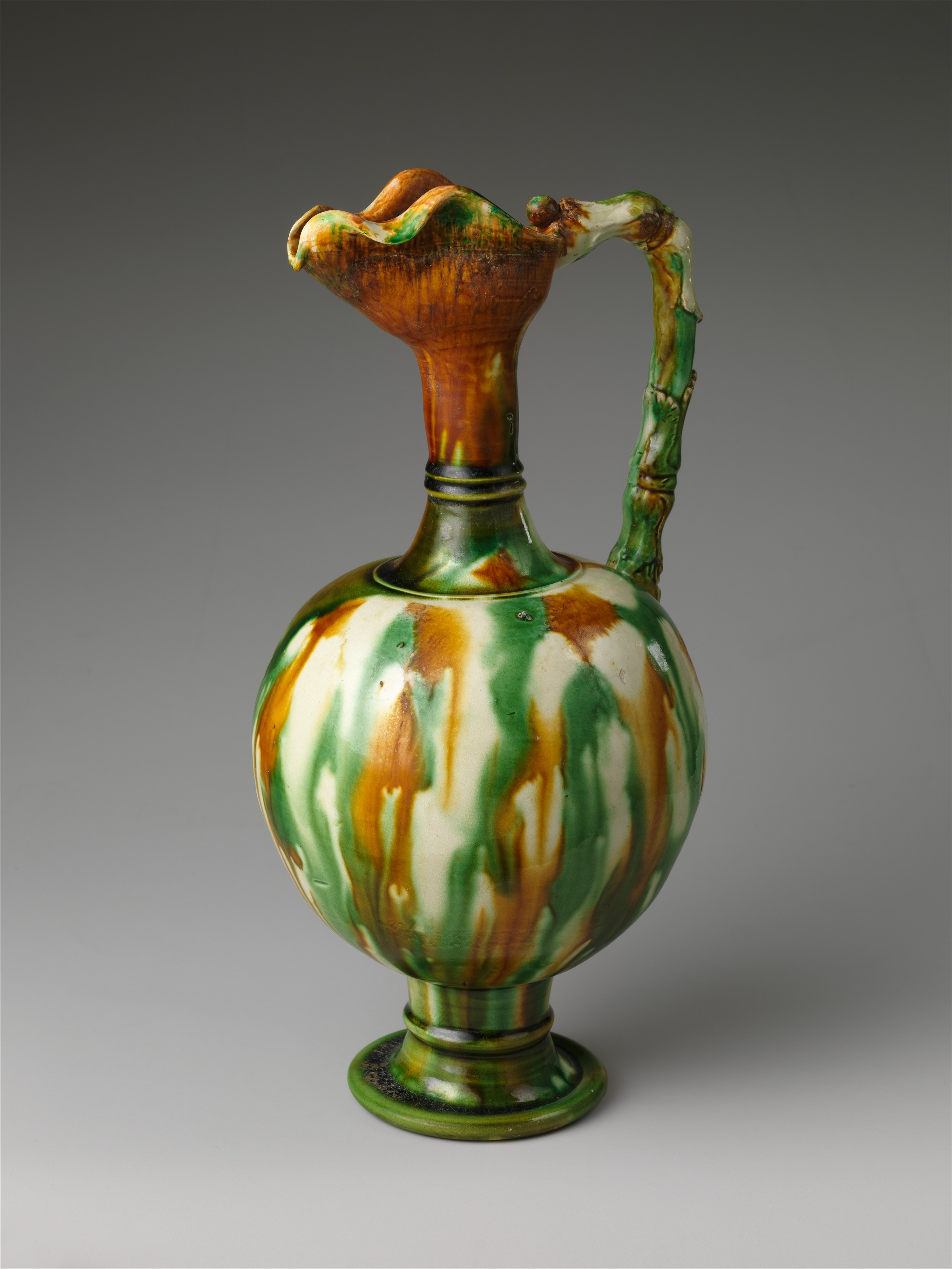
Gerra de tres colors Tancai. Dinastia Tang. Metropolitan Mueum of Art

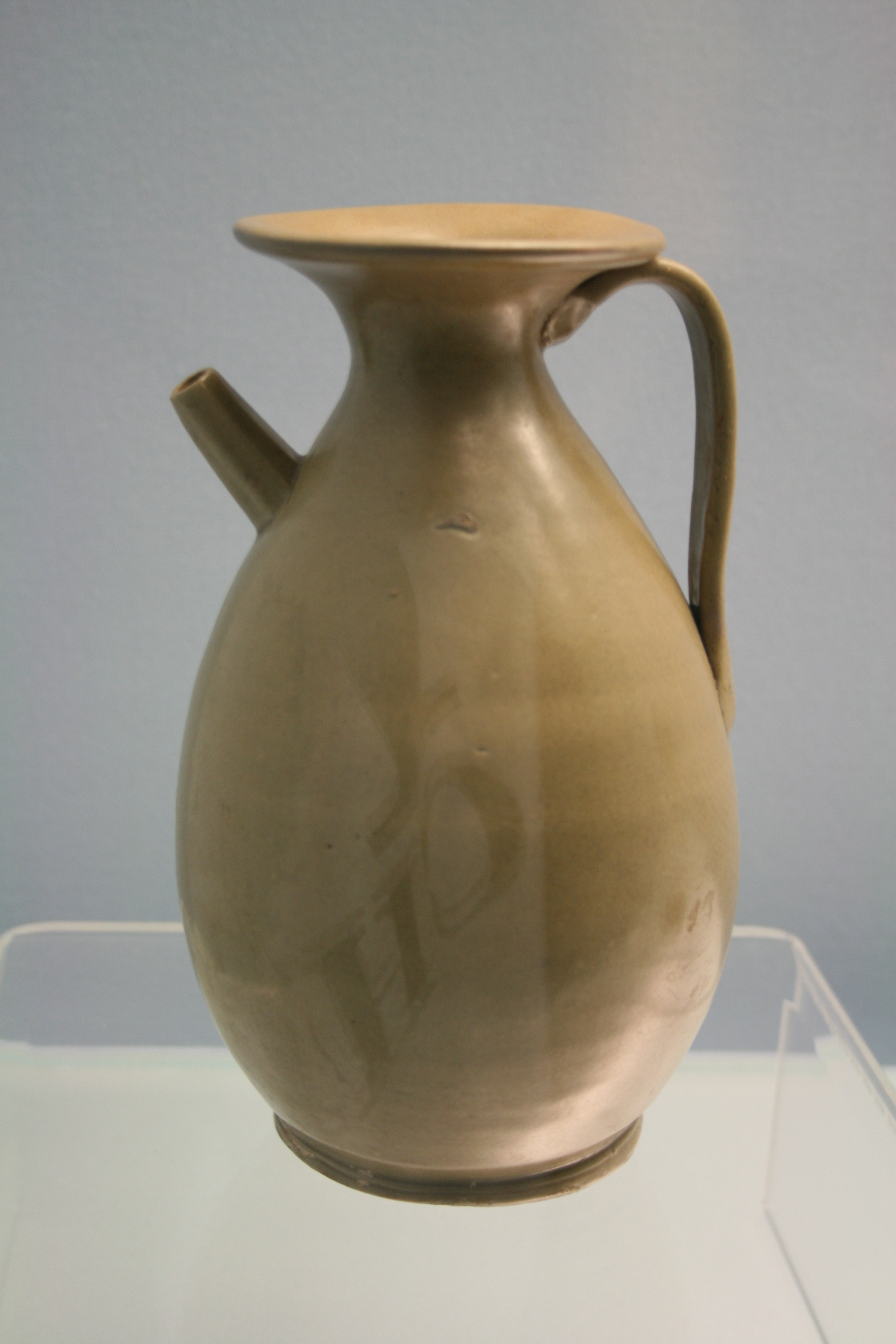
Ceràmica tipus celadont Yue. Dinastia Tang

D'altra banda es va mantenir la ceràmica Yue, tipus ceràmic en què es van realitzar molt variats objectes d'ús comú i que es caracteritzaven per la pasta grisa i sobretot per l'ús d'un vernís, a base d'òxid de coure, que aplicat per la totalitat de les peces produïa, després de la cocció, una tonalitat entre verd-oliva i verd-mar (l'única ornamentació d'aquesta ceràmica monocroma es limitava una sèrie de suaus incisions que es feien sobre la pasta).

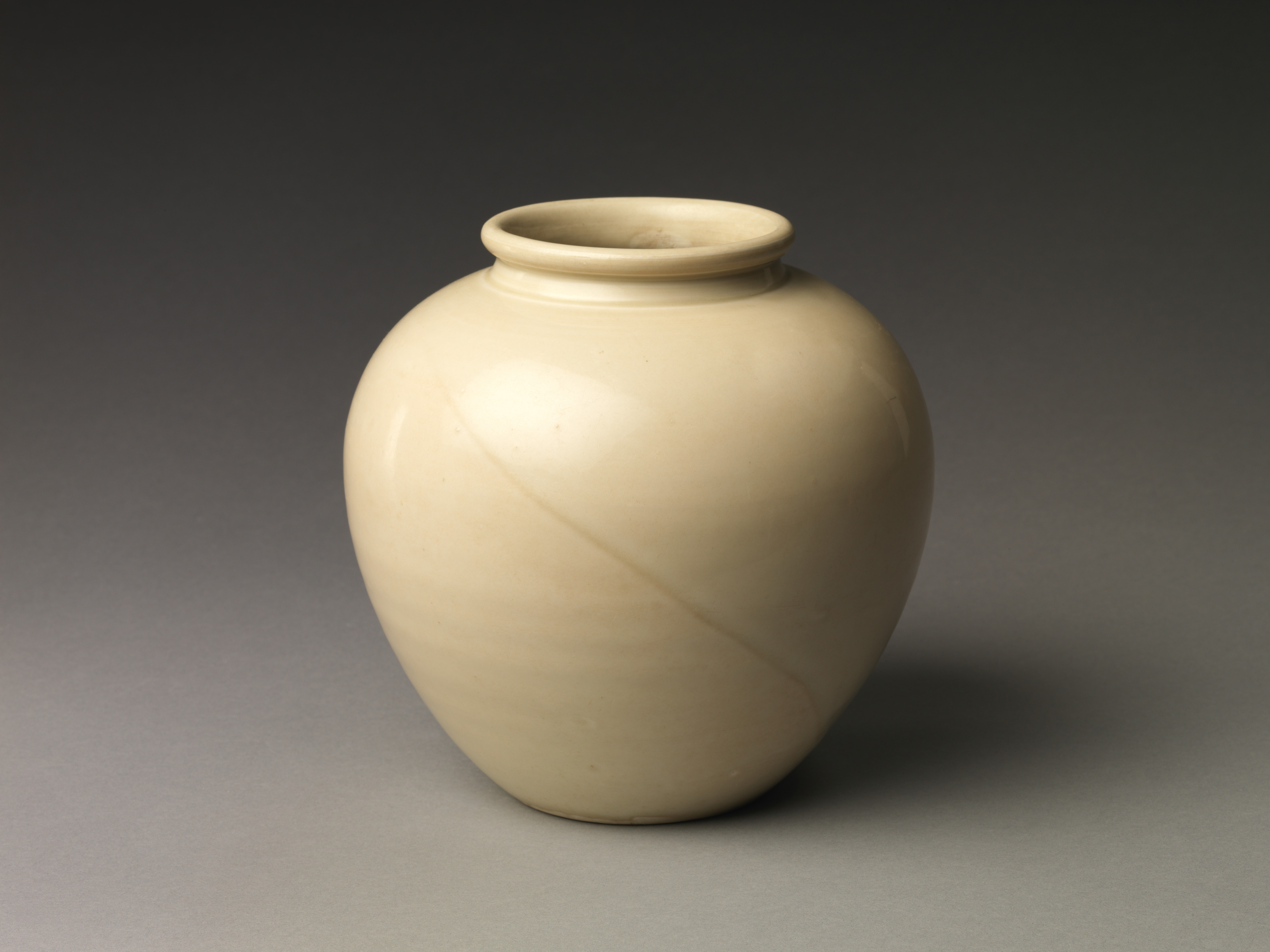
Bol de porcellana amb esmalt blanc Xing. Dinastia Tang. Metropolitan Museum of Art

Amb tota probabilitat, la porcellana tal com la coneixem a Occident es va desenvolupar durant la dinastia Tang, cuita a una temperatura de 1250°C que assegurava la vitrificació. Fins fa poc es creu que tota la porcellana xinesa es produïa combinant el caolí amb proporcions variables de petuntse (roca feldespàtica anomenada pedra xinesa). Recentment, però, anàlisis de laboratori han revelat que els materials variaven molt d’un centre a l’altre. La porcellana del període Tang va ser bàsicament monocroma. La progressió de la ceràmica porcellànica a la porcellana ‘veritable’ va ser probablement progressiu. La porcellana blanca de la dinastia Tang s'ha trobat a les tombes del nord (Hebei).

### Ceràmica de la dinastia Song
L'interès pels articles d'un sol color, especialment els articles blancs, marrons i celadont va asseure les bases per al gust de la Dinastia Song (960-1279) pels esmalts monocromàtics i les formes ceràmiques refinades. Va ser en el període Song (960-1279) quan la ceràmica va assolir un desenvolupament especial i constitueix potser la principal expressió de l'art ceràmic xinès per la seva suma exquisidesa. La producció ceràmica variada de la Dinastia Song es va caracteritzar en línies generals per l'elegància del disseny, la puresa de les línies i l'harmonia de les proporcions, així com per la monocromia o per simplicitat de les ornamentacions. Els centres de fabricació de les ceràmiques d'aquesta època eren repartides per tot el país. Cada tipus de ceràmica estava generalment associat amb una regió específica de la Xina. Van ser molt importants els Cinc Grans Forns patrocinats per la cort: Ru (汝), Jun (鈞), Guan (官), Ge (哥), , Ding (定); així com els celadons Longquan (龍泉).

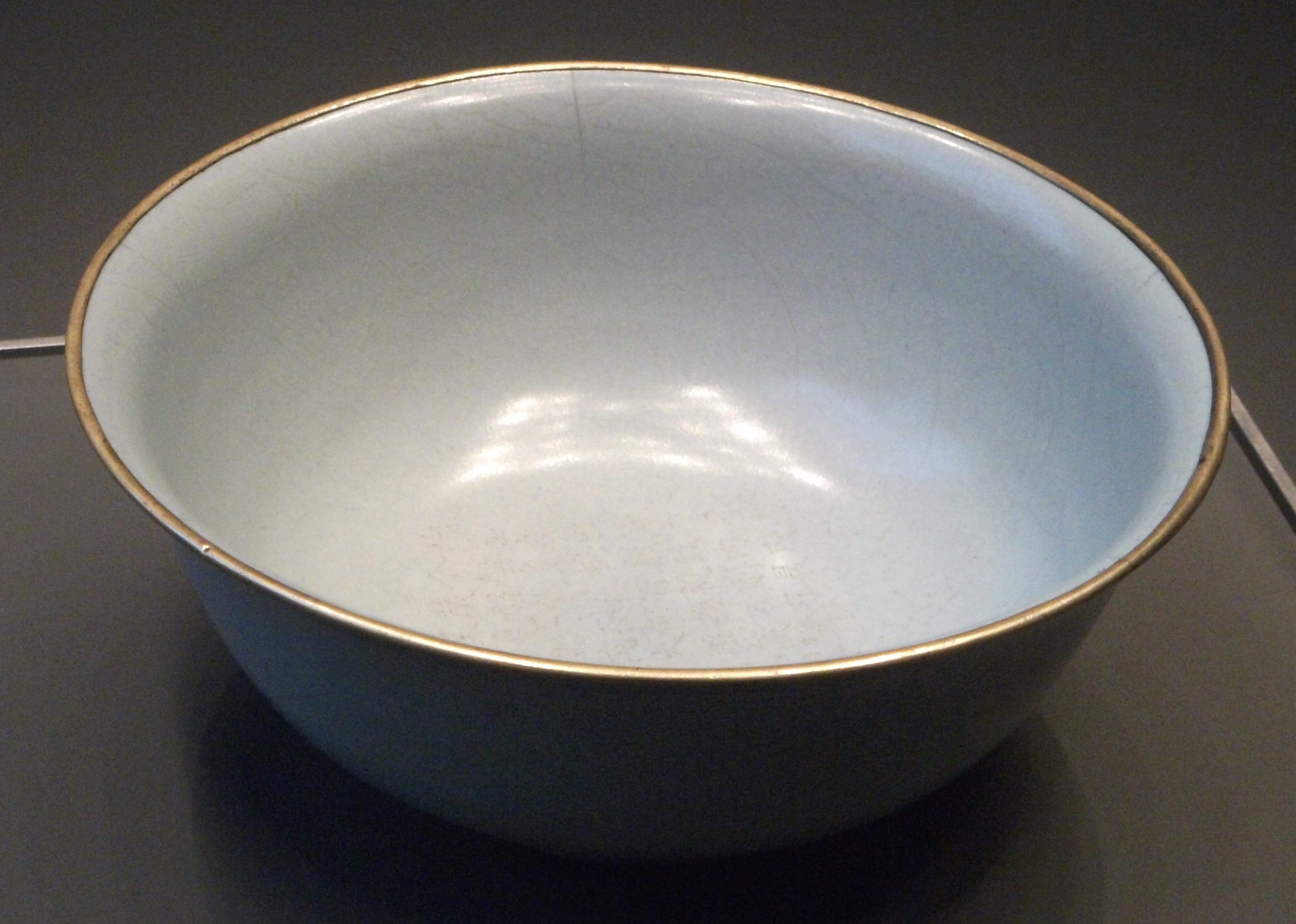
Bol de ceràmica Ru. Percival David Collection, British Museum

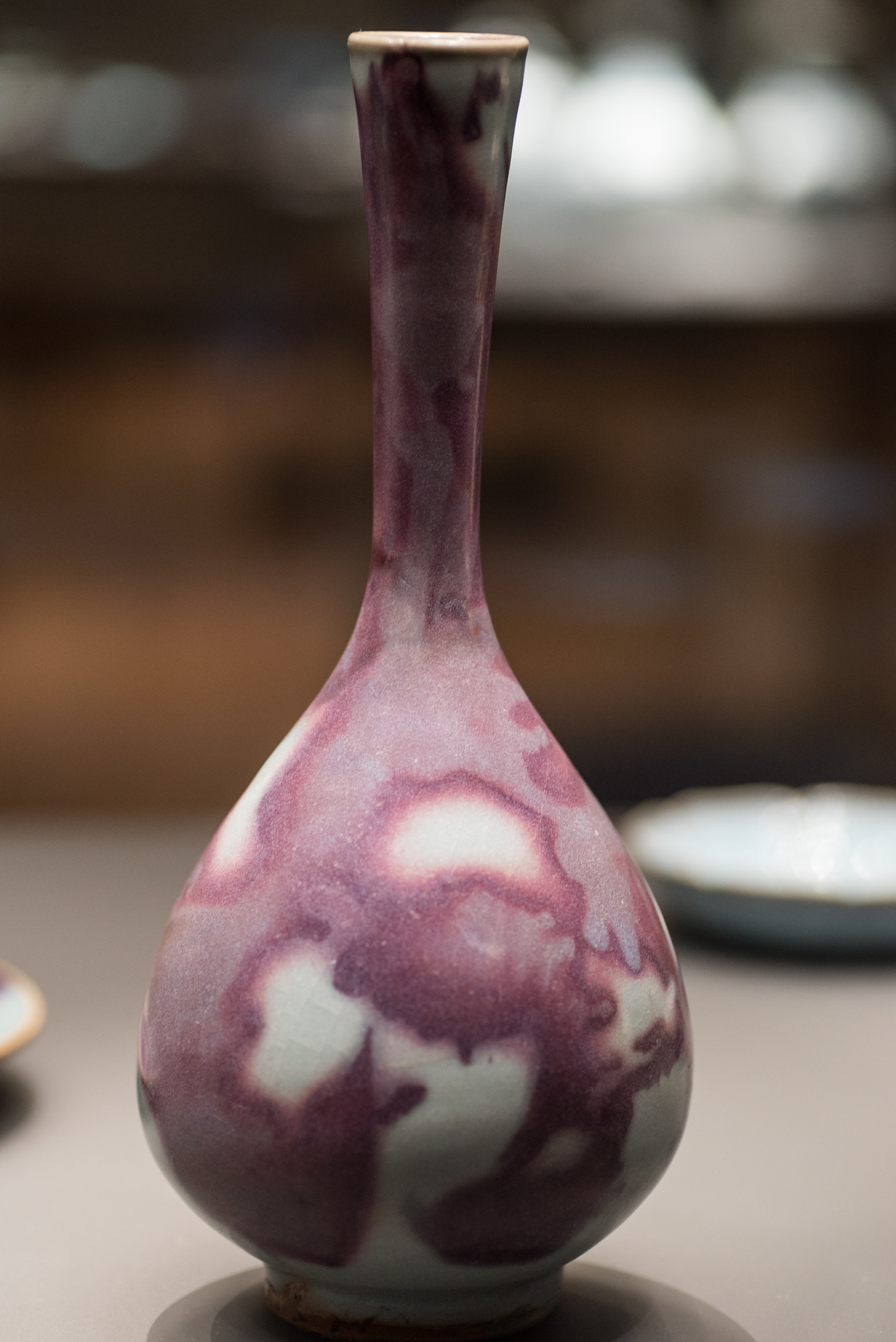
Gerra blava amb ‘esquitxos' porpra. Ceràmica Jun. Dinastia Song. British Museum

La ceràmica Ru (汝瓷) és un tipus famós i extremadament rar de ceràmica xinesa de la dinastia Song, produïda per a la cort imperial durant un breu període al voltant de l'any 1100. La majoria tenen un esmalt blau pàl·lid "ou d'ànec". Les ceràmiques estaven reservades per a la cort imperial, i només aquelles que rebutjaven arribaven a un mercat més ampli. La ceràmica Ru  és potser la primera "oficial" encarregada específicament per la cort imperial.
La cerámica Jun (鈞窯) és un tipus de ceràmica xinesa d’un dels cinc grans forns de ceràmica de la dinastia Song. El tret més cridaner i distintiu de la ceràmica Jun és que utilitza colors d'esmalt blau a morat. Sovint mostren ‘esquitxos' de color porpra sobre blau, de vegades semblant com si fossin aleatòries, tot i que normalment estan planificades. El color morat potser no apareix fins a principis del segle XII, i després només es controla a finals d'aquest segle.

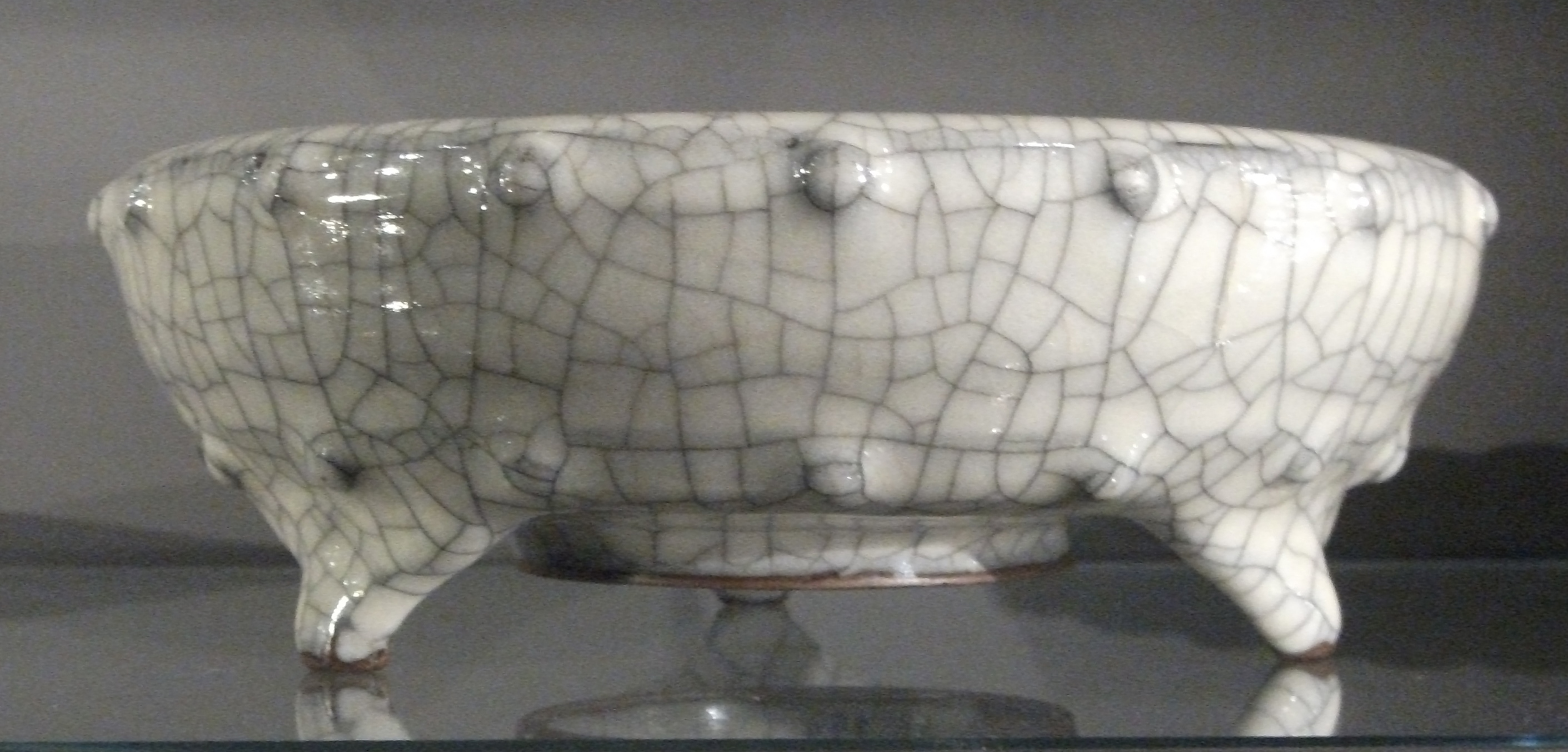
Bol de ceràmica Guan, amb el clivellat típic. Dinastia Song. Percival David Collection

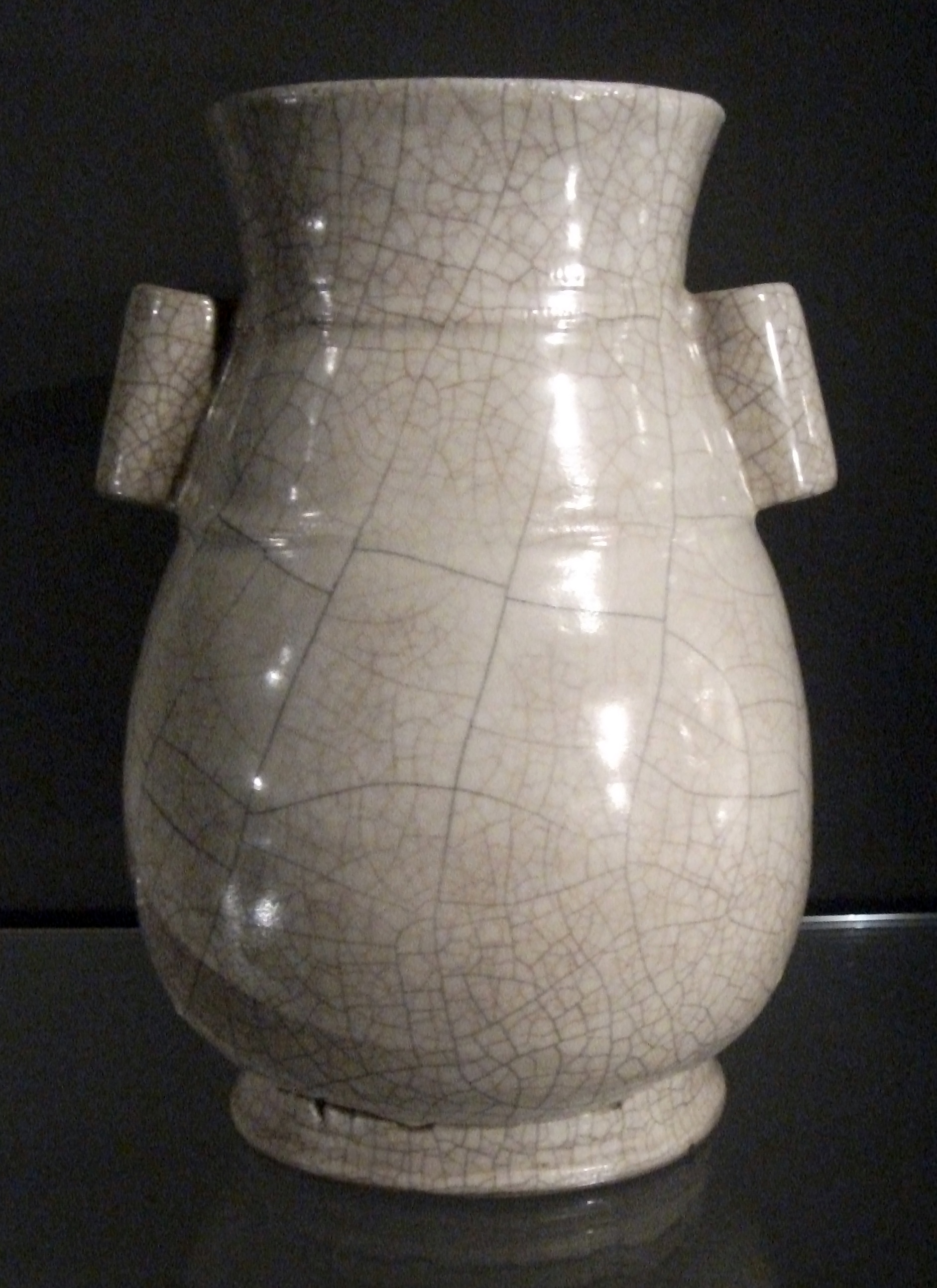
Gerro de ceràmica de tipus Ge, amb doble clivellat "fil d'or i fil de ferro". Dinastia Song

La ceràmica Guan (官窯) d’un dels Cinc Grans Forns de ceràmica de la dinastia Song feia gres d'alt estatus, amb una decoració de la superfície que es basava en gran manera en l'esmalt clivellat aleatòriament per una xarxa de línies d'esquerdes a l'esmalt. Guan significa "oficial" en xinès i la ceràmica Guan va ser el resultat d'una iniciativa imperial derivada de la pèrdua d'accés als forns del nord com els que fabricaven ceràmica Ru i Jun després de la invasió del nord i la fugida d'un príncep Song per establir la Southern Song en una nova capital a Hangzhou.
La ceràmica Ge (哥窯) és un tipus de celadont o material verd de ceràmica xinesa, que va ser un dels Cinc Grans Forns de la dinastia Song. Un tret distintiu d’aquesta ceràmica és el clivellat deliberat, o una xarxa d’esquerdes a l’esmalt; però hem vist que la ceràmica Guan tenia uns efectes similars. La ceràmica Ge mostra sovint un “doble clivellat”, característic d’aquesta ceràmica. Hi ha molt debat sobre quines peces supervivents, si n'hi ha, són realment Ge,  si realment provenen de la dinastia Song i on es van fer. En reconeixement d'això, moltes fonts anomenen a totes les peces ceràmica de tipus Ge.
La ceràmica Ding (定瓷) és una ceràmica xinesa dels Cinc Grans Forns de la dinastia Song, principalment porcellana, que es van produir a la prefectura de Dingzhou a Hebei, al nord de la Xina. El seu millor període va ser al segle XI, sota la Dinastia Song del Nord. Els forns "estaven en funcionament gairebé constant des de principis del segle VIII fins a mitjans del segle XIV". El més característic de la seva producció són les porcellanes primes amb un cos blanc o grisenc i un esmalt de color blanc gairebé transparent ceràmica.

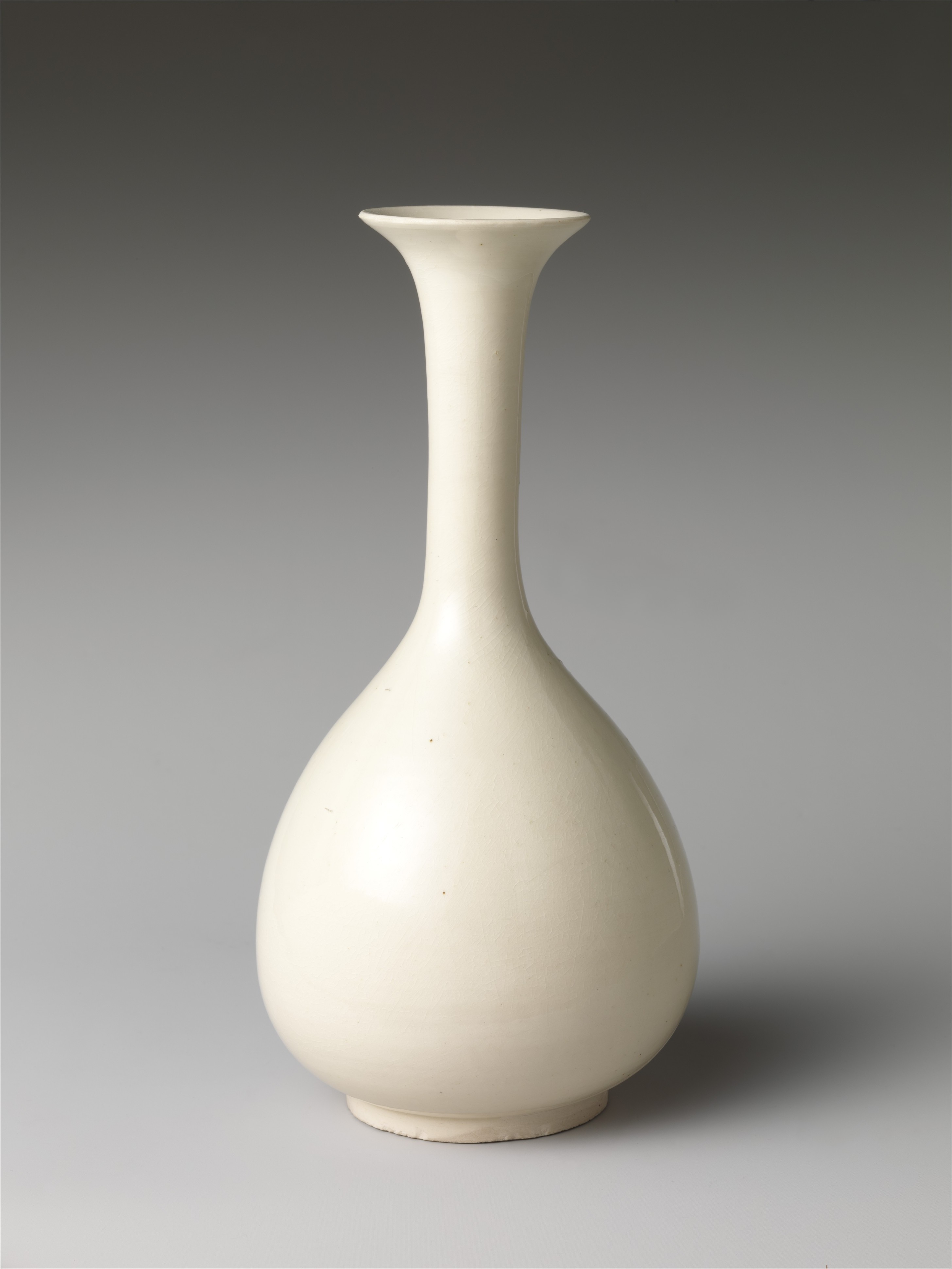
Ampolla. Porcellana amb vidrat de color marfil. Segle X-XI. Ceràmica Ding. Dinastia Song. Met Museum.

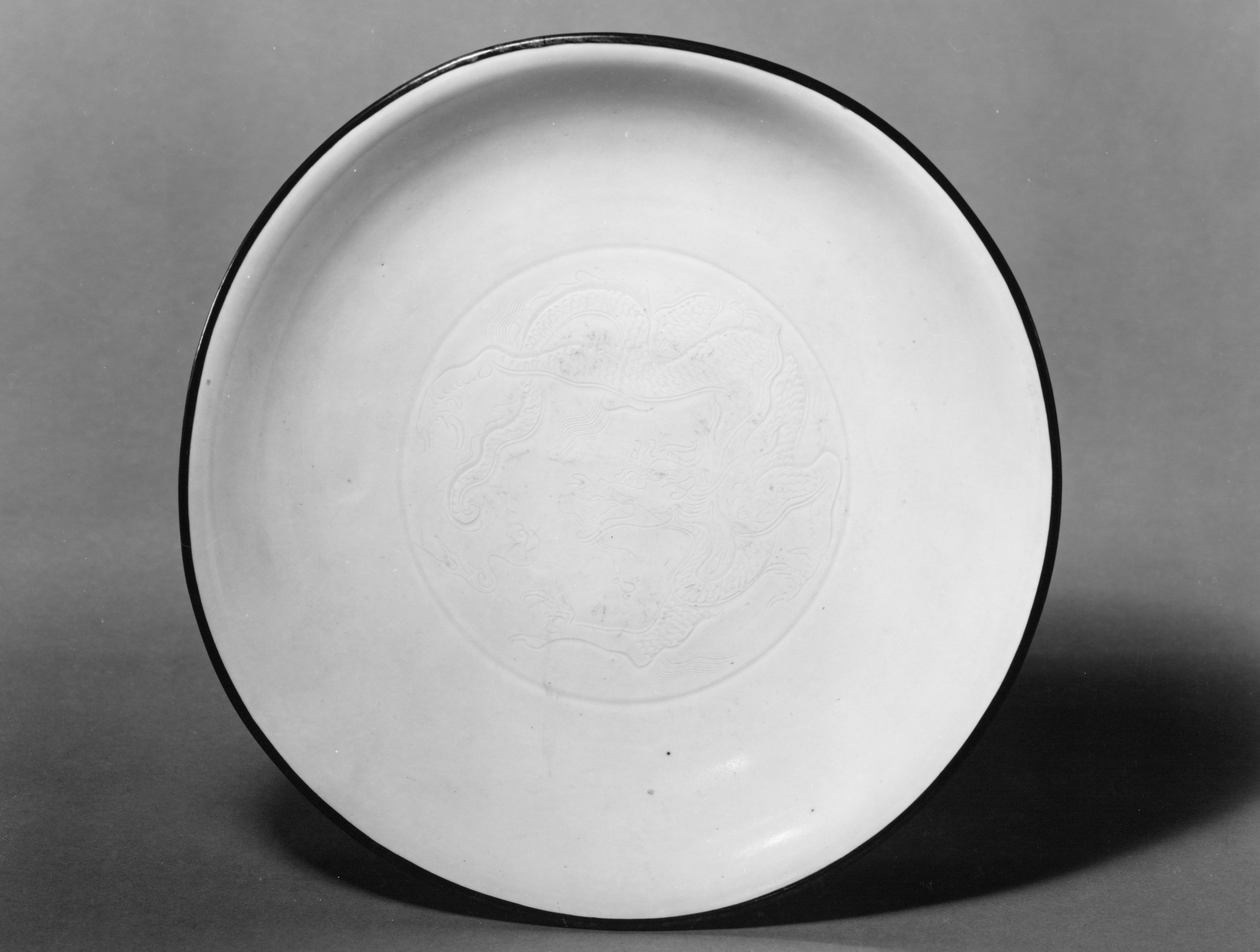
Plat de porcellana Ding. Dinastia Song del Nord (960-1127 aC).

La ceràmica Qingbai (青白) és un tipus de porcellana xinesa produïda sota la dinastia Song del Sud i la dinastia Yuan, definida per l'esmalt ceràmic utilitzat. La ceràmica Qingbai és blanca amb un to blau verdós.

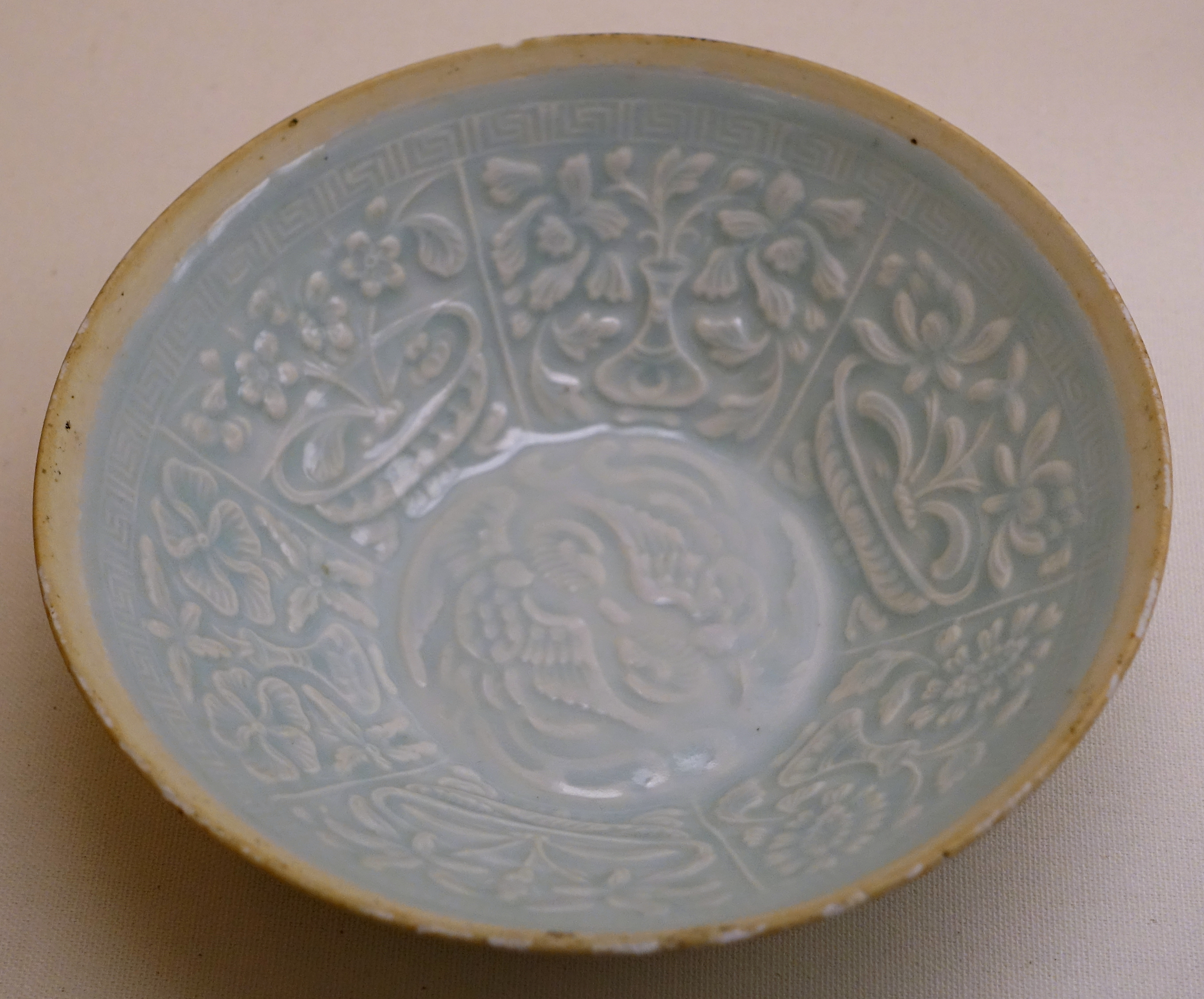
Bol de gres vidrat qingbai. Dinastia Song del sur. Segle XIII. Jingdezhen. Jiangxi

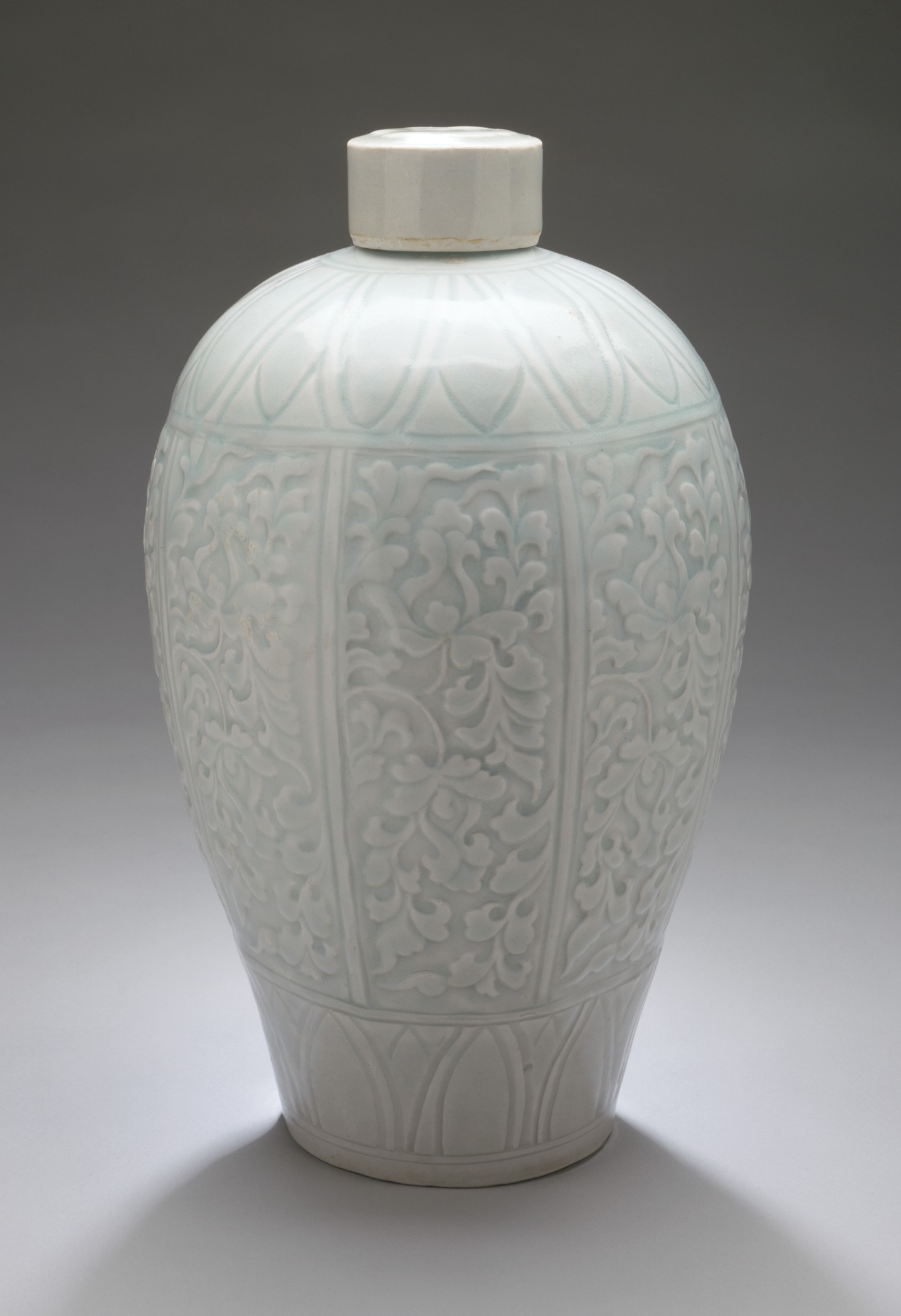
Gerro amb tapa (meiping). Porcellana Qingbai, dinastia Song del Sur.

La ceràmica verda o celadont va ser molt popular, tant a la Xina com als mercats d'exportació, i va adquirir cada cop més importància durant el període. A la ceràmica Yue la va succeir el celadont del nord i després al celadont del sud de Longquan. Les ceràmiques de celadont Longquan sovint es consideren històricament les millors de la Xina. El celadont Longquan va ser una de les millors ceràmiques de la Xina de la dinastia Song fins que va passar de moda a la cort imperial durant la dinastia Ming. La producció va continuar però amb una qualitat inferior.

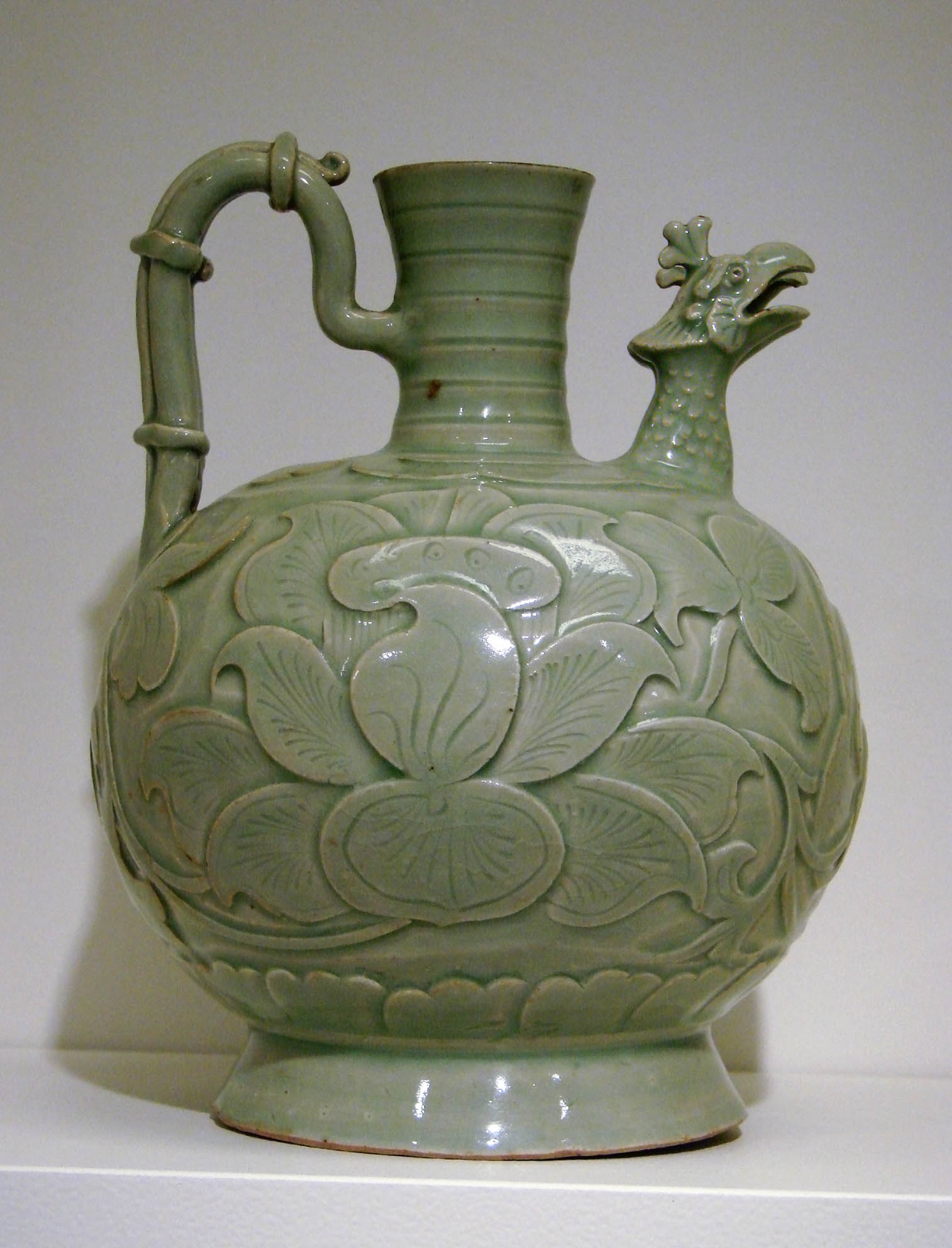
Aiguamans amb broc de cap de pollastre. Ceràmica Celadont del Nord Yaozhou. Cap al 960. Dinastia Song.

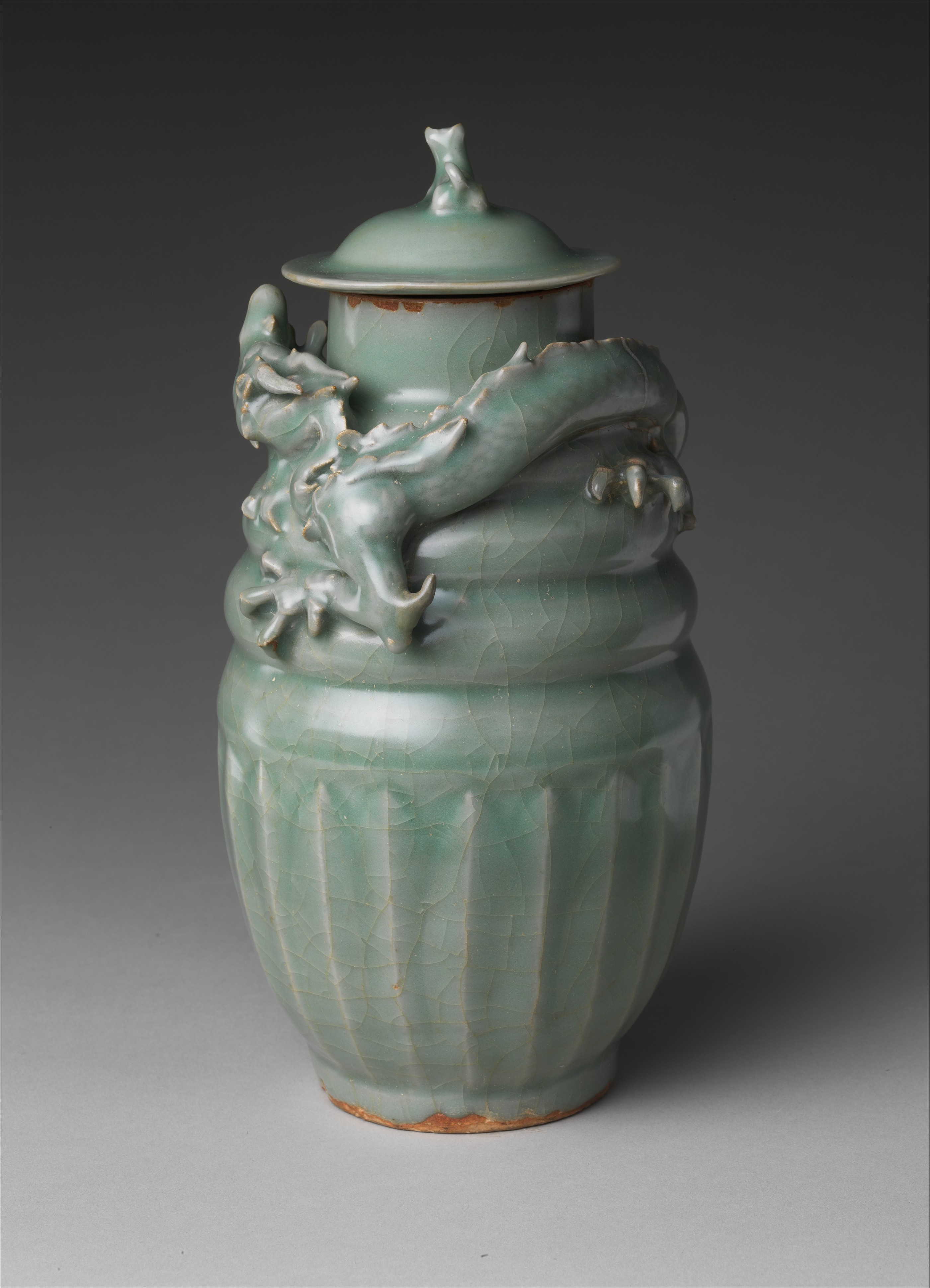
Gerra funerària amb drac. Porcellana amb vidrat celadont. Segle XI-XII. Dinastia Song. Metropolitan Museum of Art.

### Porcellanes de la dinastia Yuan
Les porcellanes amb un esmalt de colors o una decoració de colors no eren habituals a la Xina abans de la dinastia Yuan (1279–1368). La porcellana blanca monocroma i el celadó verd eren els principals productes consumits i apreciats al mercat intern xinès abans del segle XIV. De fet, en un inici, les porcellanes blanc-i-blaves i multicolors es van considerar "extremadament vulgars". La dinastia Yuan (1279–1368), establerta pels conqueridors mongols, va ser l'època en què hi va haver un progrés en la porcellana de colors, amb la coloració de l'esmalt i els dissenys que es van desenvolupar més al llarg de les dinasties Ming (1368–1644) i Qing (1644–1644). Els pigments utilitzats es basaven en tres colorants de metalls de transició, cobalt, ferro i coure. La pintura sota esmalt, la pintura sobreesmaltada, l'esmalt de colors i la combinació de les tres eren les principals tècniques utilitzades per a la decoració de ceràmica. La dinastia mongol Yuan va impulsar el moviment d'artistes de tota mena al voltant de l'Imperi mongol, que en ceràmica va aportar una gran influència estilística i tècnica del món islàmic en forma de porcellana blava i blanca, amb pintura sota esmalt en cobalt. Aquesta ha estat descrita com la "última gran innovació en tecnologia ceràmica".

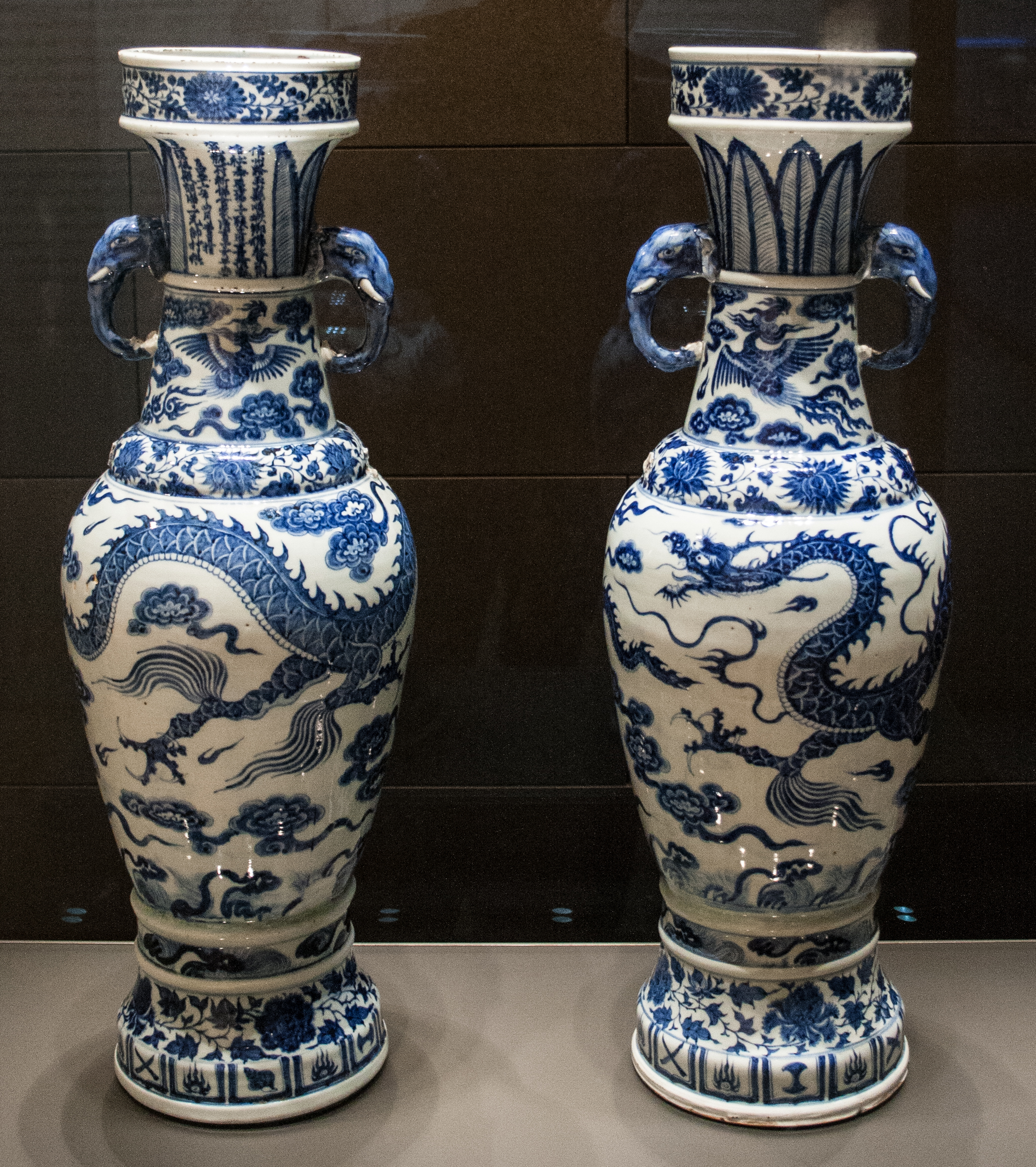
Gerros David. Porcellana blanc-i-blava. 1351. Dinastia Yuan

La ceràmica blanc-i-blava es va originar a Iraq el segle IX, i era molt apreciada al món islàmic, dècades després d’obrir-se la ruta marítima entre Iraq i la Xina. La porcellana amb decoració blava i blanca es va fer servir per primera vegada a la Xina al segle XIV, després que el pigment de cobalt per al blau es comencés a importar de Pèrsia. Un dels primers llocs on es va començar a elaborar porcellana blanc-i-blava va ser Jingdezhen, que està a prop dels jaciments de petuntse de millor qualitat. Al segle XIV s'havia convertit en el major centre de producció de porcellana xinesa.

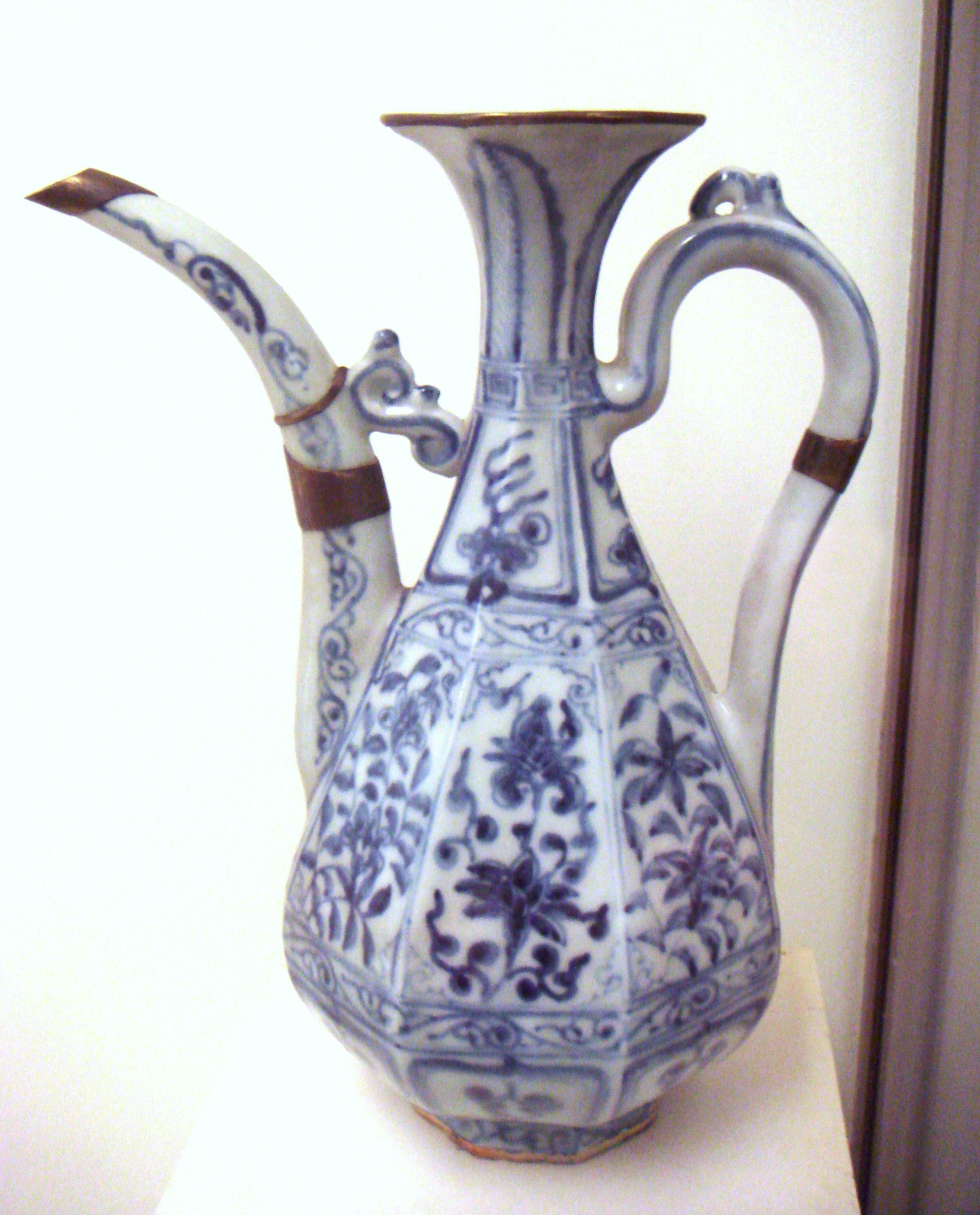
Porcellana blanc-i-blava de Jingdezhen. c. 1335. Forma d’inspiració islàmica.

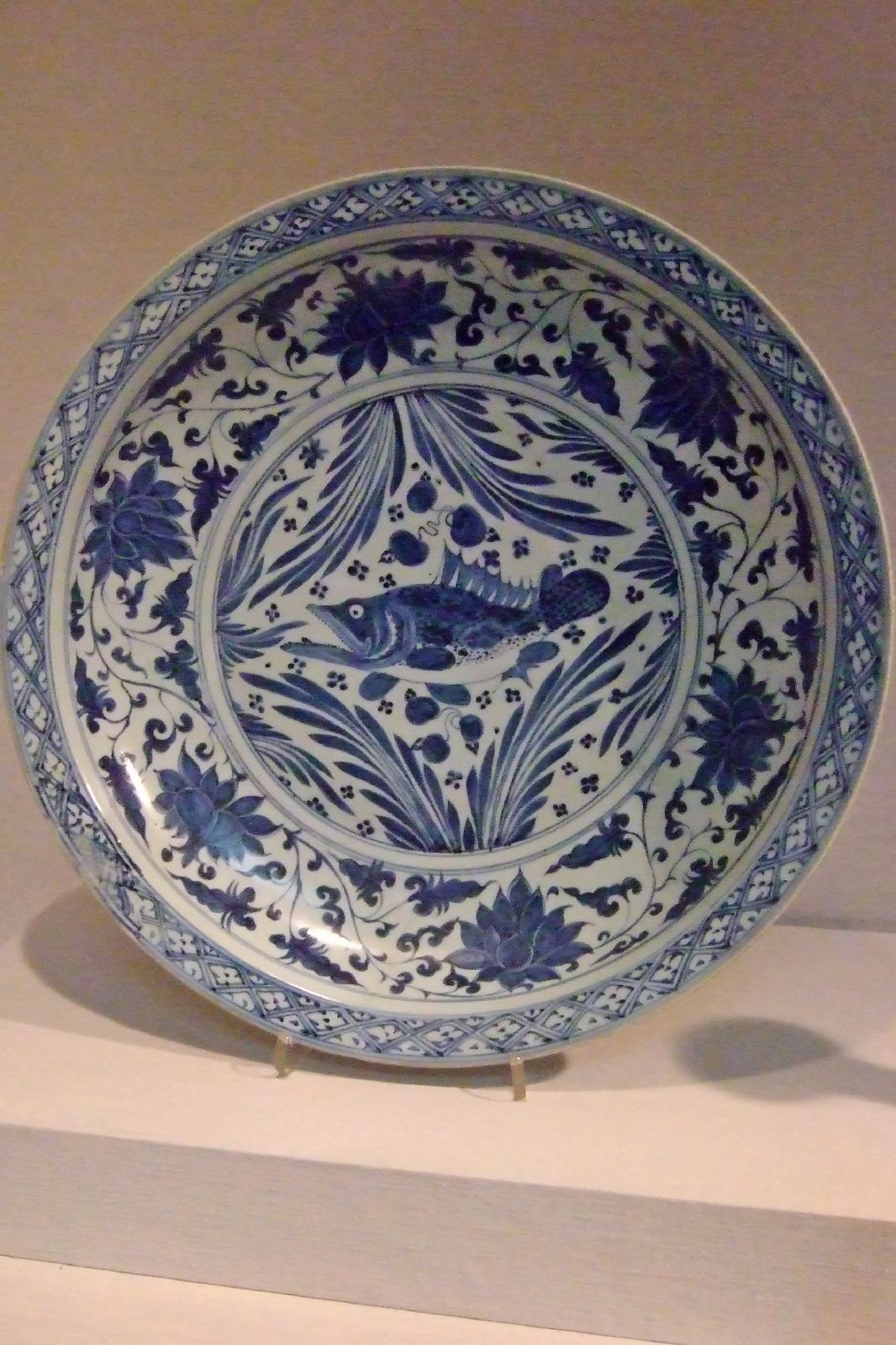
Plat decorat amb peix. Porcellana pintada amb blau cobalt. Segle XIV. Dinastia Yuan. Metropolitan Museum of Art.

Aquest desenvolupament es va deure a la combinació de tècniques xineses i el comerç islàmic. La nova mercaderia va ser possible gràcies a l'exportació de cobalt de Pèrsia (anomenat Huihui qing, 回回青, "blau islàmic" o "blau musulmà"), combinat amb la qualitat blanca translúcida de la porcellana xinesa, derivada del caolí.
La porcellana blanc-i-blava es va desenvolupar sota la dinastia Yuan, que es basava majoritàriament en l'art islàmic, encara que els motius animals i vegetals basats en la tradició xinesa es van mantenir. Inicialment es van fer principalment per a l'exportació, però es van fer acceptables a la cort i als compradors interns de ceràmica fina. Els mercats d'exportació van acceptar fàcilment l'estil, que s'ha continuat produint des d'aleshores.

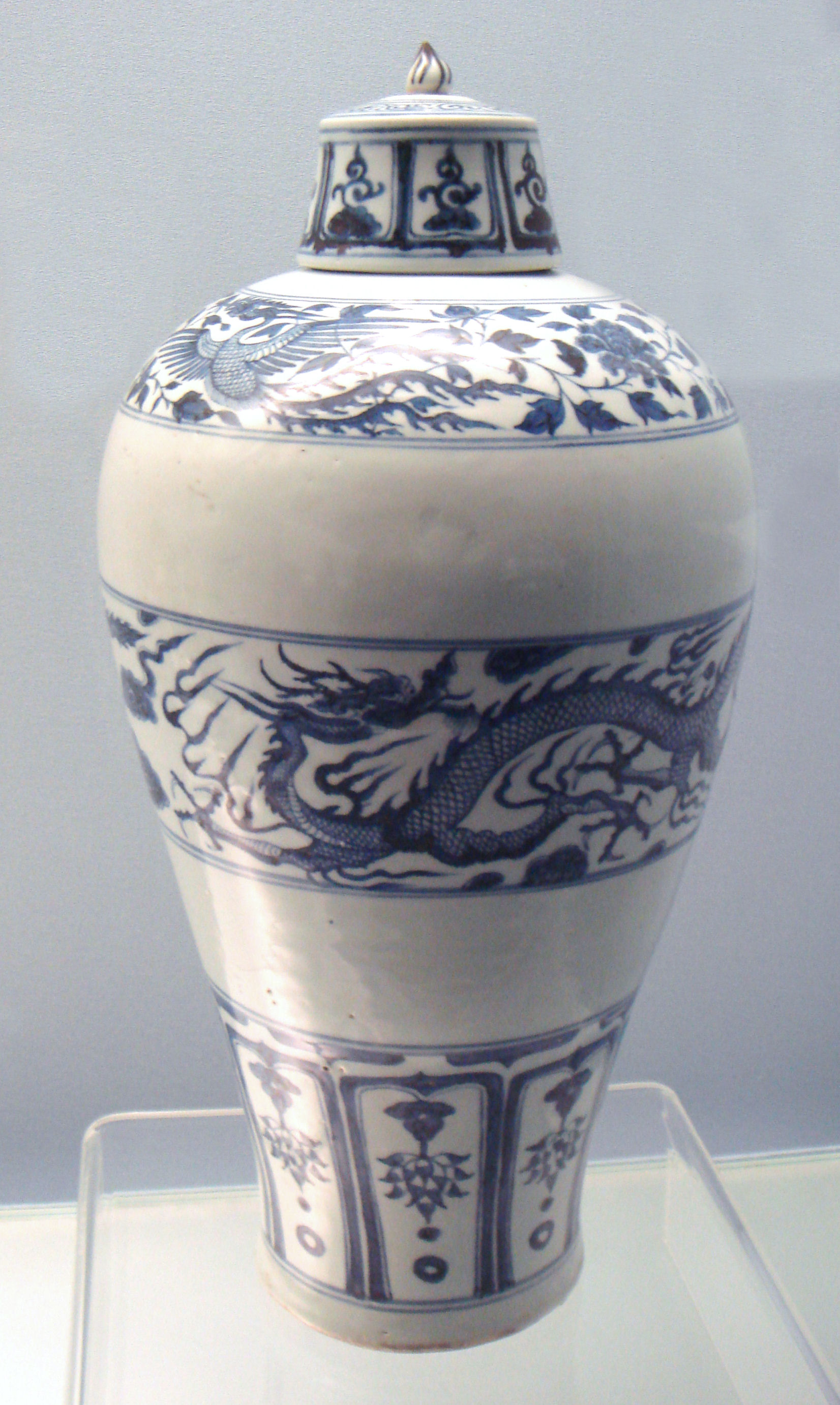
Gerro blanc-i-blau. Dinastia Yuan. Jingdezhen, Jiangxi

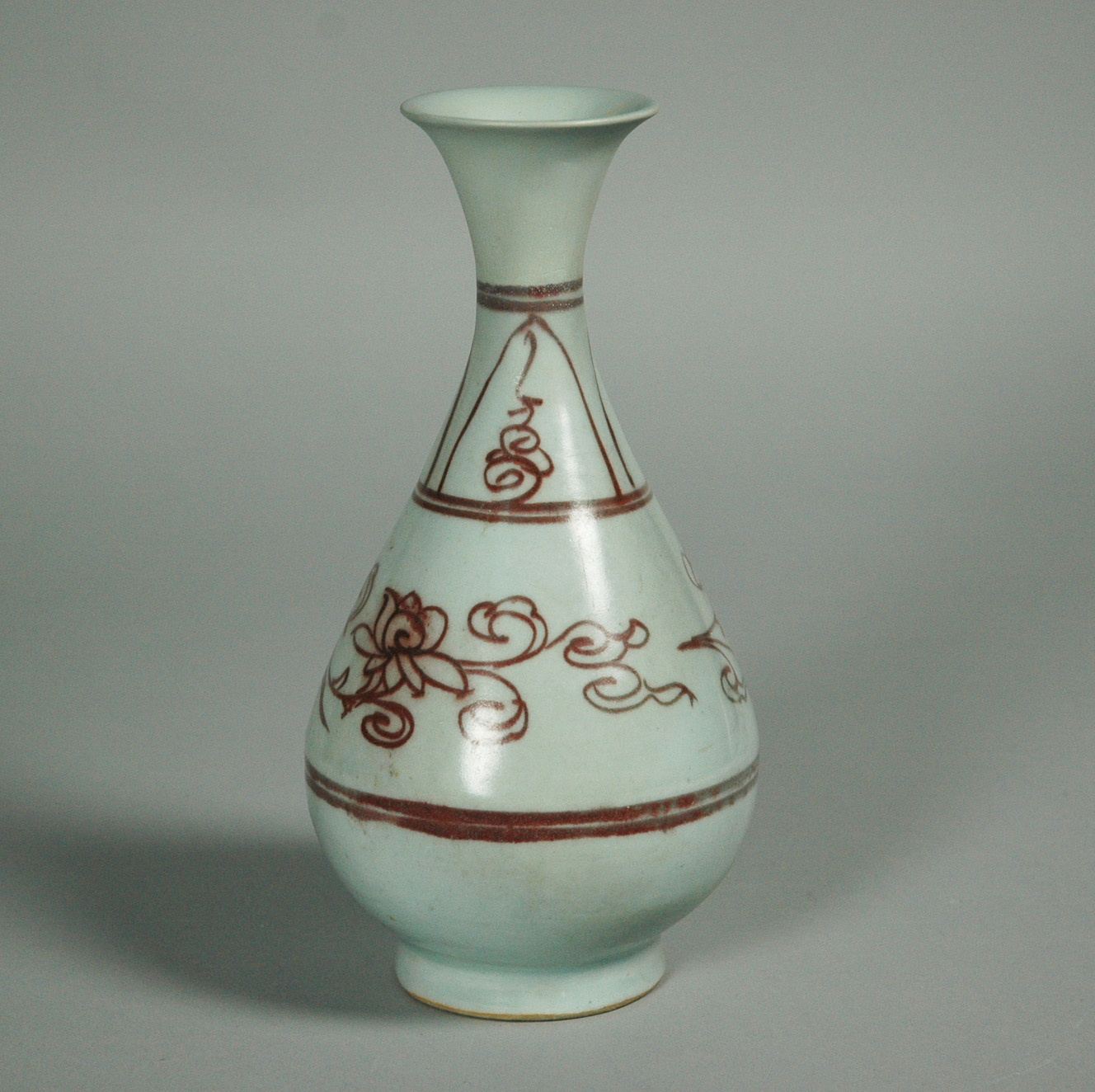
Gerro amb peònies. Porcellana pintada amb vermell coure. Segle XIV. Dinastia Yuan. Metropolitan Museum of Art.

També es va fer servir el vermell coure a la porcellana del període Yuan. Tanmateix, el coure era difícil d'utilitzar i va resultar molt més volàtil que altres pigments. Els vermells de coure durant el període Yuan encara era molt "experimental". Era difícil aconseguir un vermell brillant amb una bona definició del patró en comptes d'un efecte esvaït.

### Porcellanes de la dinastia Ming
Les porcellanes de la Dinastia Ming (1368-1644) van arribar a la perfecció formal i decorativa, i van tenir tant de prestigi a Europa que la paraula “Ming” va ser sinònim de qualsevol porcellana fabricada a Xina abans del segle xx. Algunes de les porcellanes produïdes a aquest període poden ser considerades de les més belles de totes les ceràmiques xineses. Les porcellanes blau cobalt de la dinastia Yuan es van refinar fins a les famoses porcellanes blanc-i-blaves de la dinastia Ming. Es considera que la claredat i l'elegància úniques de la porcellana blanc-i-blava representen el màxim assoliment de l'art i l'artesania xinesa.

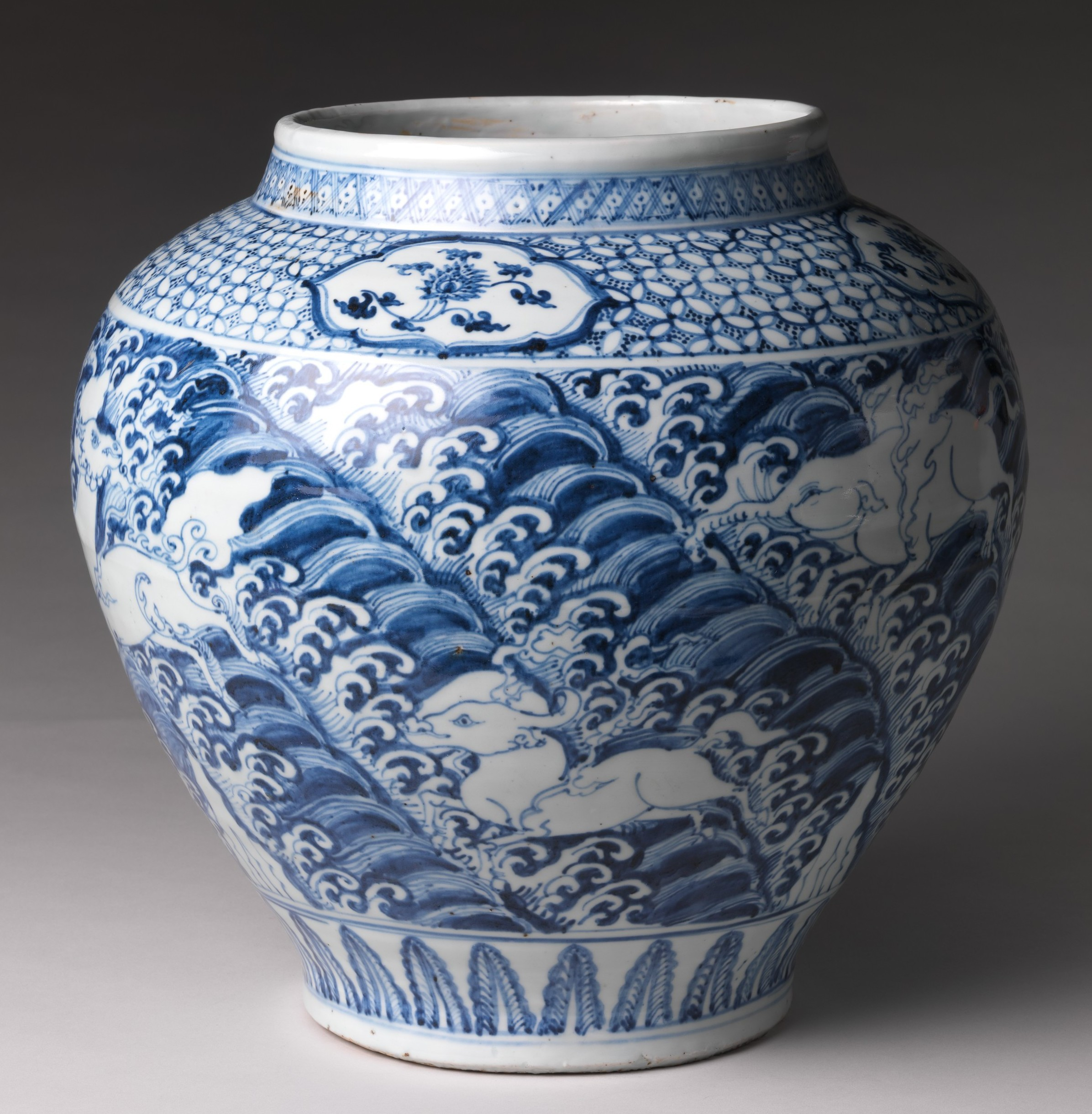
Gerra amb drac. Porcellana pintada amb cobalt blau sota vidrat blanc traslúcid. 1426-35. Dinastia Ming. Metropolitan Museum of Art.

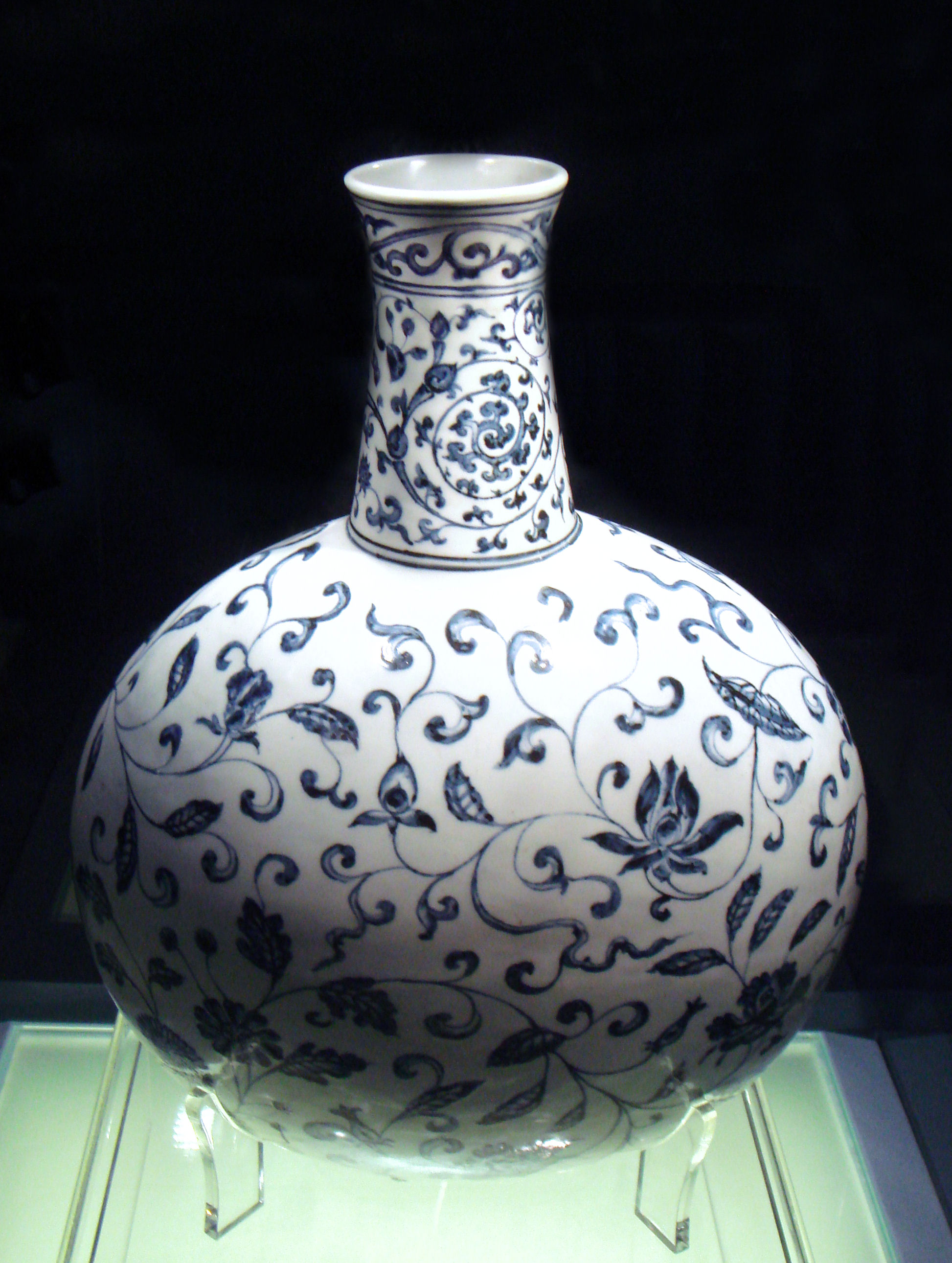
Gerro de porcellana blanc-i-blava. Jingdezhen. Dinastia Ming, període Yongle (1403-1424).

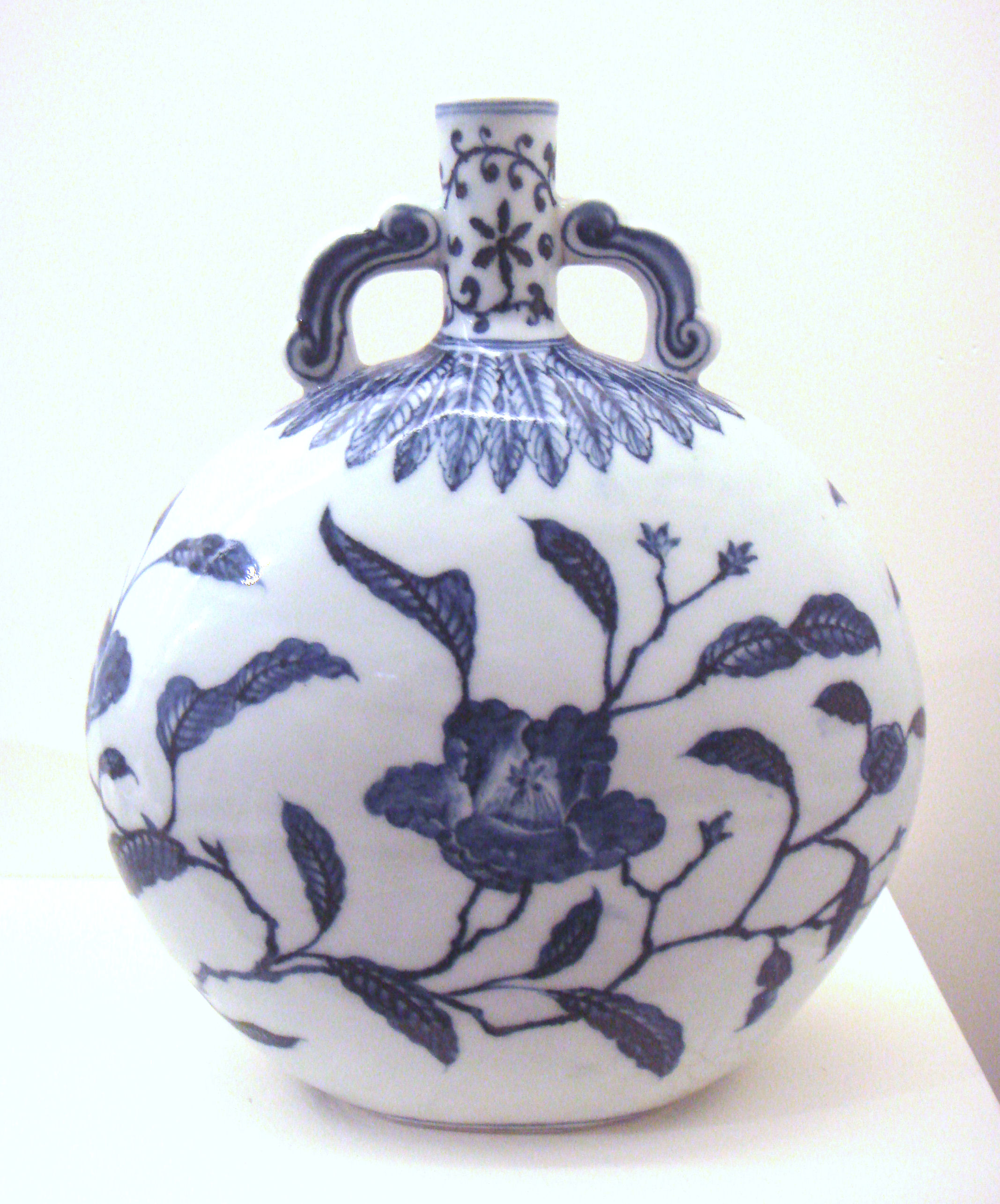
Flascó de porcellana blanc-i- blava. Jingdezhen. Dinastia Ming, període Yongle (1403-1424).

La dinastia Ming va viure un període extraordinari d'innovació en la fabricació de porcellana. Es van investigar noves tècniques de disseny i formes, mostrant una predilecció pel color i el disseny pintat, i una obertura a les formes estrangeres, com les islàmiques. En aquest segle es van fer una sèrie d'experiments combinant el blau tant amb pintura sota esmalt com amb pintura sobreesmaltada.

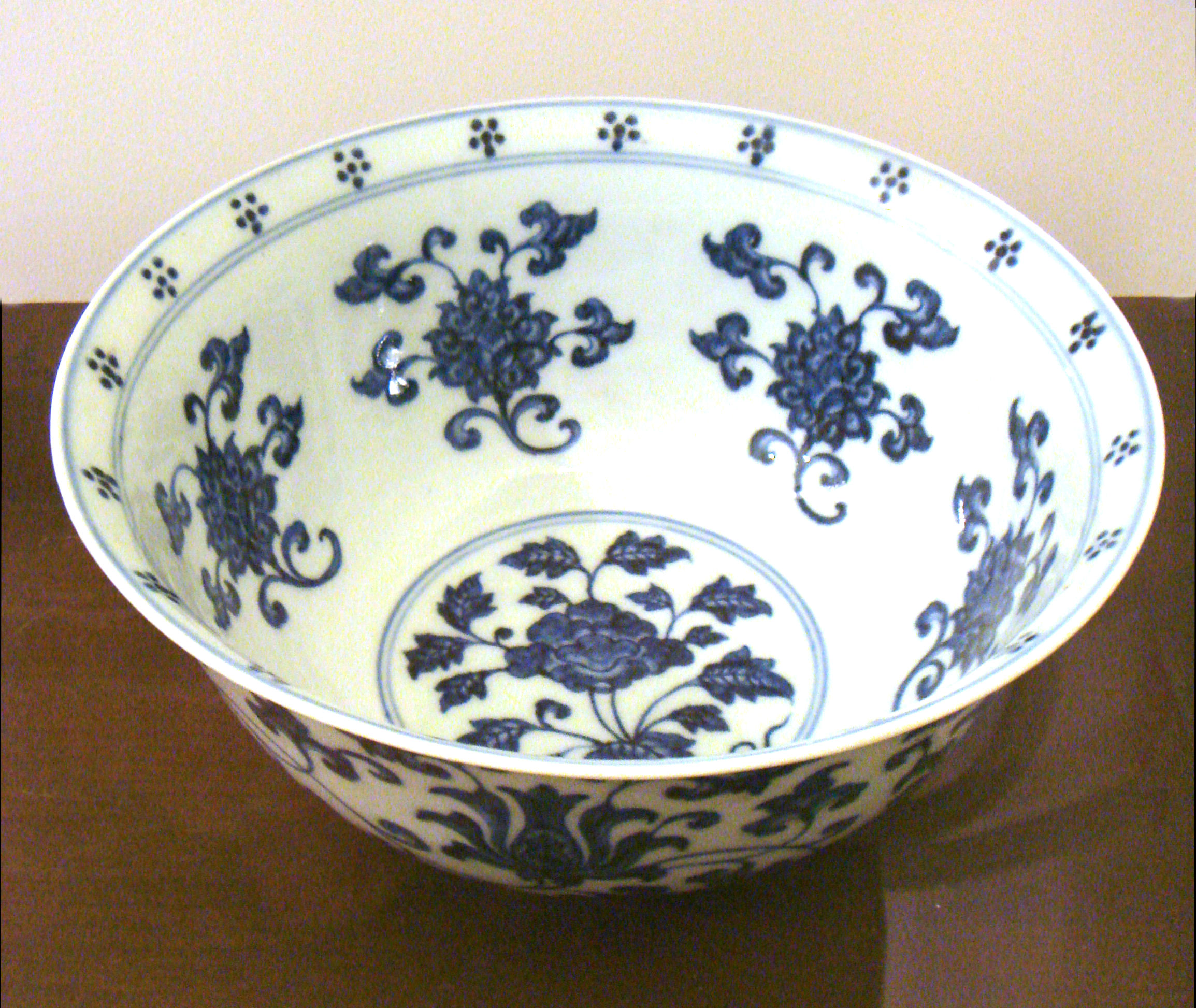
Bol de porcellana blanc-i-blava. Dinastia Ming, període Xuande (1426-1435).

Durant el període Xuande (1426-1435), es va introduir un refinament tècnic en la preparació del cobalt utilitzat per a la decoració blava sota l'esmalt. Abans d'això, el cobalt havia estat de color brillant, però amb tendència a sagnar durant la cocció; afegint manganès el color era   més apagat, però la línia més nítida. La porcellana Xuande es considera ara una de les millors de la dinastia Ming.
Algunes porcellanes blanc-i-blaves del segle XVI es van caracteritzar per influències islàmiques, com la porcellana sota l'emperador Zhengde (1506–1521), que de vegades portava escriptura persa i àrab, a causa de la influència dels eunucs musulmans que servien a la seva cort.

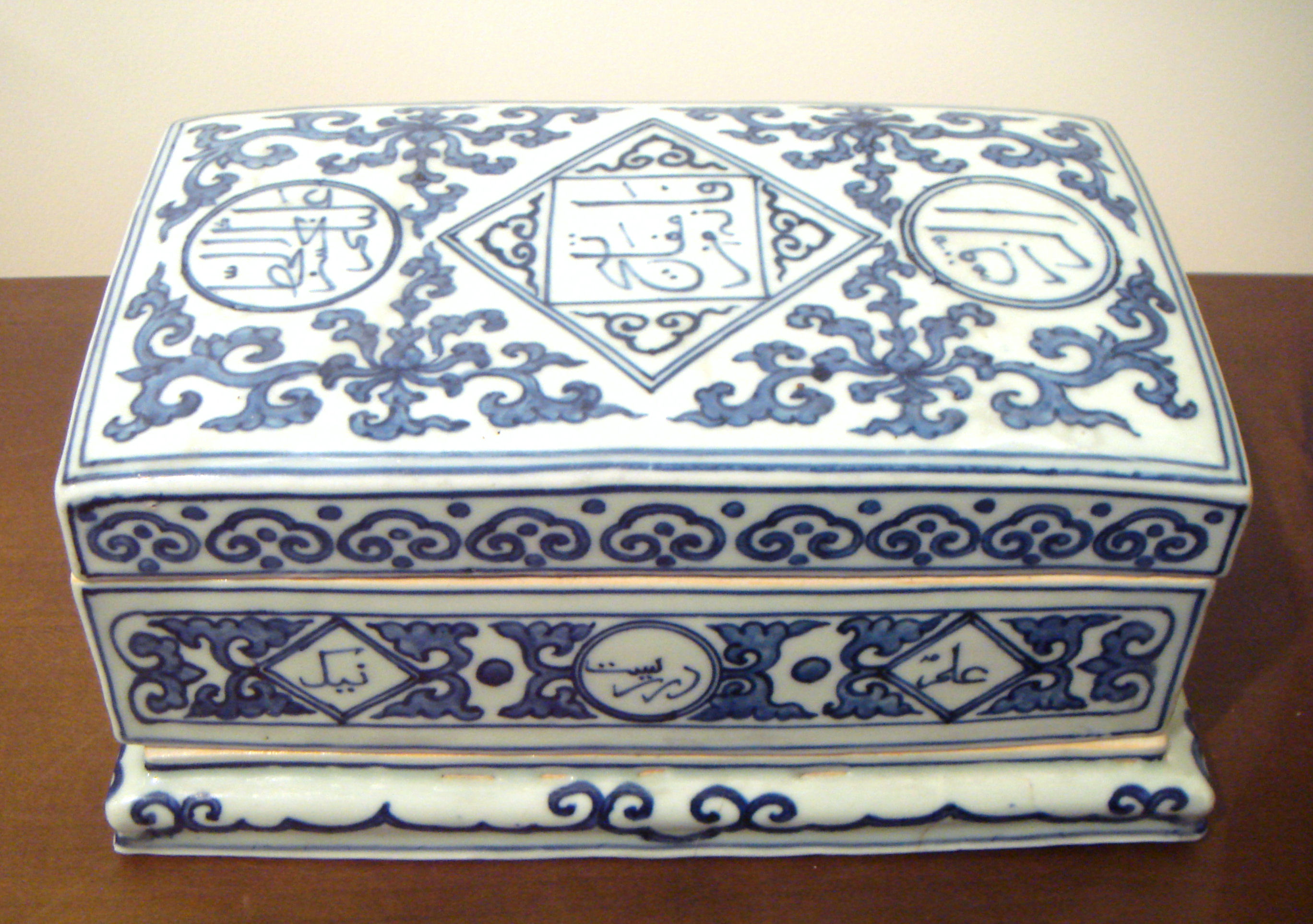
Caixa de porcellana blava i blanca, amb inscripcions perses i àrabs. Dinastia Ming, període Zhengde (1506-1521).

A finals de segle, s'havia desenvolupat un gran comerç de porcellana d'exportació xinesa amb Europa i s'havia desenvolupat l'anomenat estil de porcellana Kraak. Aquest va ser, segons els estàndards xinesos, un estil bastant de baixa qualitat però vistós, generalment blanc-i-blava, que es va fer molt popular a Europa.
Durant el terç final del segle xv, en el regnats de Chenghua (1465-1487) i Hongzhi (1488-1505), les porcellanes xineses arriben al més alt grau de refinament, i molts les consideren les millors a nivell artístic, ja que encara que hi va haver un perfeccionament tècnic durant la dinastia Qing, artísticament eren una mica més mecàniques. Hi va haver un major refinament de les matèries primeres i una millor preparació. El fet que tingués tan poca impuresa de ferro va donar lloc a un material corporal més blanc. També es va produir un lleuger ajust en la composició, amb l'augment de la proporció de caolí a pentutze, de manera que es pogués coure a temperatura lleugerament més alta que les porcellanes anteriors i, per tant, estava més vitrificada. La decoració esmaltada també va ser perfeccionada.

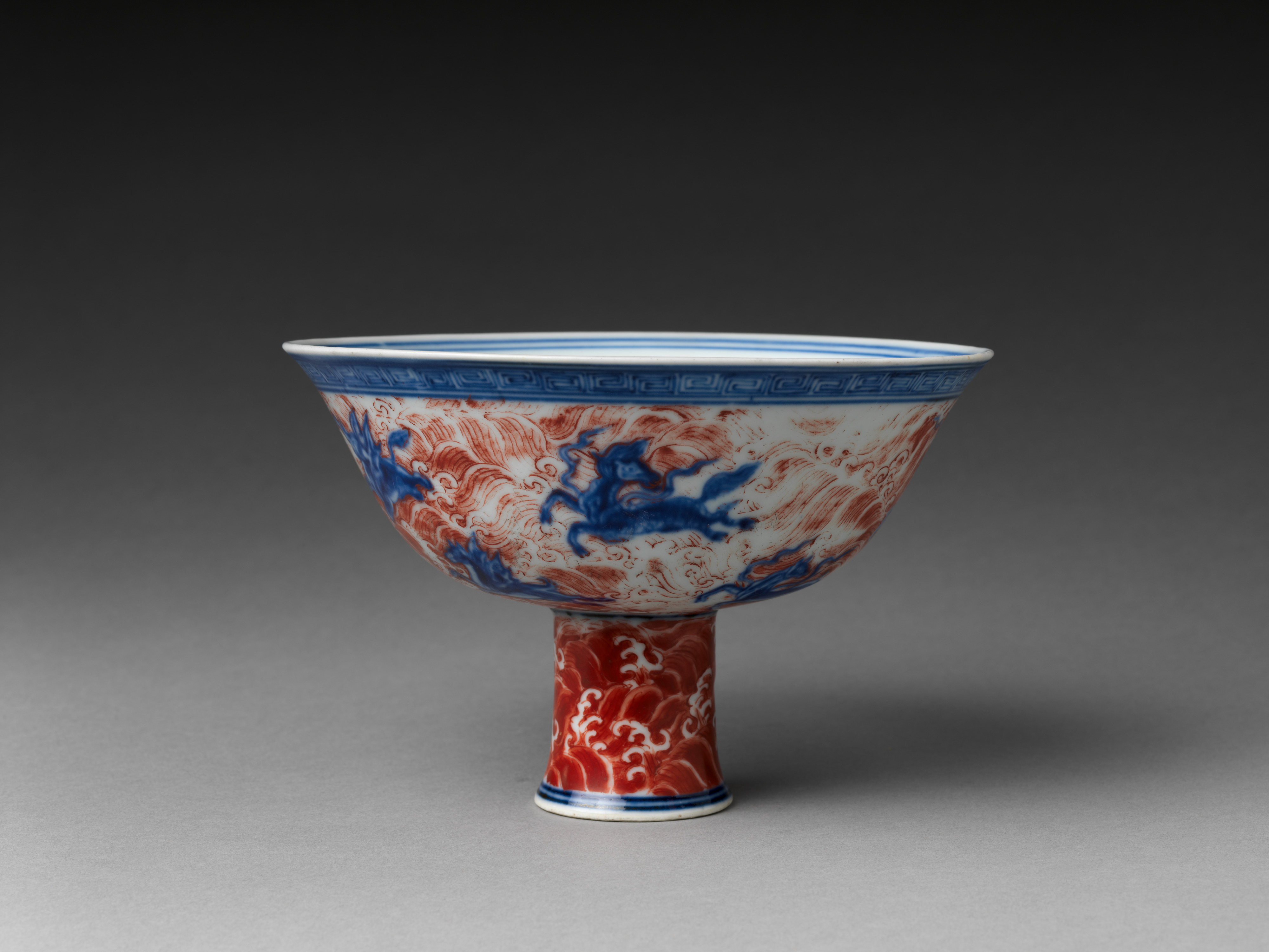
Bol d'altar amb animals alats entre onades. Porcellana pintada amb blau cobalt sota i esmalt vermell sobre esmalt transparentDinastia Ming, període Chenghua (1465–87). Jingdezhen

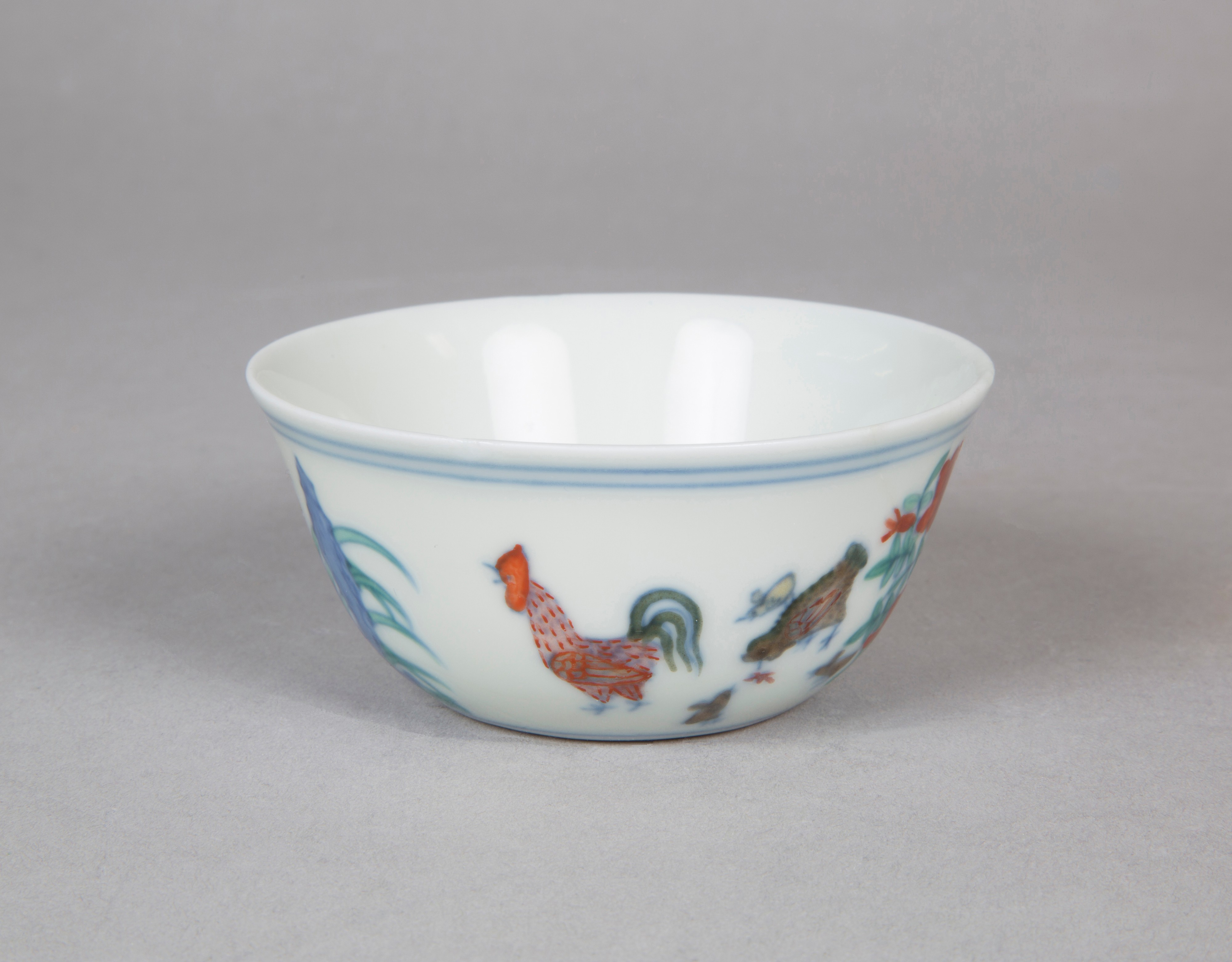
Tassa amb gall. Porcellana pintada en blau cobalt i esmalt de color (doucai). Dinastia Ming, període Chenghua (1465–87). Jingdezhen

Durant la dinastia Ming es van desenvolupar dues tècniques de porcellana amb esmaltats de diferents colors: la Doucai i la Wucai.

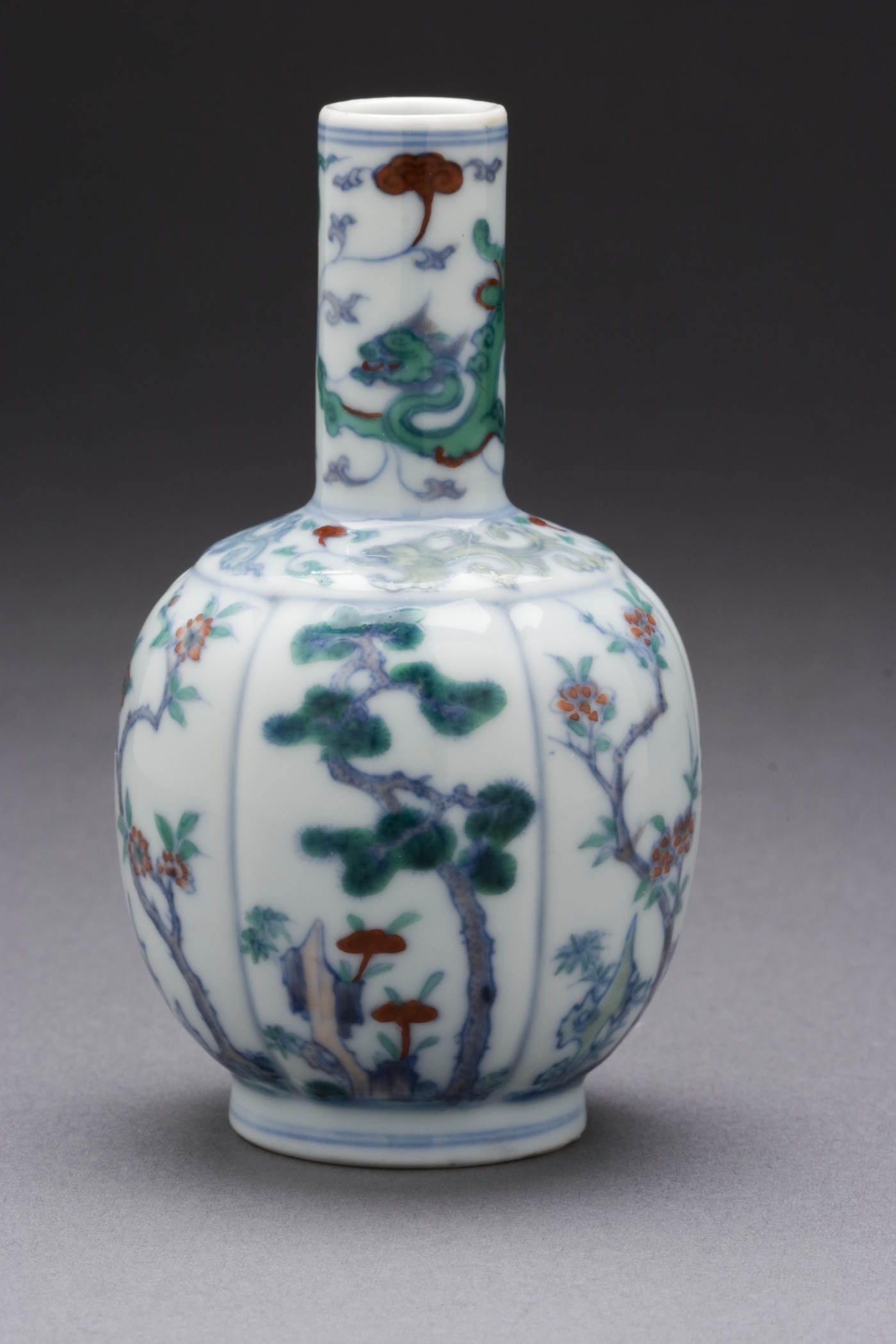
Gerro amb decoració d'esmalt pintat (Doucai)

Doucai (斗彩) és una tècnica en la pintura de porcellana xinesa, on parts del disseny i alguns contorns es pinten en blau sota l’esmaltat, i la peça s'esmalta i es cou. A continuació, la resta del disseny s'afegeix en esmalts de sobreesmalt de diferents colors i la peça es torna a coure a una temperatura més baixa d'uns 850 °C a 900 °C. L'estil va començar al segle XV sota la dinastia Ming a les fàbriques imperials de Jingdezhen, i les seves millors porcellanes provenen del regnat de l'emperador Chenghua.

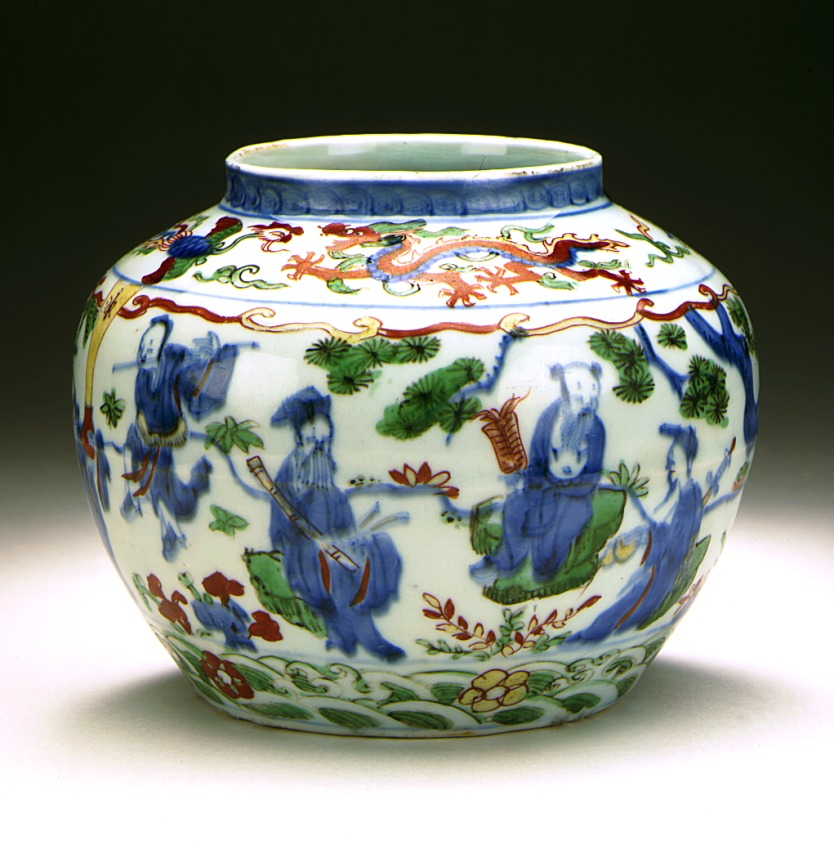
Pot Wucai amb els vuit immortals, regnat Wanli, 1573–1620

Wucai (五彩, "Cinc colors") és un estil de decoració de porcellana xinesa blanca en una gamma limitada de colors. Normalment s'utilitza blau cobalt sota l’esmalt per al contorn del disseny i algunes parts de les imatges, i després la peça es vidria i es cou. A continuació, s'afegeixen els esmalts sobreesmaltats de diferents colors (vermell, verd i groc) i la peça es torna a coure a una temperatura més baixa d'uns 850 °C a 900 °C. Té els seus orígens en la tècnica doucai. La distinció habitual feta amb el doucai, que també combina el blau sota l’esmalt amb esmalts sobreesmaltats en altres colors, és que en el wucai només algunes parts del disseny inclouen el blau, i aquests cobreixen àrees més àmplies, i sovint es pinten més aviat lliurement.

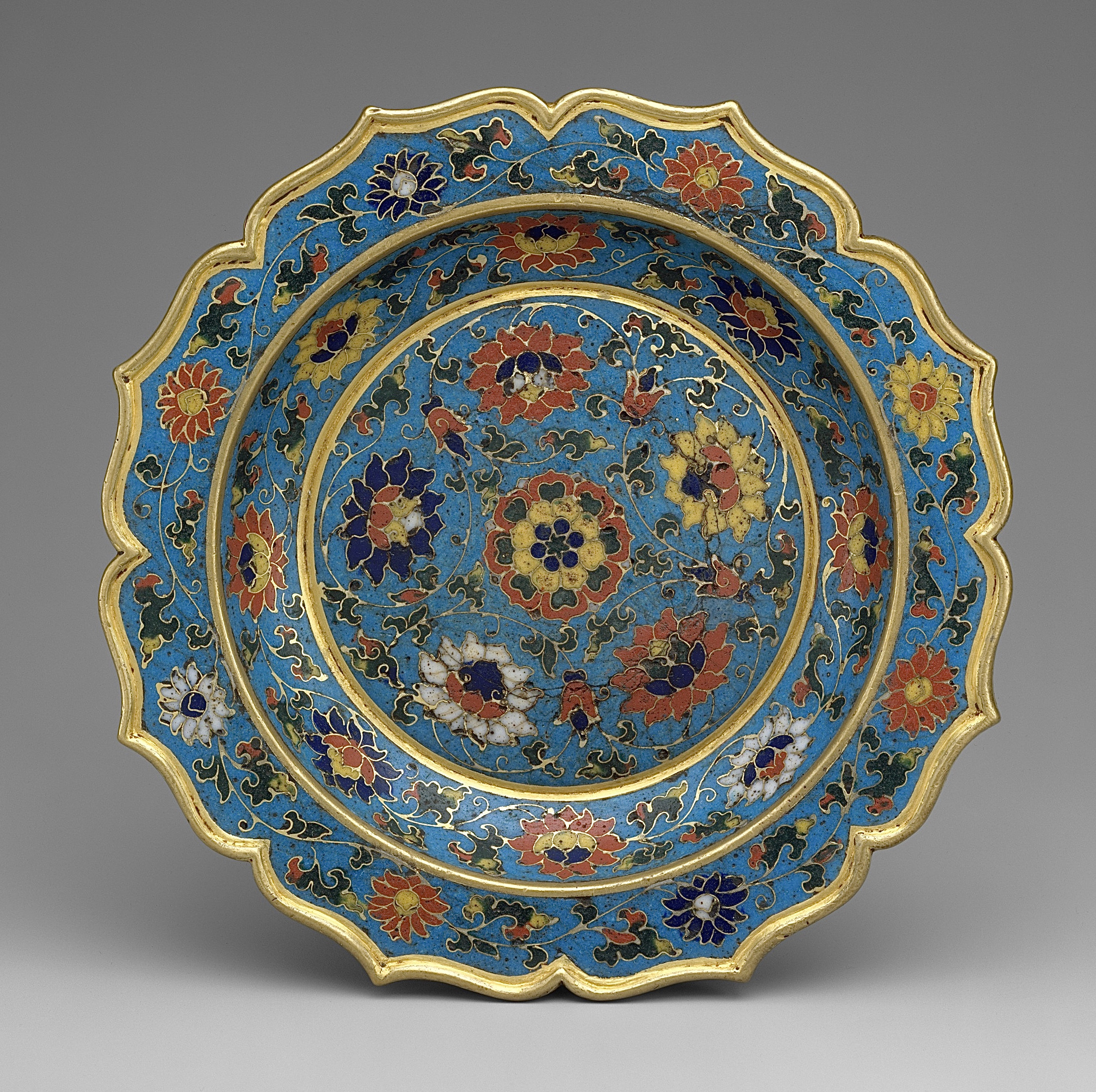
Plat amb decoració esmaltada amb tècnica cloisonné. Dinastia Ming, període Chenghua

Una altra tècnica d’esmaltat de colors de la porcellana xinesa va ser la del cloisonné.  L'esmalt alveolat o cloisonné és una antiga tècnica originada al Pròxim Orient per a decoració d'objectes metàl·lics i posteriorment l'esmalt vidriat. Des de Bizanci o el món islàmic la tècnica va arribar a la Xina als segles XIII-XIV. Les porcellanes xineses amb tècnica cloisonné més elaborades i preuades són de començaments de la dinastia Ming, especialment els regnats de l'emperador Xuande.

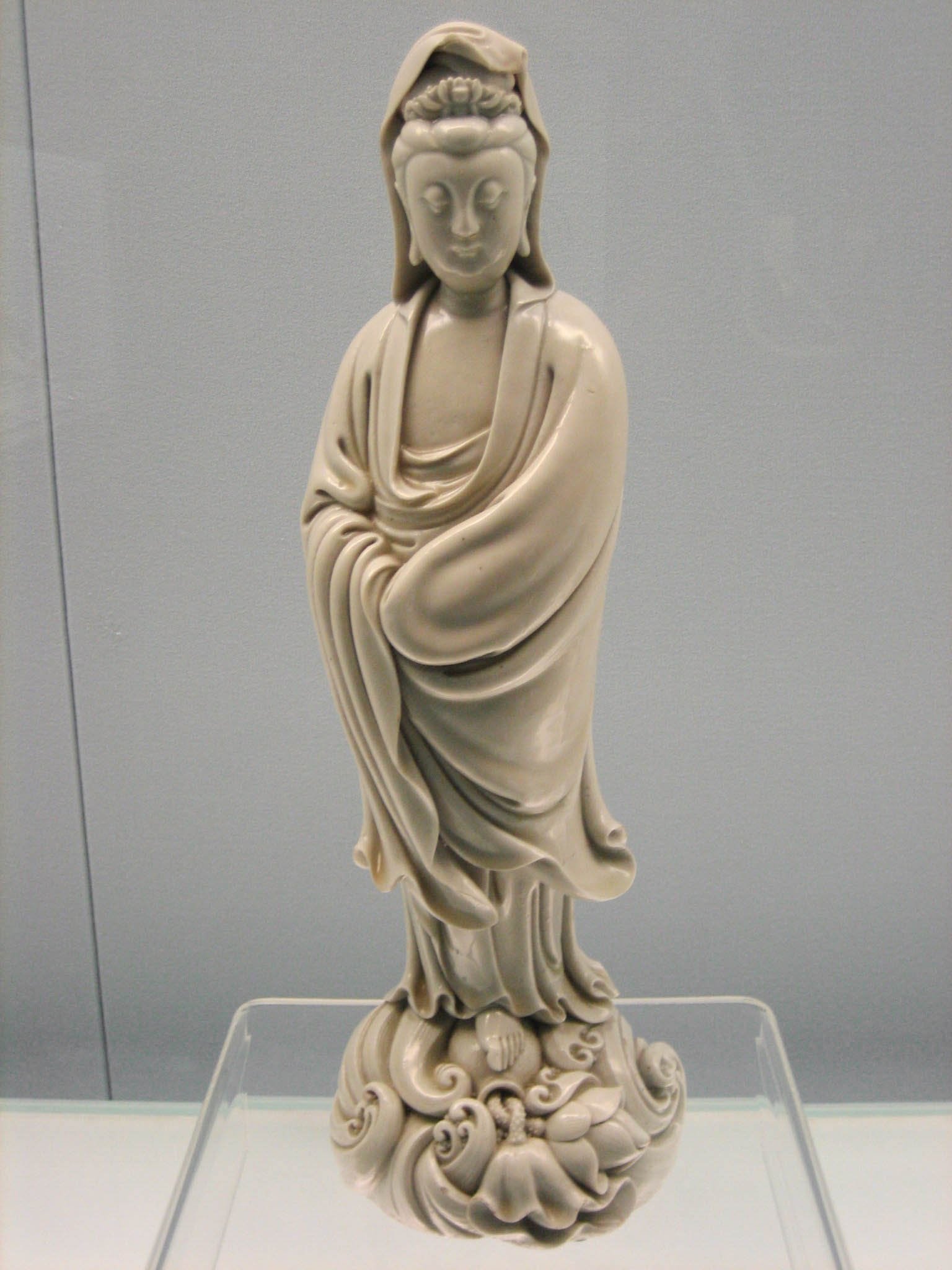
Estàtua de Guanyin. Blanc de Chine. Dinastia Ming. Shanghai Museum.

Una altra innovació de la porcellana a la dinastia Ming va ser l’anomenat Blanc de Chine (Blanc de la Xina). És un tipus de porcellana blanca feta a Dehua, a la província de Fujian. La característica especial de la porcellana Blanc de Chine és el molt baix percentatge d'òxid de ferro, permetent que es cogui en una atmosfera oxidant a un color ivori clar o blanc càlid. Es feien molts tipus de figures, gerres, copes i bols amb el Blanc dde la Xina. Es van fer figures budistes i taoistes, com figures de Guanyin, Maitreya i Luohan. Guanyin, la deessa de la Misericòrdia, es reverenciava especialment a Fujian i hi ha nombroses figures que la representen.
Després d’haver arribat al més alt nivell tècnic i artístic durant el període Chenghua, el nivell es va estancar al primer terç del segle XVI a l’era Zhengde (1506-1521). Les porcellanes del regne de l’emperador Jiajing (1522-1566) van baixar encara més en qualitat, i poques es poden comparar amb les de finals del segle XV.

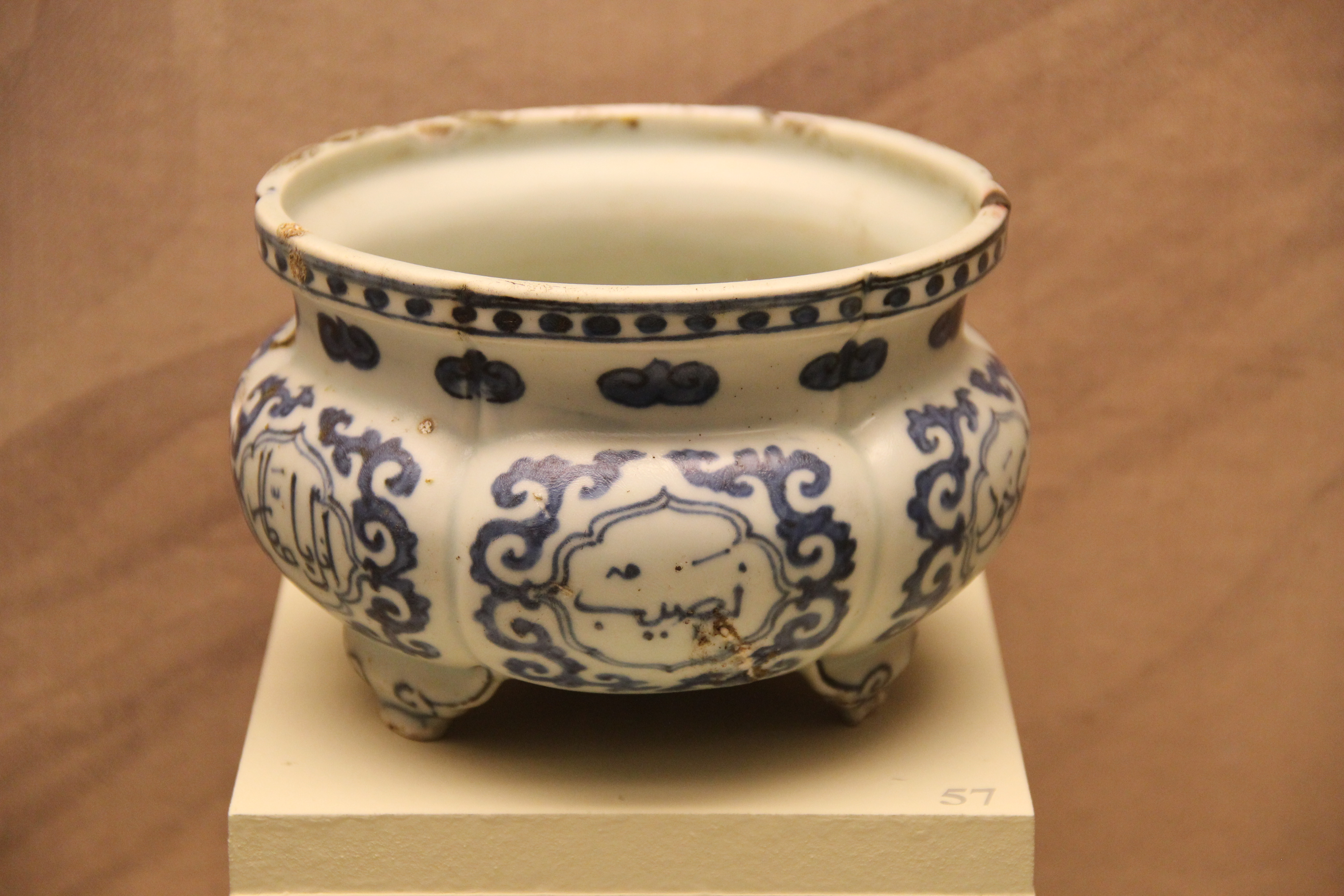
Porcellana de Jingdezhen. Dinastia Ming. Regne de Zhengde

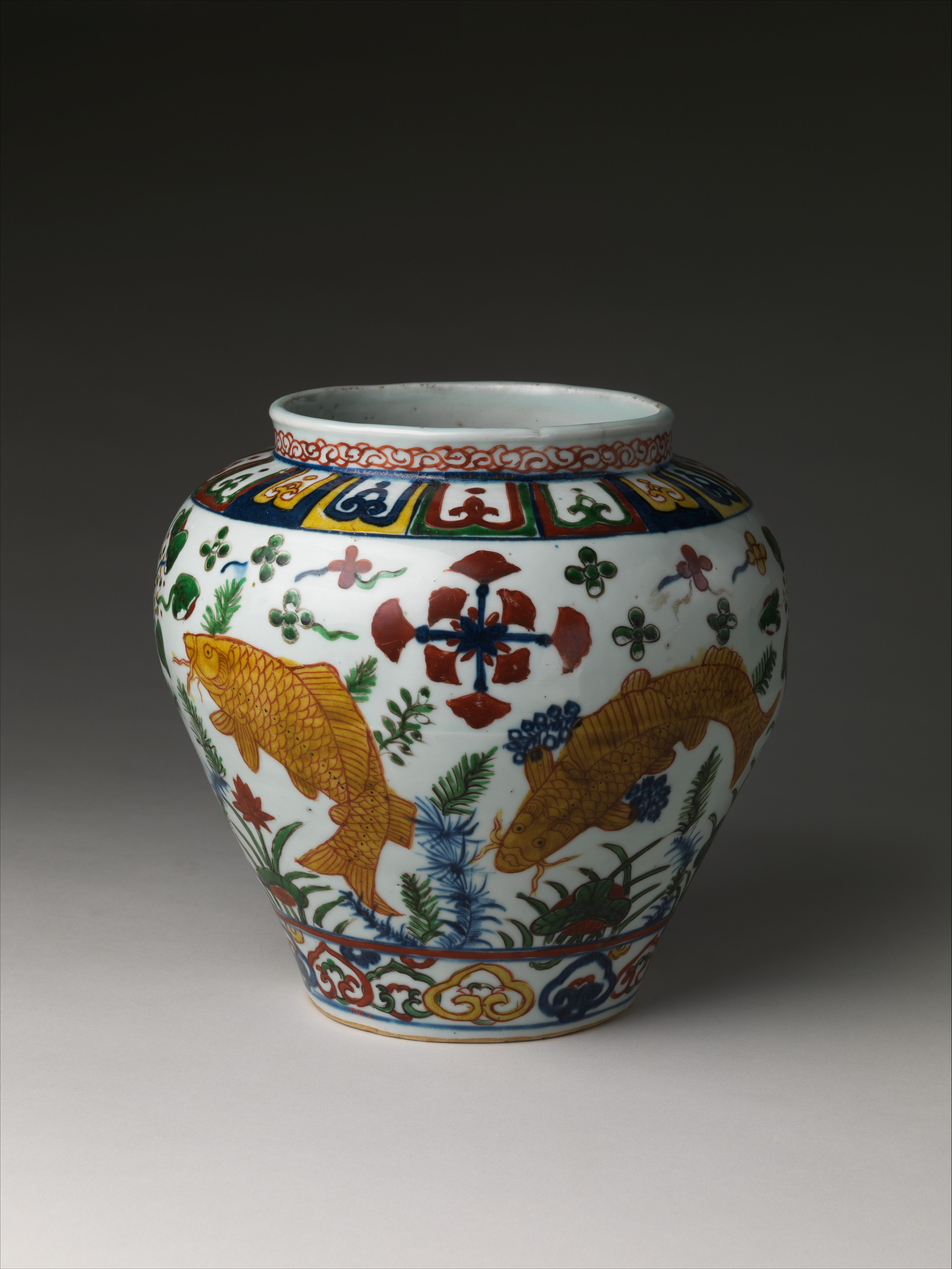
Gerra wucai amb carpes i lotus.Dinastia Ming, periode Jiajing (1522–66). Jingdezhen

El deterior de la qualitat de la porcellana Ming es va incrementar amb els regnes dels emperadors Longqing (1567-1572) i de Wanli (1573-1620). Les enormes demandes de la cort i el comerç d’exportació van pagar el peatge de pitjors mà d'obra i matèries primeres.
A la dècada de 1640, les rebel·lions a la Xina i les guerres entre la dinastia Ming i els manxús van danyar molts forns, i el 1656–1684 el nou govern de la dinastia Qing va aturar el comerç tancant els seus ports. Les exportacions xineses gairebé van cessar i es necessitaven altres fonts per satisfer la continua demanda eurasiàtica de blau i blanc. Al Japó, els refugiats terrissers xinesos van poder introduir tècniques de porcellana refinada als forns d'Arita al Japó.

### Porcellanes de la dinastia Qing
La dinastia Qing va produir estils de porcellana molt variats, desenvolupant moltes de les innovacions dels Ming. L'àrea més notable de la innovació contínua va ser l'augment de la gamma de colors disponibles, principalment en esmalts sobreglaçats. Es va desenvolupar un comerç molt important de porcellana d'exportació xinesa amb Occident.

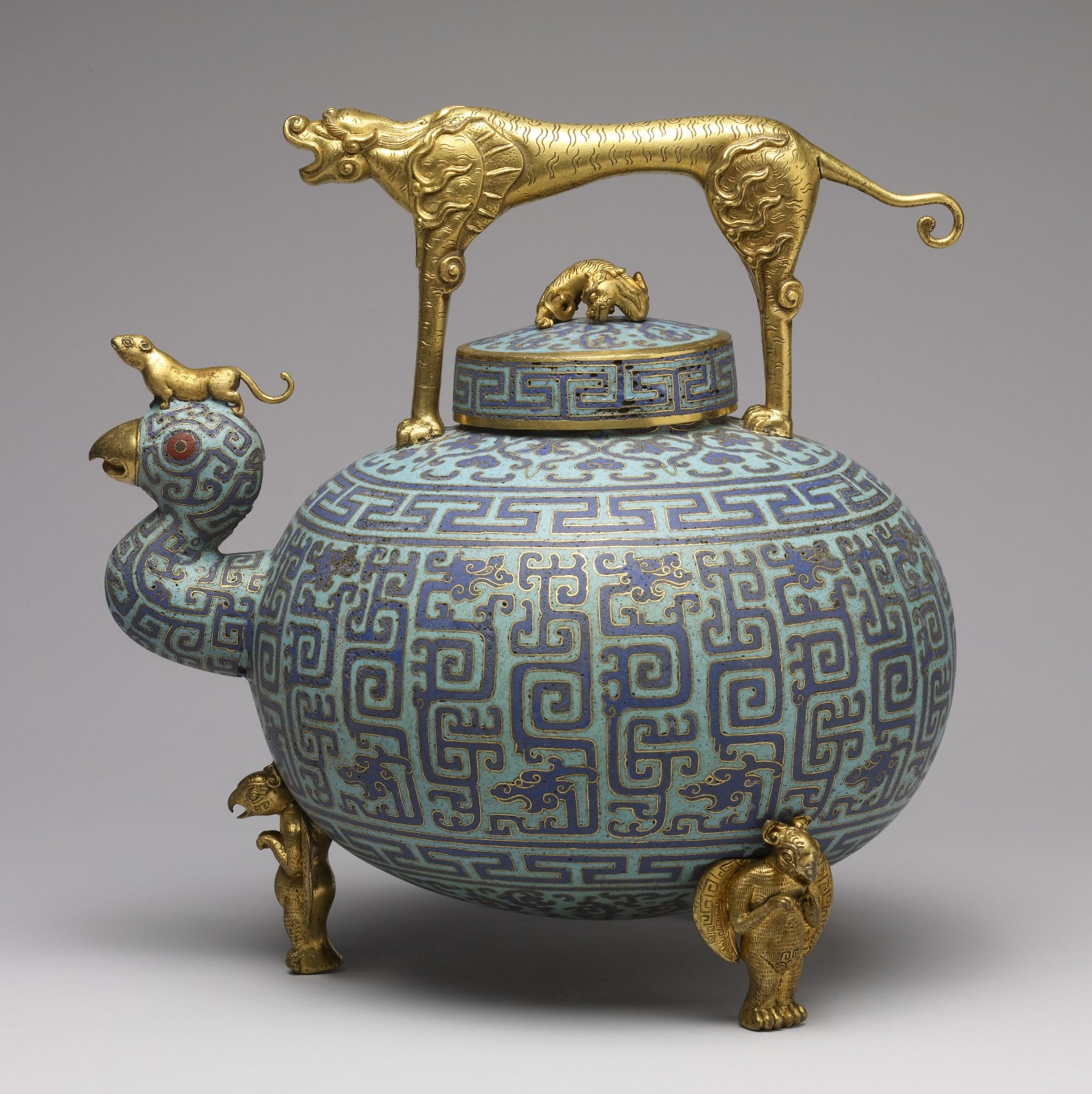
Pot de vi esmaltat modelat a l'estil de bronze antic. Dinastia Qing

El gust de la cort era molt eclèctic, encara afavorint les porcellanes monocromes, que ara utilitzaven una àmplia gamma de colors brillants d'esmalt. Els efectes especials de vidrat eren molt apreciats; se'n van desenvolupar de nous i es van imitar amb gran habilitat els models clàssics dels Song. Però ara la cort acceptava porcellanes amb escenes pintades en blanc-i-blau i les noves paletes policromades brillants. Els estàndards tècnics a Jingdezhen eren notablement alts, tot i que van caure una mica a mitjans del segle XIX. La decoració, i de vegades les formes, es van tornar cada cop més elaborades, i en general es considera que el període Ming és superior al Qing.

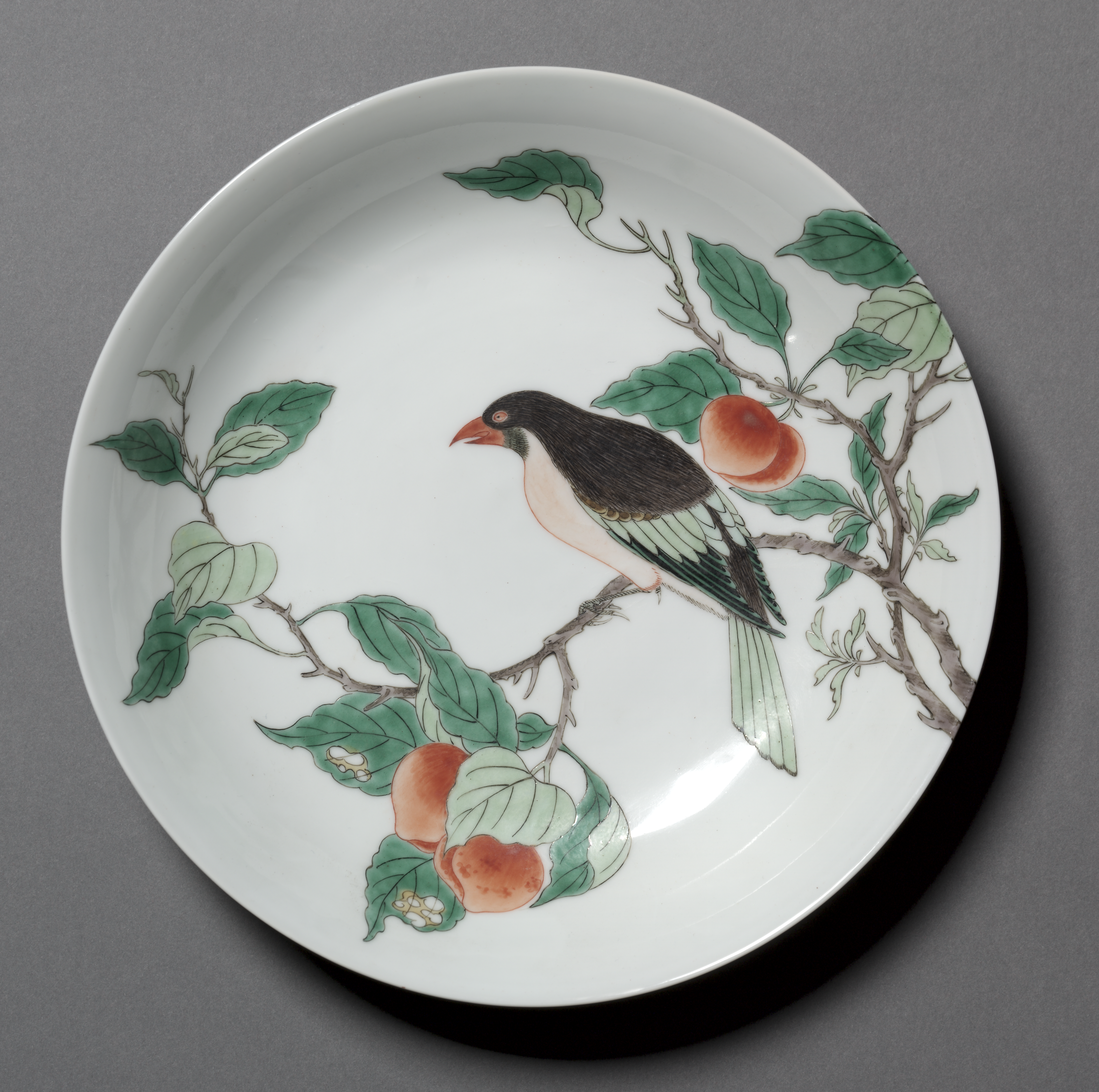
Plat amb ocell a branca de presseguer, famille verte, regne Kangxi, porcellana Jingdezhen

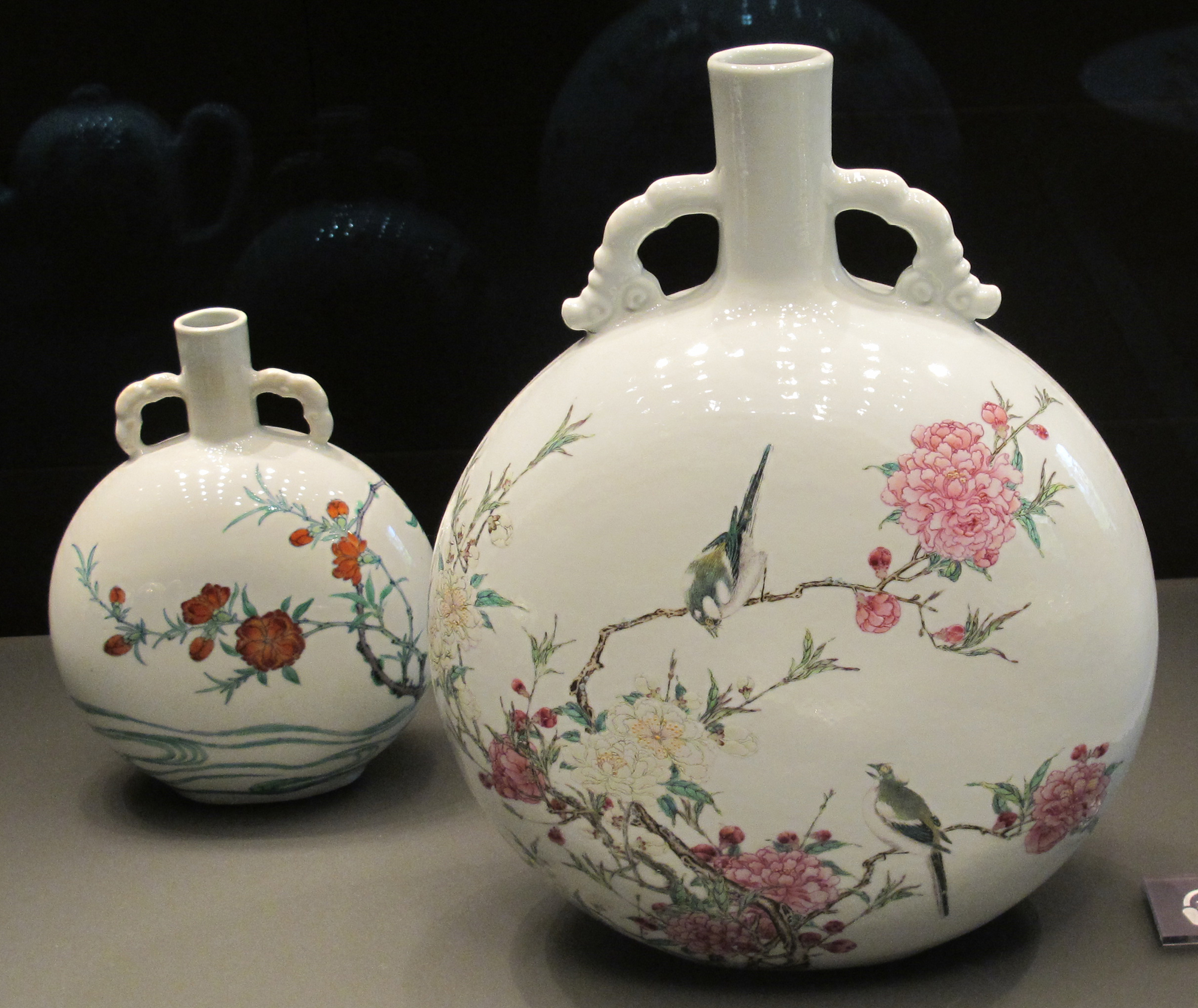
Matràs de lluna, famille rose, porcellana de Jingdezhen, regnat de Yongzheng (1723–1735)

El següent desenvolupament durant la dinastia Qing va ser un grup de "famílies", o paletes de colors d'esmalt, utilitzats a la porcellana xinesa. Aquests són comunament coneguts pels seus noms francesos de famille jaune, noire, rose, verte, classificats segons l'element dominant de cada paleta de colors. Una gran part d'aquestes eren porcellanes d'exportació, però algunes es van fer per a la cort imperial. Les més importants van ser les famílies verda i rosa, perquè els altres termes famille jaune (groga) i famille noire (negra) van ser introduïts més tard pels comerciants o col·leccionistes i generalment es consideren subcategories de la família verda. La porcellana Famille verte es va produir principalment durant l'època Kangxi (1654-1722) de la dinastia Qing, mentre que la porcellana Famille Rose també iniciar a l’època Kangshi, però va ser popular als segles XVIII i XIX. La Famille verte (康熙五彩), adoptada en el període Kangxi cap al 1680, utilitza el verd en alguns tons diferents i el vermell ferro. Es va desenvolupar a partir de l'estil wucai. La Famille rose, coneguda en xinès com a fencai (粉彩)  lit. 'color pàl·lid') és un tipus de porcellana definida per la presència d'esmalt sobreesmalt de color rosa. La paleta de colors es va introduir a la Xina durant el regnat de Kangxi (1654–1722), possiblement al voltant de 1720.